# Dictadura de Francisco Franco
La dictadura de Francisco Franco, también conocida como dictadura franquista, España franquista, régimen franquista o franquismo, fue el período de la historia contemporánea de España correspondiente con el ejercicio por el general Franco de la jefatura del Estado desde el fin de la guerra civil en 1939 hasta su muerte en 1975. Su amplia dimensión temporal y la total identificación de Franco con el régimen mismo hace que a menudo también se utilice para designarlo la expresión era de Franco.
Acabada la guerra, el general instauró una dictadura fascistizada o régimen semifascista, que incorporó una influencia clara de los totalitarismos alemán e italiano en campos como las relaciones laborales, la política económica autárquica, la estética, el uso de los símbolos o el unipartidismo. En sus últimos estertores, el régimen transitó más próximo a las dictaduras desarrollistas, aunque siempre conservó rasgos fascistas vestigiales, caracterizado por la ausencia de una ideología claramente definida más allá de su proclamado nacionalcatolicismo.
En los años 1940 la dictadura militar se afianzó mediante la represión política y económica de los opositores. Unas 485 000 personas habían huido al exilio. Algunos autores afirman que entre 9000 y 15 000 fueron los exiliados españoles que terminaron en campos de concentración nazis, de los que sobrevivieron la mitad. Otros acabaron en los campos de concentración franquistas —estudios informan de al menos 367 000 prisioneros y entre 150 y 188 campos—. Hacia noviembre de 1940 había 280 000 hombres y mujeres detenidos en las prisiones del Estado. Parte de la historiografía estima que entre 23 000 y 46 000 personas fueron ejecutadas en la posguerra; otra, alrededor de 50 000.El total de asesinados por el régimen por motivos políticos ascendió a entre 130 000 y 140 000.
Se mantuvo una política económica basada en la autarquía. Esta fue provocada por la derrota del Eje en la Segunda Guerra Mundial, durante la cual la dictadura franquista, pese a adoptar una política oficial de no beligerancia, tuvo una participación favorable a la Alemania nazi para la derrota de la Unión Soviética, que se concretó mediante el envío de la División Azul, una unidad de voluntarios que sirvió integrado en el Ejército alemán en el frente oriental durante dos años. Esta colaboración con las potencias del Eje condujo al aislamiento internacional tras la derrota de las mismas en 1945, promovido por los aliados en el seno de la recién creada Organización de las Naciones Unidas.
En los años 50, en el marco de la Guerra Fría, la posición geográfica de España y su dictadura militar se acabaron convirtiendo en estratégicos para los Estados Unidos y sus aliados europeos frente a la Unión Soviética. La alianza de España con los Estados Unidos puso fin al aislamiento internacional del régimen y favoreció una paulatina apertura de la economía nacional, que seguía a unos niveles de desarrollo inferiores a los del resto de economías de Europa occidental, que en la guerra mundial habían sufrido desastres similares al de la guerra civil española.
En los años sesenta y principios de los setenta, el desarrollismo económico mejoró de forma notable, aunque desigual, el nivel de vida de la mayoría de la población, que formó una clase media hasta entonces casi inexistente. El nivel de libertad personal y política no aumentó del mismo modo. Empezaron las movilizaciones de oposición a la dictadura por parte de trabajadores y estudiantes.
Juan Carlos de Borbón fue el sucesor designado por Franco para la jefatura del Estado, a título de príncipe de España, y a la muerte de este, en su proclamación como rey, juró acatar los principios del Movimiento Nacional destinados a perpetuar el régimen franquista. Sin embargo, no lo hizo, aunque se basó en el entramado institucional franquista para promover la Ley para la Reforma Política, ratificada en referéndum. Su resultado, 94 % a favor de la reforma, inició la transición a la democracia en 1976.

## Características

### ElCaudilloy sus poderes
El principal rasgo definitorio del régimen franquista fue que una única persona, el Generalísimo Franco —de ahí el nombre con el que se conoce—, acumuló en sus manos unos poderes omnímodos como ningún otro gobernante había gozado jamás en la historia de España. La Ley de Reorganización de la Administración Central del Estado, promulgada por el propio Franco solo cuatro meses después del final de la guerra civil española, así lo confirmó al atribuir al Caudillo, «invicto y providencial», todos los poderes ejecutivos y legislativos:

Artículo 7. Correspondiendo al Jefe del Estado la suprema potestad de dictar normas de carácter general, conforme al artículo 17.º de la Ley de 30 de enero de 1938, y radicando en él de modo permanente las funciones de gobierno, sus disposiciones y resoluciones, adopten la forma de Leyes o Decretos, podrán dictarse, aunque no vayan precedidas de la deliberación del Consejo de Ministros, cuando razones de urgencia así lo aconsejen, si bien el Jefe del Estado dará después conocimiento a aquél de tales disposiciones o resoluciones.

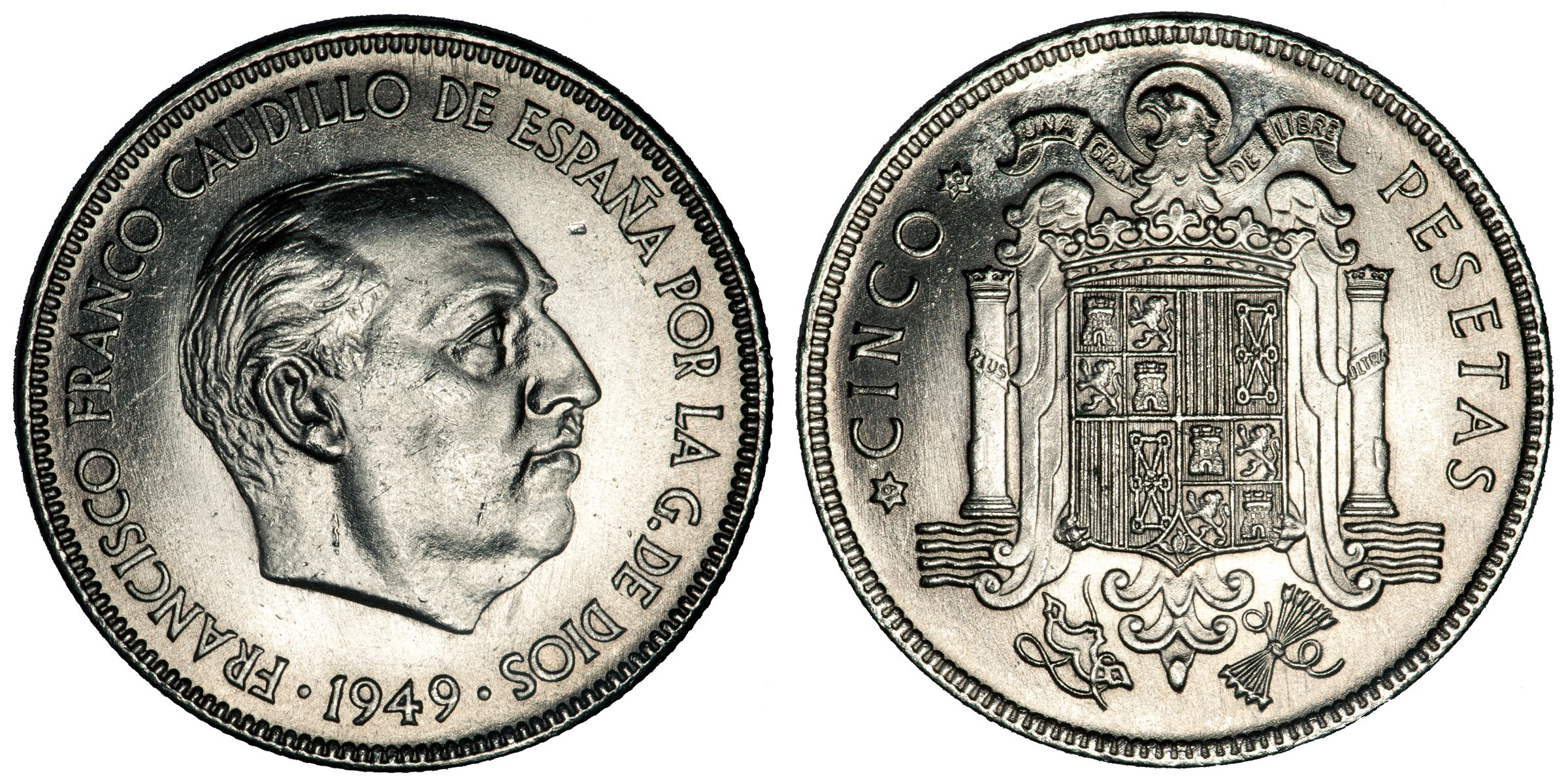
Moneda de 5 pesetas acuñada en 1949. En el anverso la efigie del general Franco con la inscripción Francisco Franco Caudillo de España por la G. [Gracia] de Dios. En el reverso el nuevo escudo de España.

Como ha señalado Stanley G. Payne, «Franco siempre consideró su propio mandato como «vitalicio». En uno de sus momentos más bajos, declaró enfáticamente a un destacado general en una conversación privada: «Yo no haré la tontería de Primo de Rivera. Yo no dimito, de aquí al cementerio». Franco creía que su victoria absoluta en la guerra civil le había dado un cierto derecho de conquista, de modo que podía aspirar a un mandato histórico, incluso divino, para conservar su posición de Caudillo mientras se lo permitiesen sus condiciones físicas». A Franco «le preocupaban menos las cuestiones ideológicas que a otros dictadores, lo que le permitió ir adoptando diferentes programas económicos y modalidades de discurso político. Aunque a nivel conceptual estaba muy próximo a la extrema derecha, y su sentido pragmático de la realidad es en gran parte un invento de los apologistas del franquismo, esto no le impidió ejercer cierta habilidad para adaptarse a las nuevas situaciones marcadas por la política internacional».
En principio, la legitimidad del poder del general Franco provenía de su designación por parte de los generales que habían encabezado la sublevación militar contra la República como «Generalísimo de las fuerzas nacionales de tierra, mar y aire» y como «jefe del Gobierno del Estado español» al que se conferían «todos los poderes del Nuevo Estado». De esa manera, Franco personificaba la autoridad del Ejército, «símbolo efectivo de la unidad nacional», como se afirmaba en uno de los decretos que promulgó.
Pero enseguida el general demostró su intención de superar esa categoría de mero dictador militar para asumir otras fuentes de legitimación de su poder y, en efecto, muy pronto demostró su voluntad de emular a los dictadores fascistas al proponerse a sí mismo como el Caudillo de una España «Una, grande y libre». Y al mismo tiempo se fue forjando la tercera fuente de legitimidad: la de ser una persona enviada por la Providencia Divina para la «redención» y «salvación» de la «nación» y de su religión, el catolicismo. El caudillaje como principio de autoridad se basaría, pues, en el carisma excepcional de un dirigente ejemplar por sus dotes y capacidades demostradas en una coyuntura específica: la guerra civil española.
Así, cuando esta terminó el 1 de abril de 1939, la legitimidad de su poder quedó plenamente confirmada, por lo que desde entonces la victoria en la guerra se convertiría en la fuente última y suprema de su autoridad indiscutida y de su derecho a ejercer el poder de modo vitalicio. Franco era la persona que había «salvado» a España de su «destrucción», por lo que tenía «derecho» a regir con plenos poderes sus «destinos» durante el resto de su vida. La inscripción «Francisco Franco, Caudillo de España, por la gracia de Dios» se imprimió en las monedas que portaban su efigie. Por otro lado, el «mito de la Cruzada», la negación de la existencia de una guerra civil iniciada por una insurrección militar —la contienda de 1936-1939 había sido una «Cruzada de Liberación» desencadenada por un Alzamiento Nacional—, se convirtió «en uno de los nexos de identidad de las familias franquistas».

### Los «pilares» de la dictadura
La dictadura franquista se apoyó en tres «pilares»: el Ejército, la Iglesia y el partido único Falange Española Tradicionalista y de las JONS. Como el mismo Franco reconoció en privado, «la Falange, el Ejército y la Iglesia» son las tres «fuerzas» que constituyen «la base del Movimiento Nacional».
Los militares, al menos durante el primer franquismo, ocuparon cerca del 40 % de los altos cargos de la administración y de las empresas estatales, y siempre habrá entre cuatro y siete ministros militares. Además, el Ejército siempre actuó como el garante último de la continuidad del franquismo y durante mucho tiempo fue el instrumento principal en la represión de cualquier movimiento u organización de oposición a la dictadura franquista. La Iglesia católica proporcionó la justificación ideológica, militante y beligerante del franquismo. El partido único FET y de las JONS fue «el instrumento clave para organizar a los partidarios del régimen, suministrar fieles servidores administrativos y encuadrar y controlar a la sociedad civil a través de sus órganos dependientes (Organización Sindical, Sección Femenina, Frente de Juventudes)».

### El papel de las instituciones
El franquismo no se dotó del equivalente a una constitución de los regímenes liberales o democráticos porque Franco siempre se mostró reacio a promulgar leyes que pudieran obligarle a él mismo, ya que lo que más le importó durante su larga dictadura fue conservar intacto todo su inmenso poder del que solo era responsable «ante Dios y ante la historia» —y ante nadie más—. Así, bajo el franquismo la fuente de autoridad fue el propio Franco, no las instituciones, y el Caudillo solo fue promulgando las llamadas «leyes fundamentales» de su régimen cuando lo creyó necesario para afianzarlo. «La estructura definitiva del sistema de Franco se creó, en consecuencia, lentamente, en el periodo comprendido entre los años 1942 y 1947. […] En 1943 se constituyeron unas Cortes totalmente controladas, basadas en el corporativismo siguiendo la tendencia filosófico política dominante en la España de la preguerra. La desconfianza hacia los partidos políticos como instrumento de representación fue característica de personajes tan diferentes como el dictador Primo de Rivera, que organizó la actividad política en una Asamblea Nacional Consultiva sin ellos o Fernando de los Ríos, diputado del PSOE y uno de sus pensadores de cabecera, que acuñó el término «democracia orgánica» para el sistema del partido que confiaría la representación a organizaciones naturales, como los sindicatos. De hecho, Franco adoptó esta etiqueta para definir su régimen. En 1945 se promulgó una ley que definía los derechos de los ciudadanos llamado Fuero de los Españoles, una de las ocho leyes fundamentales de su estado, y finalmente, en 1947, se instituyó una monarquía de carácter meramente nominal».
Desde el punto de vista institucional, el órgano más importante fue el Gobierno, pues este se constituyó en el «lugar» de representación de las «familias» que integraban la coalición derechista franquista —falangistas, carlistas, monárquicos y católicos—, sin olvidar la presencia de los mandos militares, como corresponde al origen del régimen. El propio Franco lo reconoció en privado: «los gobiernos deben tener una representación de las fuerzas que han contribuido a la victoria». Como ha señalado el historiador Enrique Moradiellos, «la habitual reunión de los viernes del Consejo de Ministros habría de ser el decisivo foro de encuentro y debate franco y reservado entre las fuerzas de la coalición franquista; el mismo foro que en un régimen liberal y democrático desempeña el Parlamento o los órganos de la prensa libre». Y además «Franco tuvo la gran habilidad de ejercer un continuo arbitraje moderador entre todas ellas,... contraponiendo a unas «familias» contra otras para evitar el excesivo crecimiento de una única opción que pudiera hacer sombra a su poder personal y a su condición arbitral».

### La ideología franquista
La ideología —o mentalidad— franquista se basaba en cinco sencillas y genéricas «ideas motrices» «que recogían el universo doctrinal compartido por todas las instituciones y «familias» de la derecha española por igual y sin conflicto»:
1. El antiliberalismo, que se reflejaba en su rechazo a todos los principios e ideas propias de los regímenes liberales y democráticos, identificados con la masonería. Al principio este antiliberalismo fue acompañado del anticapitalismo propio de la retórica fascista.
2. El anticomunismo, en el que el franquismo incluía no solo al comunismo propiamente dicho, sino a todas las ideas y organizaciones obreristas, incluidas las socialistas y anarquistas. Además, el franquismo al igual que los fascismos identificaba el «comunismo» —o «bolchevismo»— con el «judaísmo».
3. El radical nacionalismo españolista, uniformista y centralista, que tachaba de «separatista» cualquier idea o proyecto diferente por moderado que fuera.
4. El catolicismo integrista, que dará nacimiento al «nacionalcatolicismo».
5. El conservadurismo social tradicional y reaccionario que puso fin a las medidas secularizadoras y modernizadoras republicanas (como la Ley de Divorcio, los cementerios civiles, la coeducación, la educación laica, etc.) al entregar de nuevo al clero católico el control de las costumbres civiles y de la vida intelectual del país.

Así, por ejemplo, en el libro de texto de 1939 Catecismo patriótico español, del obispo Menéndez-Reigada, se decía que «los enemigos de España son siete: el liberalismo, la democracia, el judaísmo, la masonería, el capitalismo, el marxismo y el separatismo».
El historiador Javier Tusell señala en su obra Historia de España en el siglo XX (1999) en relación con la ideología del régimen:}}

Si la voluntad fascistizadora, sin duda, existía, cabe preguntarse, sin embargo, por qué no sólo no triunfó, sino por qué estuvo siempre muy lejos de conseguirlo. Por supuesto, la respuesta a esta pregunta se encuentra en la dinámica política, es decir, en la propia evolución de los acontecimientos en los que, como hemos visto, se entrelazó estrechamente la política interna con la situación internacional. En suma, la fascistización del régimen sólo hubiera sido posible en el caso de que la España de Franco hubiera decidido intervenir en la guerra mundial al lado del Eje; eso hubiera traído, con toda probabilidad, una modificación paralela de sus estructuras políticas definitiva e irreversible.
Javier Tusell, Historia de España en el siglo XX. III. La dictadura de Franco (1999)

El historiador estadounidense Stanley G. Payne en su libro El fascismo (1982) califica al franquismo de 1939 a 1945 de «semifascista» y a partir de la segunda fecha en adelante de «autoritario burocrático»:

Es innegable que el franquismo inicialmente contenía un importante componente de fascismo; pero estaba tan limitado en el marco de una estructura derechista, pretoriana, católica y semipluralista que probablemente sería más exacto aplicarle la categoría de «semifascista». (...) A finales de 1945, España había avanzado bastante en el proceso de transición de un Estado semifascista y parcialmente movilizado a un régimen «autoritario burocrático», corporativista y no movilizado.
Stanley G. Payne, El fascismo (1982)

### La coalición «contrarrevolucionaria»
Dentro de una completa subordinación al «Caudillo», hubo diferentes «familias» o grupos —nunca partidos— con diversa sensibilidad política. Cada una trató de influir en las decisiones del dictador, y la habilidad de éste consistió en confiarles parcelas de poder convenientemente medidas, apoyarse sucesivamente en una «familia» u otra según conviniera en cada momento, desplazando del primer plano (sin dejar de contar con ellas) a las que se hacían incómodas por alguna razón interna o externa y garantizarse de esa manera su presencia indiscutida en el poder. Cuando estalló algún escándalo que podía atribuirse de algún modo a los recelos entre las familias (como el caso MATESA), Franco optaba por soluciones expeditivas y salomónicas («castigar» a ambas partes, de forma paternalista). Eran habituales las expresiones de Franco en que despreciaba la actividad política (propia de «politicastros»), e incluso ninguneaba a sus propios ministros, haciéndose célebre su consejo: «haga como yo, no se meta en política».
Falangistas

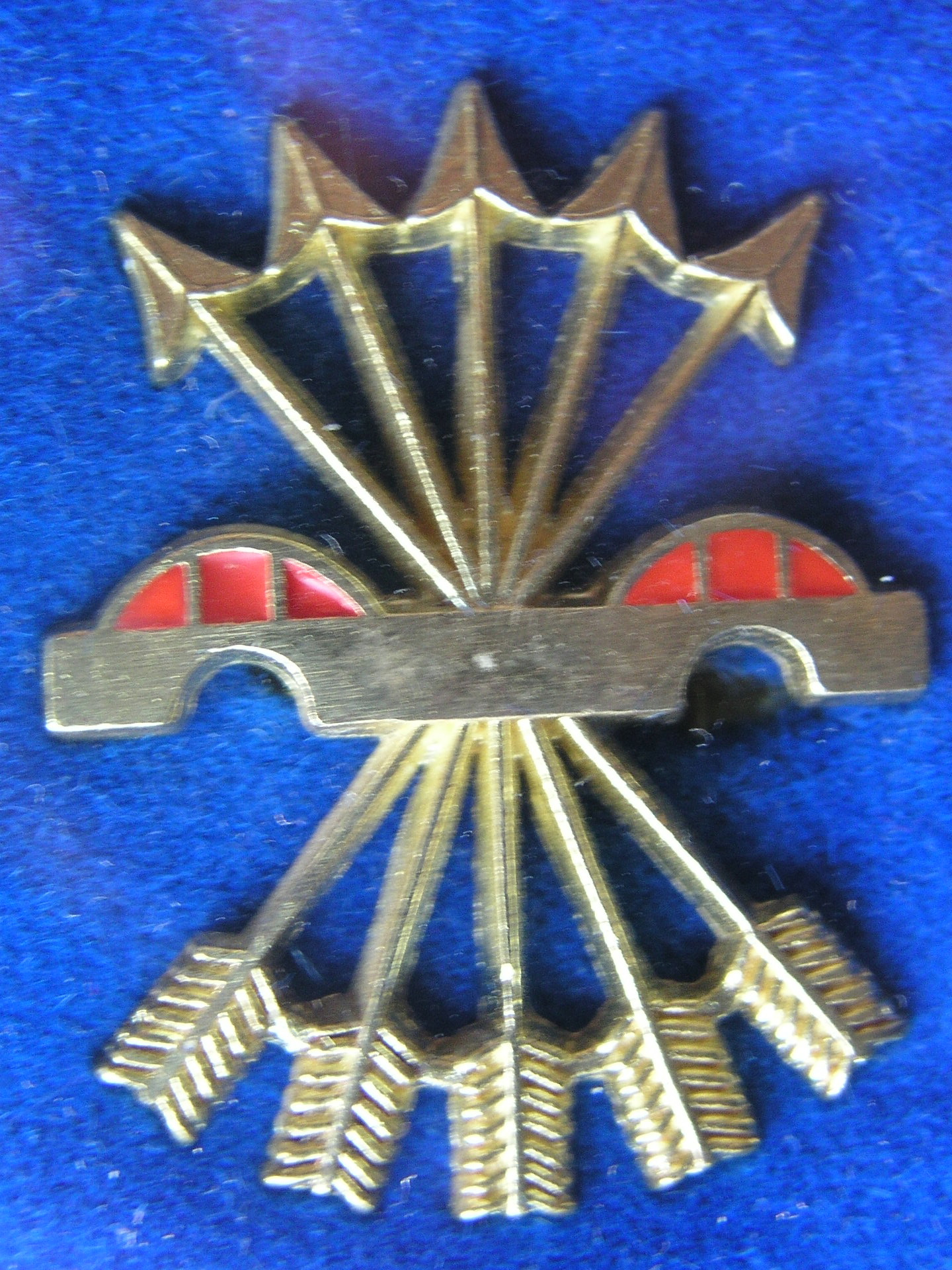
Yugo y flechas para camisa. Años 1940.

Los «camisas viejas» de la Falange original de José Antonio Primo de Rivera muy pronto empezaron a recelar de los «camisas nuevas» incorporados, sobre todo, en la Guerra Civil, especialmente cuando el Decreto de Unificación suprimió todos los partidos reuniendo a los que apoyaron el Alzamiento Nacional en el partido único FET y de las JONS (Falange Española Tradicionalista y de las Juntas de Ofensiva Nacional Sindicalista), al servicio del liderazgo absoluto de Franco. El partido único aspiraba a controlar la vida social y económica a través del resto de las instituciones del Movimiento: Frente de Juventudes, Sección Femenina, Sindicato Vertical, Auxilio Social, etc.
Dentro del gobierno los falangistas desempeñaron las carteras sociales, como el Ministerio de Trabajo, el de Vivienda y el de Agricultura, además del ministro-secretario general del Movimiento (miembro nato del gobierno, aunque sujeto también a la designación por parte del Caudillo). En el primer franquismo alcanzaron un 37,9 % de los ministerios y un 30,3 % de los altos cargos de la administración. Un ejemplo notable fue José Antonio Girón de Velasco, el ministro más joven (30 años) y uno de los que duró más en el gobierno (1941-1957). Otro nombre destacable fue José Luis Arrese. También hubo «aperturistas» procedentes de la «familia azul», como quien finalmente llevó a cabo la transición democrática, Adolfo Suárez. Esa «pluralidad» se podía observar en las publicaciones afines: el diario El Alcázar (que, tras distintas orientaciones, desde 1968 expresó las opiniones de lo que se denominó el «búnker» —sector que aglutinaba a la derecha más extrema), el oficialista Diario Arriba y Diario Pueblo, cercano a los sindicatos verticales y dirigido por Emilio Romero.
Católicos

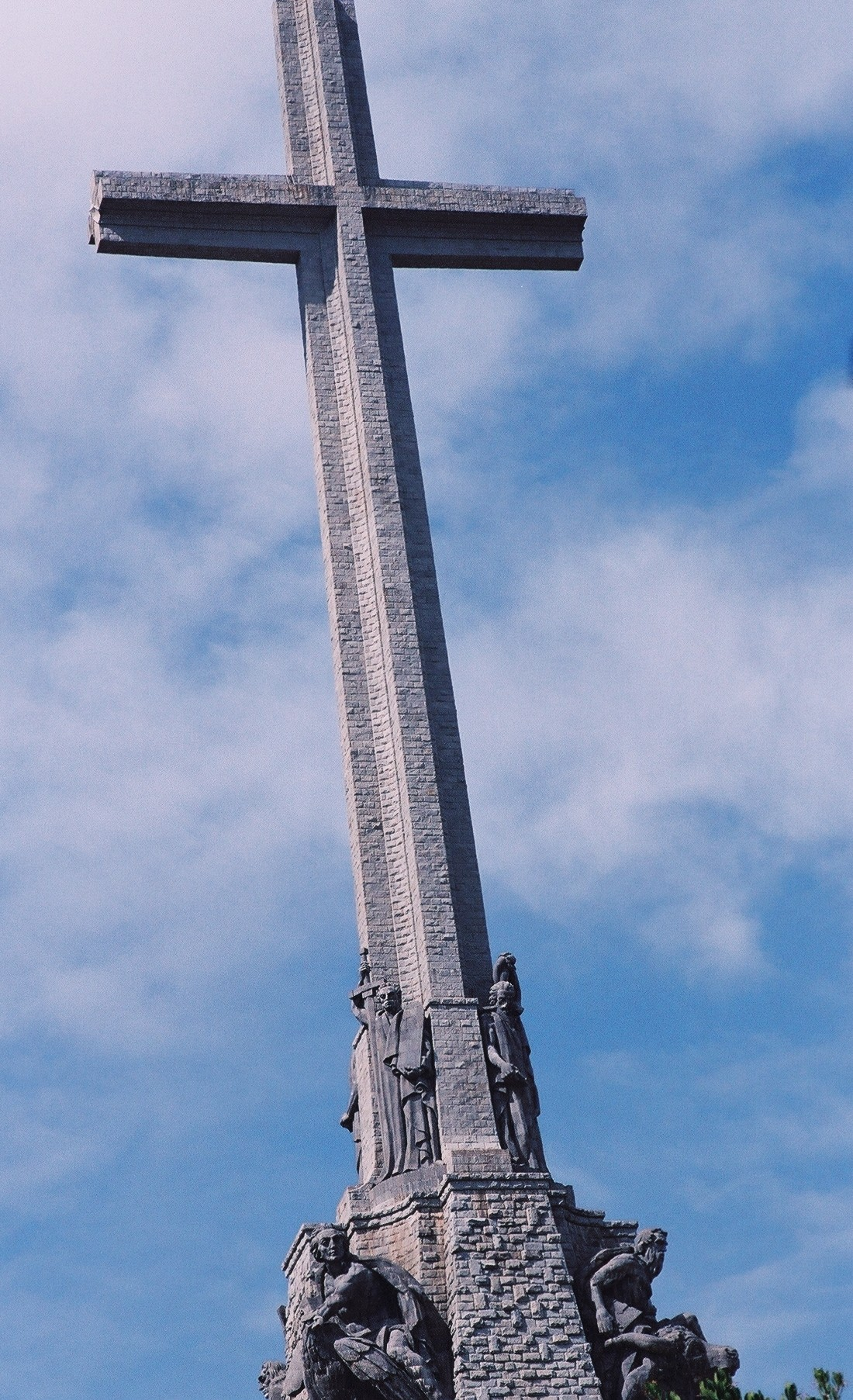
Valle de los Caídos, monumento franquista de carácter religioso en el cual yace Primo de Rivera.

Desde el comienzo del franquismo, la Asociación Católica Nacional de Propagandistas demostró mucha actividad, dirigida por los obispos y especialmente por la figura de Ángel Herrera Oria, que controlaba también la prensa católica (Diario Ya). Esta «familia» tenía una especial relación con el exterior, por su vinculación con la Santa Sede y las democracias cristianas europeas. Controlaban el Ministerio de Asuntos Exteriores y el Ministerio de Educación. Un buen ejemplo fue Joaquín Ruiz-Giménez. La ACNdP también controló el sistema de represión franquista durante el final de la guerra y la posguerra en España: los dos primeros ministros de Justicia (Tomás Domínguez y Esteban Bilbao) y el primer director general de prisiones de la dictadura (Máximo Cuervo) fueron propagandistas.
A partir de 1957 accedieron al gobierno los ministros económicos (denominados «tecnócratas») procedentes del Opus Dei (congregación religiosa fundada por José María Escrivá de Balaguer), y protegidos por Luis Carrero Blanco: Mariano Navarro Rubio y Alberto Ullastres, responsables del Plan de Estabilización de 1959 y el desarrollismo posterior. Y al frente de todos ellos Laureano López Rodó.
La renovación de la Iglesia católica en el Concilio Vaticano II propició un distanciamiento con el régimen franquista de una parte de la jerarquía eclesiástica, dirigida por el cardenal Vicente Enrique y Tarancón. Llegó a ser muy evidente en el caso Añoveros.
Tradicionalistas
Los tradicionalistas o carlistas perdieron gran parte de su relevancia política en cuanto acabó la guerra. No obstante, mantuvieron ciertas cotas de poder. El área que se les confiaba era el Ministerio de Justicia y la presidencia de las Cortes. Ejemplo de ello fueron Esteban de Bilbao Eguía y Antonio Iturmendi Bañales, ambos ministros de justicia y presidentes de las Cortes Españolas.
Monárquicos
Su órgano de expresión era el periódico ABC, de la familia Luca de Tena. Sus relaciones con el régimen pasaron por acercamientos y distanciamientos (llegando a algún tipo de represión, como el secuestro de una edición de ABC en 1966 o el destierro de los que acudieron al llamado Contubernio de Múnich en 1962), al igual que la relación ambigua que mantuvieron el general Franco y el pretendiente a la Corona, Juan de Borbón, que se mantuvo exiliado en Estoril, desde donde mantenía un consejo privado en el que se incluían personajes destacados de la dictadura, como José María Pemán o Pedro Sainz Rodríguez.
España se definió en las Leyes Fundamentales como un reino, pero Franco se negó a ceder la jefatura del Estado o designar sucesor como preveía la Ley de Sucesión en la Jefatura del Estado (votada en referéndum en 1947, en un acto de legitimación de masas del franquismo), y mucho menos a un personaje en quien no confiaba, el conde de Barcelona (título medieval de soberanía, vinculado a la corona de España que usaba Juan de Borbón), a pesar de ser el heredero del rey anterior (Alfonso XIII).
Mientras tanto, su hijo Juan Carlos estaba siendo educado en España separado de su padre. Finalmente quien obtuvo la designación fue Juan Carlos, en 1969 y tras una prolongada espera, no sin signos inquietantes de que podía optarse por cualquier otro «príncipe de sangre real» (como Alfonso de Borbón Dampierre, primo de Juan Carlos, que contrajo matrimonio con Carmen Martínez-Bordiú Franco, nieta del dictador, y que reclamó simultáneamente sus derechos legítimos sobre el trono de Francia). En la enfermedad final de Franco, Juan Carlos, titulado príncipe de España, llegó a ocupar interinamente la jefatura del Estado en 1974, que le fue retirada como consecuencia de una transitoria mejoría del «Caudillo». En este contexto, se refirió al dictador como «figura decisiva históricamente y políticamente para España» o que «para mi es un ejemplo, día a día por su desempeño patriótico al servicio de España, y además tengo un afecto y admiración muy grande para él».
Además, Juan Carlos hubo de jurar lealtad a los principios del Movimiento Nacional tanto en su designación como príncipe en 1969 como en su proclamación real tras la muerte de Franco en noviembre de 1975 mientras que en su primer discurso navideño habló de su «tristeza» ante la pérdida del «Generalísimo» y su «respeto y admiración» hacia él.

### ¿El franquismo, un régimen fascista?

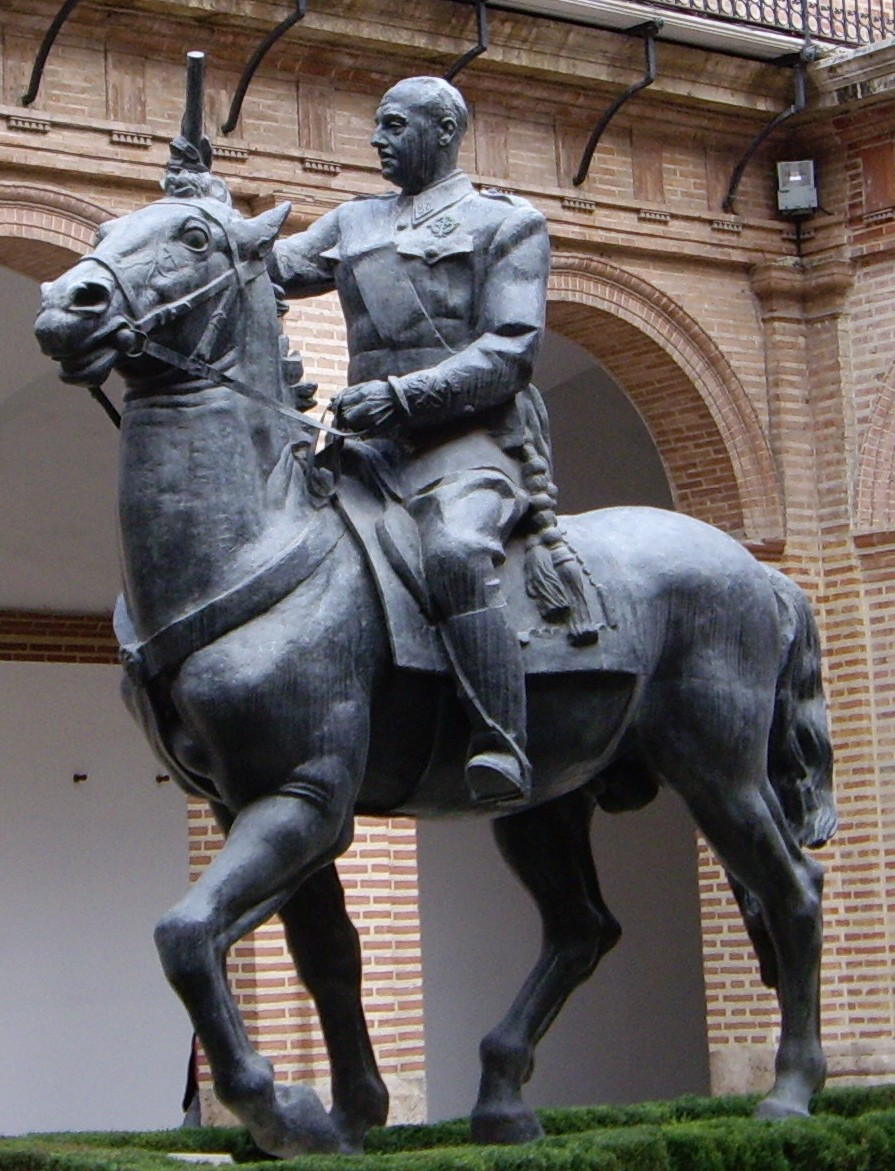
Estatua ecuestre del Generalísimo Franco, obra del escultor José Capuz, que se encontraba en la plaza del Caudillo (actual plaza del Ayuntamiento) de Valencia. Fue inaugurada en 1964 con motivo de la celebración de los «XXV Años de Paz». Fue retirada de la plaza en 1983 y trasladada a la sede de la Capitanía General de Valencia en el Convento de Santo Domingo. En aplicación de la Ley de Memoria Histórica fue llevada en 2010 a un acuartelamiento de Bétera, donde se encuentra en la actualidad.

La cuestión de si el franquismo fue un régimen fascista ha sido el núcleo central del largo, intenso e inacabado debate historiográfico sobre la naturaleza del franquismo. Este debate, en el que no sólo han intervenido historiadores sino también politólogos, sociólogos y juristas (e incluso protagonistas de los hechos), ha girado en torno a dos posturas fundamentales: la que defienden los que consideran que el franquismo fue un régimen fascista y la de los que siguiendo la propuesta del politólogo Juan José Linz, formulada en 1964, lo consideran un régimen autoritario, pero no fascista. Las dos posiciones han ido acercándose a lo largo de los años ya que los defensores de la tesis del régimen autoritario han reconocido la existencia de una fase inicial «semifascista» en el franquismo (como Stanley G. Payne o Javier Tusell), e incluso el propio Linz ha caracterizado ya al franquismo como un régimen autoritario «con componente fascista», y los que definen el régimen franquista como fascista, han añadido algún tipo de matiz para diferenciarlo del «fascismo clásico».
Sin embargo, como no se llegaba a alcanzar un consenso sobre el tema el historiador Ismael Saz propuso en 1993 considerar al franquismo como un «régimen fascistizado», alternativa que fue aceptada por algunos historiadores y que cuando menos introdujo en el debate el concepto de fascistización. Con su propuesta de «dictadura fascistizada» Saz consideraba que se captaba la «especificidad» del franquismo: «los elementos que le asemejan al fascismo lo diferencian nítidamente de las simples dictaduras de derechas o regímenes autoritarios; los que los distancian de aquél impiden su consideración como dictadura fascista. En la combinación de ambas facetas está la esencia del régimen franquista». En el cuadro siguiente se exponen las diferencias y coincidencias entre el franquismo y el fascismo según Saz:
| La dictadura franquista se basaba en la misma alianza antidemocrática y contrarrevolucionaria que la italiana o alemana, era tan represiva ―y en cierto sentido incluso más― que aquellas; | La correlación de fuerzas en el seno de la alianza contrarrevolucionaria no fue nunca favorable al sector fascista; su política represiva y aniquiladora de la oposición obrera y democrática sólo fue parcialmente acompañada de un esfuerzo de removilización o articulación de un consenso activo; hubo algo de política de plaza pero bastante más de cárcel, iglesia y cuartel; |
| Se estructuraba sobre la base de un partido único y en el principio del caudillaje; | El partido único fue realmente un partido unificado desde arriba y desde fuera; el caudillo no era la expresión, plasmación o concreción, de alguna forma de supuesta voluntad popular, sino en todo caso de la voluntad divina —por la gracia de Dios— y militar; |
| Tenía la misma concepción centralizada y uniformadora del Estado; copió buena parte de las instituciones esenciales del régimen fascista italiano;                                         | El Estado franquista era menos intervencionista y más respetuoso de la sociedad civil que el fascista, pero estaba también mejor estructurado, carecía, es decir, de las connotaciones anárquicas y darwinistas, propias, en mayor o menor grado, de los regímenes fascistas; |
| Adoptó algo parecido a una ideología oficial; | La ideología oficial podía ser o no una ideología pero desde luego no era una ideología fascista; |
| Instauró unas estructuras pretendidamente supraclasistas o corporativas y se refugió en la autarquía económica;                                                                            | Nadie creyó nunca al sindicalismo del Sindicato Vertical, y la autarquía más que obedecer a la lógica interna de los regímenes fascistas... conectaba perfectamente con las tendencias autárquicas, defensivas, de un capitalismo que más que en expansión hacia fuera buscaba protección frente al exterior;                                                                        |
| Anunció, como las dictaduras fascistas, su propósito de durar. | Quiso durar con mucho de la retórica e instrumentos del modelo fascista mientras existiese el dictador, para dejar paso después a una monarquía más o menos tradicional pero que, desde luego, poco tendría que ver ya con el fascismo. |

## Historia

### El primer franquismo (1939-1959)
El primer franquismo (1939-1959) fue la primera gran etapa de la historia de la dictadura del general Franco comprendida entre el final de la guerra civil española y el abandono de la política autárquica con la aplicación del Plan de Estabilización de 1959, que dio paso al franquismo desarrollista o segundo franquismo que duró hasta la muerte del Generalísimo. Se suele dividir en tres subetapas: la primera de 1939 a 1945 que se corresponde con la Segunda Guerra Mundial y durante la cual el régimen franquista experimentó un proceso de fascistización ya iniciado durante la guerra civil para asemejarse a la Alemania nazi y, sobre todo, a la Italia fascista y que se vio abortado por la derrota de las potencias del Eje; la segunda subetapa, de 1945 a 1950, constituyó el período más crítico de la historia de la dictadura franquista a causa del aislamiento internacional al que fue sometido y a la ofensiva de la oposición, pero los cambios «cosméticos» que introdujo y sobre todo el estallido de la Guerra Fría acabó reintegrándolo al bloque occidental anticomunista; la tercera etapa, de 1951 a 1959, ha sido llamada también el decenio bisagra por constituir una época intermedia entre el estancamiento de los «autárquicos» años 1940 y la «desarrollista» de los años 1960, y que también ha sido caracterizada como la época del «esplendor del nacional-catolicismo».

#### El franquismo de 1939 a 1945

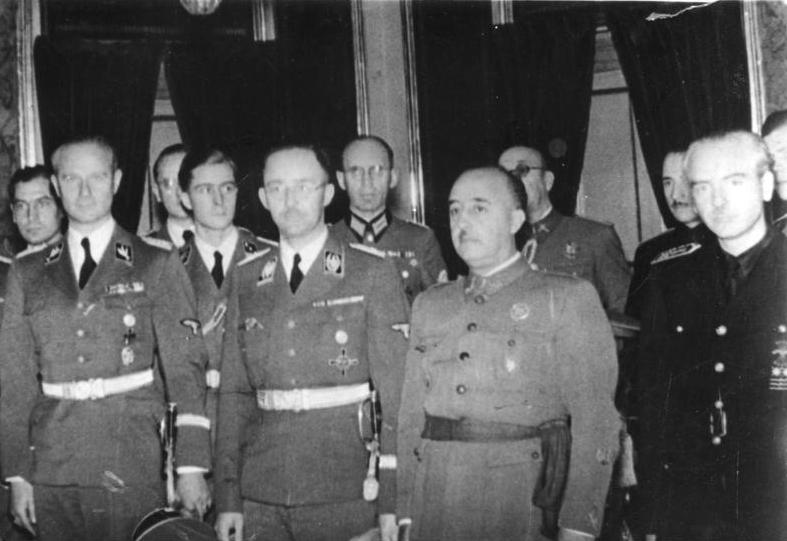
El general Franco junto al dirigente nazi Heinrich Himmler, durante su visita a Madrid (1940).

Cuando se inició la Segunda Guerra Mundial el 1 de septiembre de 1939, el general Franco se vio obligado a proclamar «la más estricta neutralidad» de España debido a las precarias condiciones económicas por las que atravesaba el país tras una guerra civil que hacía solo cinco meses que había terminado. Pero las victorias alemanas sobre Holanda, Bélgica y Francia en junio de 1940 y la entrada en la guerra de Italia del lado de Alemania —el día 10—, dieron un vuelco a la situación. Y así el 13 de junio de 1940, cuando los alemanes estaban a punto de entrar en París, el general Franco abandonaba la «estricta neutralidad» y se declaraba «no beligerante», que era el estatuto que había adoptado Italia antes de entrar en la guerra. Al día siguiente las tropas españolas ocupaban Tánger, ciudad internacional que quedó incorporada de hecho al Protectorado español de Marruecos.
El 23 de octubre de 1940 Franco y Hitler mantuvieron una entrevista en Hendaya para intentar resolver los desacuerdos sobre las condiciones españolas para su entrada en la guerra del lado de las potencias del Eje. Un primer resultado del encuentro fue la firma de un protocolo secreto en el que Franco se comprometía a entrar en la guerra en una fecha que él mismo determinaría y en el que Hitler garantizaba solo vagamente que España recibiría «territorios en África». Otro resultado fue que, cuando Hitler inició la invasión de la Unión Soviética el 22 de junio de 1941, el general Franco decidió enviar un contingente de soldados y oficiales voluntarios (unos 47 000 soldados en total, incluidos los diferentes relevos), que sería conocido con el nombre de «División Azul» (por el color del uniforme falangista).

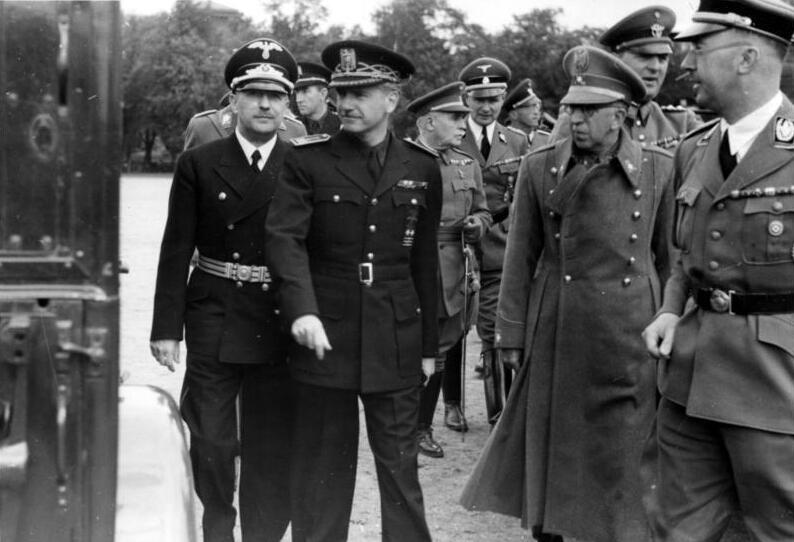
Visita a Berlín de Ramón Serrano Suñer, acompañado del general Sagardía, siendo recibido por Himmler.

Al compás de los éxitos militares del Eje el régimen franquista aceleró su proceso de fascistización, es decir, de adopción del ideario fascista y de sus formas específicas de organización política y social, siguiendo sobre todo el modelo de la Italia fascista, que había comenzado en la zona sublevada en plena guerra civil. La inspiración y dirección del proceso corrió a cargo del cuñadísimo Ramón Serrano Suñer. Así se puso en marcha el encuadramiento y la movilización social a través de tres organizaciones sectoriales del «partido único» FET y de las JONS (el Frente de Juventudes, el Sindicato Español Universitario (SEU) y la Sección Femenina, cuya finalidad era «formar a la mujer con sentido cristiano y nacionalsindicalista») y un extenso entramado «nacionalsindicalista», llamado Organización Sindical Española (OSE), en el que estaban obligados a afiliarse todos los «productores» (empresarios y trabajadores).
El 17 de julio de 1942, el general Franco promulgaba su segunda «ley fundamental», la Ley Constitutiva de las Cortes, como «órgano superior de participación del pueblo español en las tareas del Estado» y ámbito para «el contraste de pareceres, dentro de la unidad del régimen», pero que no tenían ninguna capacidad legislativa, sino meramente «consultiva».
Sin embargo, el proceso de fascistización provocó serios temores entre los otros dos pilares del franquismo, la Iglesia católica y el Ejército. Las tensiones con el «partido único» acabarían estallando en agosto de 1942 con el atentado de Begoña que provocó una grave crisis política que el general Franco resolvió destituyendo al «cuñadísimo» Serrano Suñer que fue sustituido por el general monárquico Francisco Gómez-Jordana que volvía a hacerse cargo del Ministerio de Asuntos Exteriores.
En noviembre de 1942 tropas británicas y estadounidenses desembarcaban en el norte de África para desalojar de allí al Afrika Korps de Rommel y a las tropas italianas. Para Franco era el fin de sus sueños imperiales y un posible riesgo de invasión por parte de los aliados dado su alineamiento con Alemania e Italia. Pero no fue hasta después de la caída de Mussolini en julio de 1943 tras el desembarco aliado en Sicilia, cuando el general Franco volvió a la «estricta neutralidad» en contra de sus propios deseos y en noviembre ordenaba la retirada del frente ruso de la «División Azul» además de la paralización del proceso de fascistización.
El cambio en el signo de la guerra propició la más grave crisis que vivió el poder dictatorial del Generalísimo Franco. El 8 de septiembre de 1943, recibió una carta firmada por ocho de los doce tenientes generales en la que le pedían que considerase la restauración de la monarquía, tal como le había reclamado don Juan de Borbón, heredero legítimo de Alfonso XIII, en una carta enviada al Generalísimo unos meses antes —será la única vez en 39 años que la mayoría de los generales le pedían a Franco que renunciara—. Pero Franco no hizo la más mínima concesión y se limitó a esperar y a situar en los puestos claves a militares fieles a su persona.

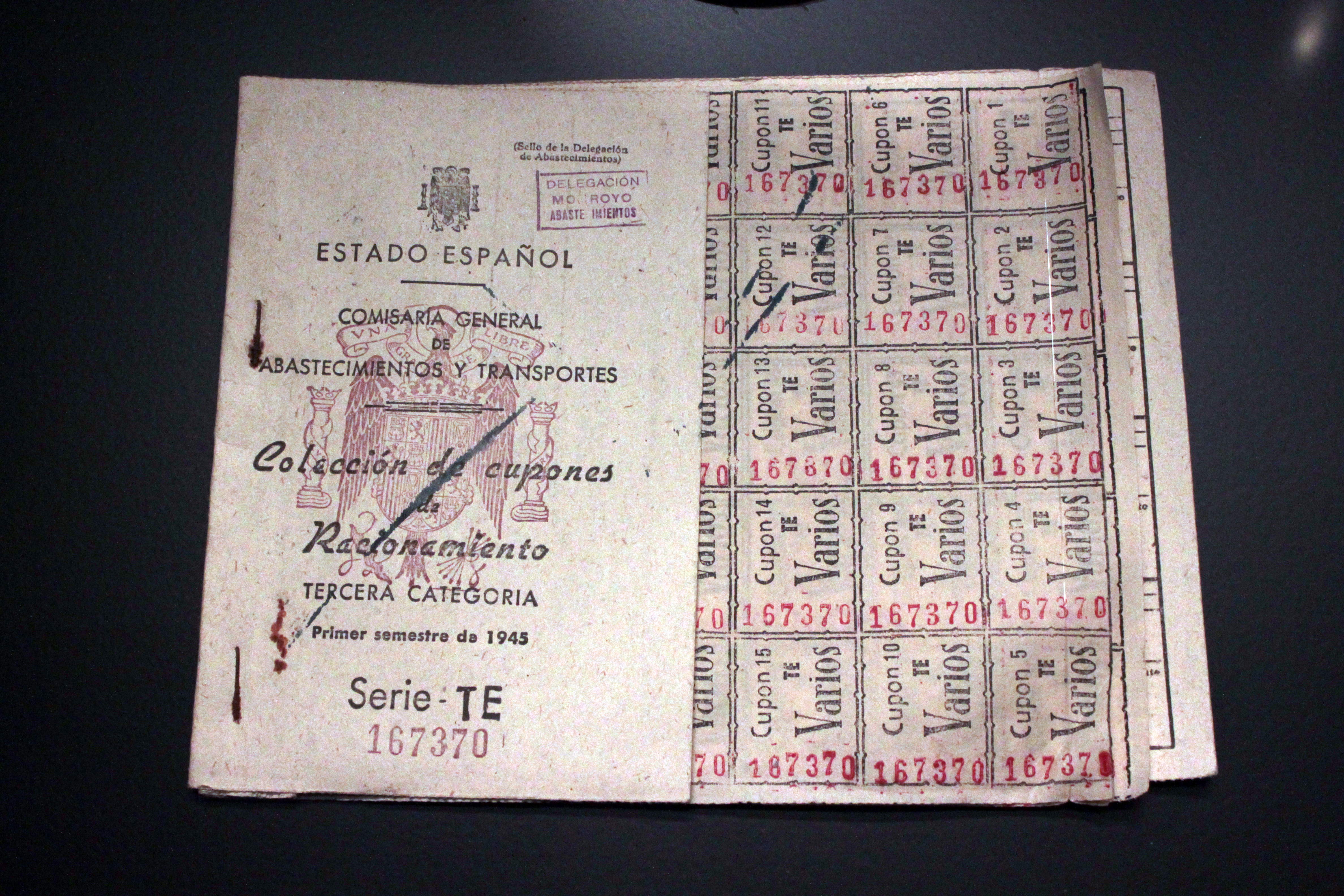
Cartilla de racionamiento española de 1945.

Mientras tanto la situación económica no mejoraba debido fundamentalmente a la catastrófica política económica autárquica e intervencionista que se estaba aplicando. El resultado era una pésima asignación de los recursos productivos, y la prueba del mal funcionamiento del sistema fue que inmediatamente surgió, al margen del mercado regulado (y de las cartillas de racionamiento), un mercado negro, conocido como «estraperlo», hacia el que se canalizaban los productos ya que a allí alcanzaban unos mayores precios.

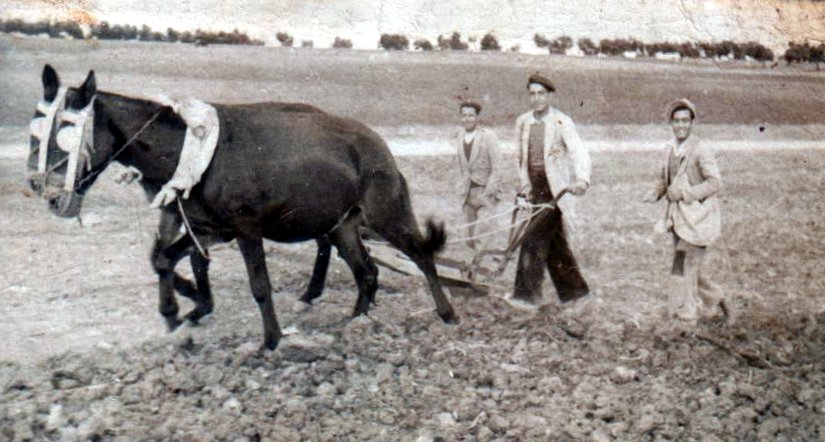
Imagen de arado en 1950 en El Saucejo, provincia de Sevilla. La agricultura española durante los años cuarenta se caracterizó por la baja productividad y la escasa tecnificación.

Así pues, la aplicación de la política autárquica e intervencionista al servicio de «un Estado imperial militar» provocó «una profunda depresión económica que duró más de una década». Se produjo una fuerte caída de la producción agraria que provocó una gravísima hambruna y únicamente cuando la escasez llegó a ser dramática en la segunda mitad de la década de los 40, el general Franco, autorizó la importación de productos alimentarios, por lo que sólo gracias al trigo argentino y estadounidense, España se salvó de una total catástrofe alimentaria.
Empeoraron las condiciones de vida y trabajo de los jornaleros, de los campesinos pobres, de los obreros de las industrias y de los trabajadores de los servicios, con un marcado descenso de los salarios reales. Se interrumpió el proceso de industrialización que España venía experimentando desde la segunda década del siglo XX, y no se consiguió recuperar los niveles industriales de 1935 hasta quince años después de terminada la guerra, en 1955. Se disparó la inflación, debido a los cuantiosos déficits presupuestarios financiados con emisiones de deuda pignorable que era tomada por la banca privada, que la podía transformar inmediatamente en efectivo (monetizar) en el Banco de España. El historiador de la economía Carlos Barciela al hacer balance de los años de la autarquía franquista ha destacado que «el consumo de la población, incluido el de productos de primera necesidad se hundió de forma dramática, y el hambre se cebó en millones de españoles» por lo que concluye que la «evolución de la economía española en los años cuarenta fue catastrófica».

#### El franquismo de 1945 a 1950

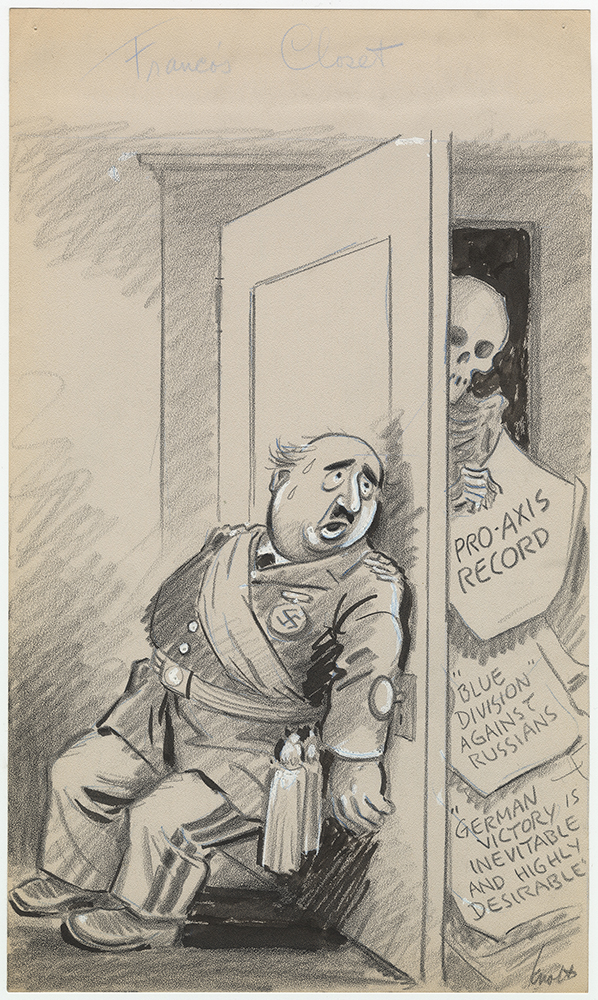
Caricatura del dibujante estadounidense John F. Knott (1945) en el que aparece un general Franco con la esvástica nazi que se ve amenazado por su colaboración con las potencias del Eje en la Segunda Guerra Mundial, como las declaraciones a favor de la victoria de la Alemania nazi o el envío de la División Azul al frente ruso.

En la Conferencia de Potsdam las tres potencias vencedoras en la ll Guerra Mundial (Estados Unidos, Gran Bretaña y la Unión Soviética) hicieron pública una declaración sobre la «cuestión española» que decía:

Los tres gobiernos, sin embargo, se sienten obligados a declarar que, por su parte, no apoyarán ninguna solicitud de ingreso (en la ONU) del presente Gobierno español, el cual, habiendo sido establecido con el apoyo de las potencias del eje, no posee, en razón de sus orígenes, su naturaleza, su historial y su asociación estrecha con los países agresores, las cualidades necesarias para justificar ese ingreso.

La probable victoria de los aliados en la Segunda Guerra Mundial había suscitado enormes expectativas entre la oposición republicana, lo que había dado lugar a la creación de la Alianza Nacional de Fuerzas Democráticas y al recrudecimiento de la actividad guerrillera (el «maquis»), cuyo hecho más destacado fue el intento de invasión del Valle de Arán en octubre de 1944 por parte de un contingente de unos 6000 guerrilleros comunistas, pero que constituyó un sonoro fracaso.

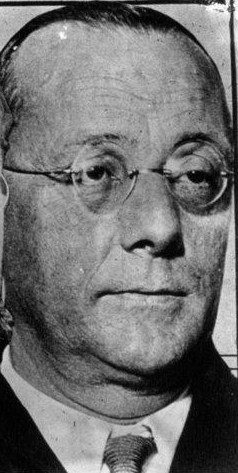
José Giral, Presidente del Gobierno de la República en el exilio.

Mientras, en agosto de 1945, se celebró una sesión especial de las Cortes republicanas en México en la se nombró un gobierno presidido por José Giral, del que quedaron excluidos los negrinistas y los comunistas. Sin embargo, el gobierno republicano no fue reconocido por ninguna de las potencias vencedoras ni por la ONU, por lo que José Giral acabaría presentando su dimisión en febrero de 1947. Además la oposición republicana se dividió entre los partidarios de aliarse con los monárquicos y aceptar un referéndum sobre la forma de Estado, y los que siguieron defendiendo la legitimidad republicana.
Paralelamente los monárquicos recrudecieron su ofensiva. El 19 de marzo de 1945, cuando la derrota de Hitler estaba muy cercana, don Juan de Borbón rompía totalmente con el franquismo al hacer público el Manifiesto de Lausana en el que declaraba que «el régimen implantado por el general Franco, inspirado desde el principio en los sistemas totalitarios de las Potencias del Eje», era incompatible con la victoria aliada y «compromete también el porvenir de la Nación». Por eso mismo pedía Franco que dejara paso a la «Monarquía tradicional». En febrero de 1946 don Juan trasladó su residencia oficial a Estoril (cerca de Lisboa) donde recibió una carta de bienvenida firmada por 458 miembros de la elite española, incluidos dos exministros, lo que causó una honda preocupación en Franco —«es una declaración de guerra», dijo.
La respuesta del franquismo al aislamiento internacional y al recrudecimiento de la oposición monárquica, fue la paralización definitiva del proceso de fascistización, y la introducción de ciertos cambios que lo hicieran más presentable exteriormente, «pero sin reducir un ápice el poder omnímodo y vitalicio» del «Generalísimo». Un primer paso fue la promulgación el 17 de julio de 1945, del Fuero de los españoles, tercera de las «leyes fundamentales», que pretendía ser una carta de derechos y libertades pero imponía muchas restricciones y no daba garantías en su ejercicio por lo que constituyó una mera manifestación retórica. Un segundo paso fue nombrar un nuevo gobierno en el que daba entrada al político católico Alberto Martin Artajo, que se iba a encargar del Ministerio de Asuntos Exteriores, el más trascendental en aquellos momentos, y que iba estar acompañado de otros dos ministros de esa misma tendencia. El objetivo era reforzar el catolicismo del Régimen y ofrecer una nueva imagen al mundo. Así el gobierno eliminó buena parte de los símbolos falangistas, como el saludo fascista con el brazo en alto, y a la hora de referirse al «partido único» ya no se utilizó el término oficial Falange Española Tradicionalista y de las JONS sino que se prefirió utilizar el nombre de «Movimiento Nacional». Y en su lugar se dio prioridad a la base católica del franquismo lo que dio nacimiento a lo que se llamó más tarde «nacionalcatolicismo»: la identificación de la Iglesia católica con el régimen franquista. Así, aunque la vuelta a muchos aspectos de la vida religiosa ya se había producido durante la guerra civil y la inmediata posguerra, los ritos religiosos se introdujeron en todos los aspectos de la vida, tanto pública como privada. El 22 de octubre de 1945 Franco promulgó la Ley del Referéndum Nacional —cuarta de las «leyes fundamentales»— que permitía al Jefe del Estado someter a consulta de los españoles aquellos proyectos de ley que considerase oportunos.

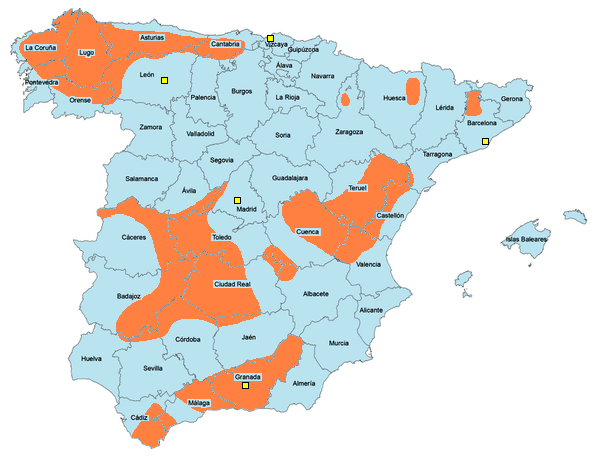
Áreas donde actuó el maquis.

Finalmente Franco, siguiendo los consejos de Luis Carrero Blanco, ordenó «cerrar filas» en torno al régimen y recordó obsesivamente la guerra civil. Para ello la actividad guerrillera fue utilizada como «prueba» de que la guerra civil continuaba.
Sin embargo, los cambios «cosméticos» y la campaña y la actividad desplegada para convencer al mundo de que el franquismo no había tenido nada que ver con las potencias fascistas derrotadas en la guerra, no surtieron ningún efecto inmediato. El ostracismo efectivo del régimen franquista se inició el 28 de febrero de 1946, cuando el gobierno francés cerró la frontera con España y cuatro días después una declaración conjunta de Estados Unidos, Gran Bretaña y Francia expresaba su repudio del franquismo y su confianza en que «españoles patriotas y de espíritu liberal encontrarán los medíos para conseguir una pacífica retirada de Franco» y el retorno a la democracia.
Al mismo tiempo la cuestión de las sanciones a imponer al régimen franquista fue debatida en la ONU a lo largo de ese año, 1946, siempre con la negativa de Gran Bretaña y de Estados Unidos a acordar medidas económicas o militares. Finalmente, el 12 de diciembre de 1946, la Asamblea General de la ONU acordó por 34 votos a favor, seis en contra y trece abstenciones, la condena del régimen franquista en la que se decía que «por su origen, naturaleza, estructura y comportamiento general, el régimen de Franco es un régimen fascista, organizado e implantado en gran parte merced a la ayuda de la Alemania nazi y de la Italia de Mussolini», lo que «hace imposible que este pueblo participe con los de las Naciones Unidas en los asuntos internacionales… hasta que se forme en España un gobierno nuevo y adecuado… cuya autoridad emane del consentimiento de los gobernados». A continuación recomendaba la inmediata retirada de los embajadores acreditados en Madrid. Esta última medida fue aplicada por la gran mayoría de los países.
El régimen franquista organizó el 9 de diciembre de 1946 una gran manifestación de «indignación nacional» en la plaza de Oriente de Madrid bajo el lema «¡Franco sí, comunismo no!» y desde el balcón principal del Palacio Real el Caudillo se dirigió a la multitud y atribuyó el aislamiento del régimen a una conjura de la masonería y el comunismo. Además el mismo día que la Asamblea General de la ONU condenaba al régimen, las Cortes franquistas aprobaban acuñar nuevas monedas con la efigie de Franco con la leyenda: «Francisco Franco Caudillo de España por la Gracia de Dios». Otra vía para hacer frente al aislamiento fue buscar el apoyo internacional de los círculos católicos y anticomunistas en todo el mundo, especialmente entre los países latinoamericanos —donde encontró el apoyo del general Juan Perón en Argentina—.

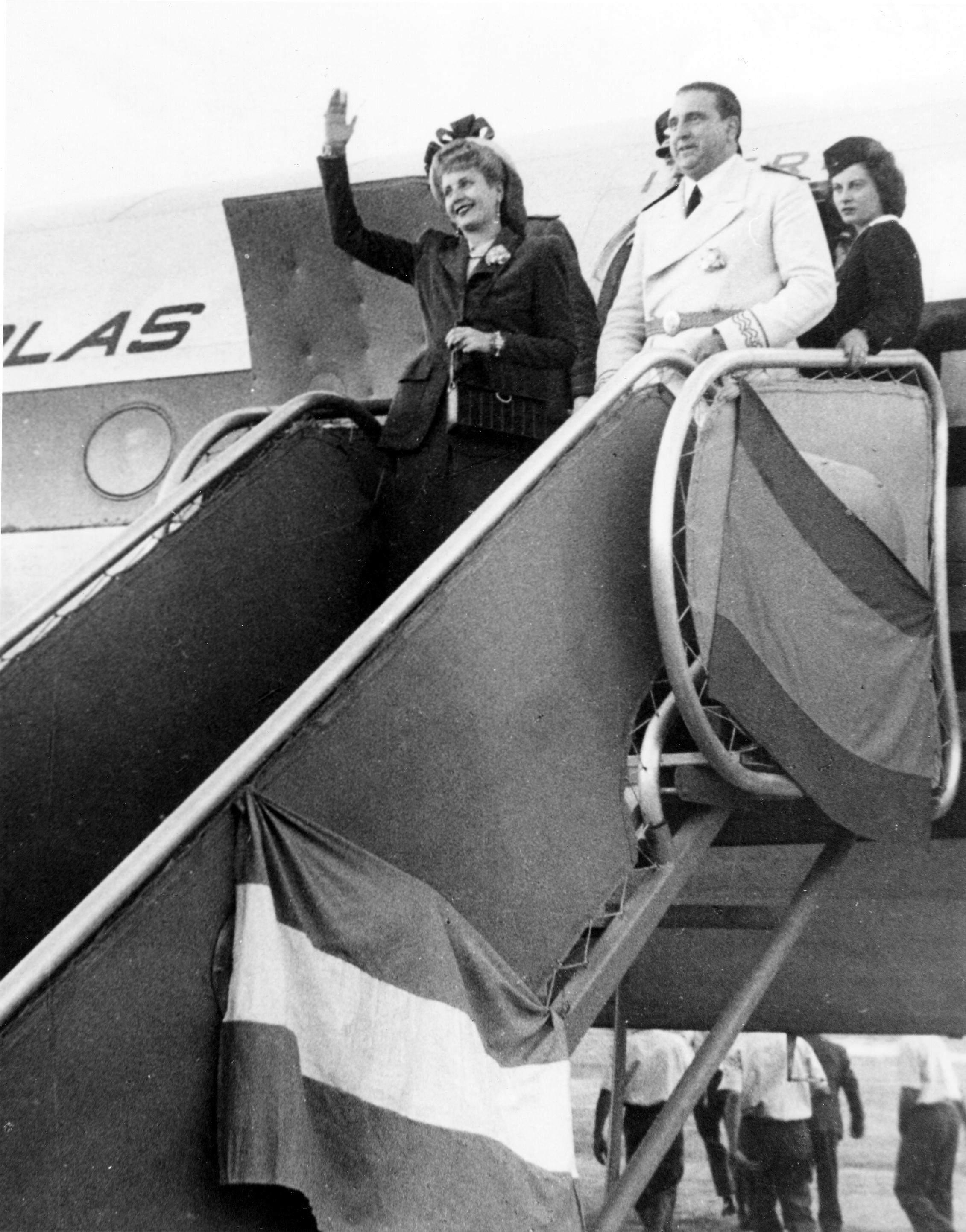
Llegada de Evita Perón a España (1947). La Argentina de Juan Perón fue uno de los pocos apoyos con que pudo contar la dictadura franquista durante su aislamiento internacional.

Sin embargo, la estrategia principal del franquismo para sobrevivir fue buscar la legitimación monárquica. Así, en marzo de 1947 se dio a conocer la «crucial» Ley de Sucesión en la Jefatura del Estado (quinta «ley fundamental»), en cuyo artículo 1° se definía la forma del régimen político español como «un Estado católico, social y representativo, que, de acuerdo con su tradición, se declara constituido en Reino». El artículo 2° otorgaba de modo vitalicio la «Jefatura del Estado» al «Caudillo de España y de la Cruzada, Generalísimo de los Ejércitos», convirtiendo así a Franco en regente de hecho y de por vida en esta «monarquía sin rey». El artículo 6° confería a Franco el derecho a designar sucesor «a título de Rey o de Regente» «en cualquier momento» y con plena capacidad de revocación de su decisión.
Al no hacerse mención a ningún derecho dinástico de sucesión, la respuesta de don Juan fue una nueva declaración —el Manifiesto de Estoril del 7 de abril de 1947— en la que rechazó la Ley y defendió los derechos hereditarios de sucesión al trono, que recaían en su persona. Este mensaje no se hizo público en España, donde la prensa lanzó una campaña contra «el pretendiente». Como ha señalado Paul Preston, a partir de la promulgación de la Ley de Sucesión, Franco actuó «al modo de un monarca en el recientemente proclamado reino de España» y «tomó para sí las prerrogativas reales hasta el punto de crear títulos nobiliarios». Para buscar la legitimidad «democrática» del régimen, la ley fue primero aprobada por las Cortes el 7 de junio, y luego sometida a referéndum el 6 de julio de 1947, produciéndose una altísima participación y el voto afirmativo del 93 % de los votantes como resultado de la propaganda oficial —la única que se permitió— y de otras medidas de presión —por ejemplo, la presentación y sellado de la cartilla de racionamiento como forma de identificación electoral—.
A finales de 1947 aparecieron las primeras pruebas de que el inicio de la guerra fría estaba cambiando la actitud de las potencias occidentales hacia el régimen de Franco al tener España un valor estratégico para el bloque del «mundo libre» ante un posible «ataque comunista» sobre Europa Occidental. A principios de 1948 Francia reabría la frontera con España y a principios de 1949 el régimen franquista recibía el primer crédito concedido por un banco estadounidense con la aprobación de su gobierno —por valor de 25 millones de dólares—.
El proceso de «rehabilitación» de la dictadura franquista se completó formalmente en 1950, después de que en junio de ese año estallara la guerra de Corea. El 4 de noviembre de 1950 la Asamblea General de la ONU revocó por amplia mayoría —gracias al apoyo estadounidense y a la abstención francesa y británica— la resolución de condena del régimen franquista de diciembre de 1946. Así en los meses siguientes regresaron a Madrid los embajadores occidentales y se aprobó la entrada de España en los organismos internacionales especializados de la ONU.

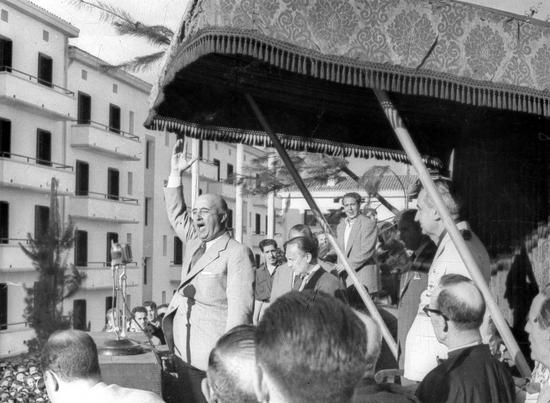
Franco dando un discurso en Éibar en 1949. Durante la época del aislamiento del régimen el general Franco aparecía pocas veces vestido de militar.

La rehabilitación internacional del régimen franquista y la aprobación en referéndum de la Ley de Sucesión en julio de 1947 debilitó hasta tal punto a la opción monárquica, que don Juan de Borbón cambió de estrategia respecto a Franco y el 25 de agosto de 1948 se entrevistó con el Generalísimo en su yate Azor anclado en el golfo de Vizcaya. Como resultado de la misma se acordó que el hijo de don Juan, Juan Carlos de Borbón, se educaría en España bajo la tutela del general Franco —el 7 de noviembre el príncipe, de diez años de edad, llegaba a España—.
Por su parte, la oposición republicana, ante el reconocimiento internacional del franquismo, se quedó sin argumentos, y la actividad guerrillera decayó. Los comunistas abandonaron la guerrilla por completo en 1952, mientras que los anarquistas aún llevarían a cabo acciones esporádicas hasta 1963. Así pues, desde 1949 y hasta la década de los sesenta, la oposición antifranquista interna y del exilio vivió su «travesía del desierto».

#### El franquismo de 1950 a 1959

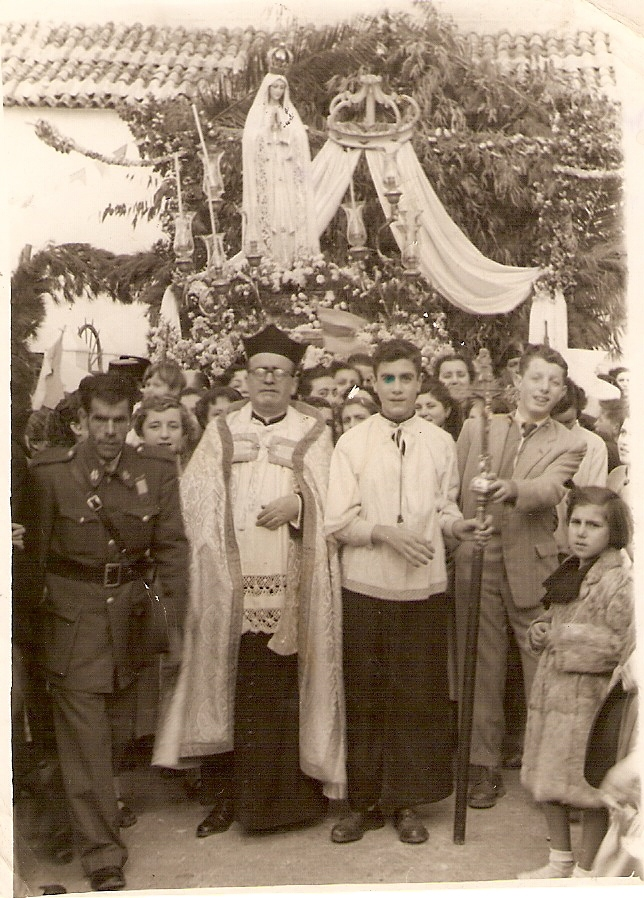
Romería en un pueblo de Andalucía (1953). Los años 1950 fueron los del esplendor del nacional-catolicismo.

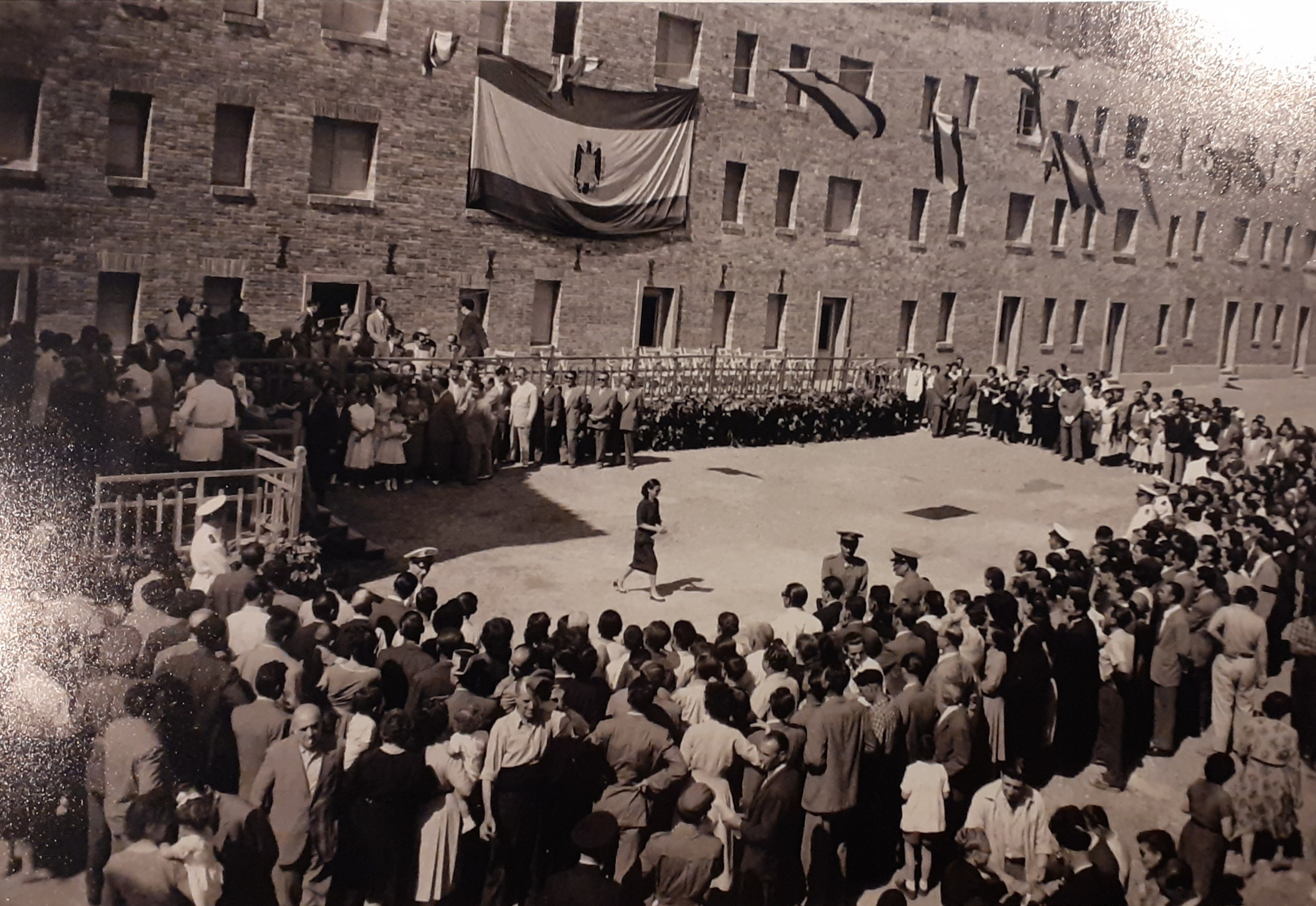
Inauguración de los Bloques Ramiro Ledesma (hoy Grupo Mariola) de la Obra Sindical del Hogar en 1956, en el barrio de La Mariola de Lérida.

En 1951 volvió la protesta obrera a consecuencia de las penosas condiciones laborales y el incremento de los precios con la huelga de tranvías de Barcelona de 1951 lo que obligó al general Franco a reaccionar, y en julio nombró un nuevo gobierno que debería rectificar en parte la política económica para asegurarse que la conflictividad social no se reproducía, aunque siguió siendo un gabinete con el predominio del catolicismo político. En él, por fin entró Carrero Blanco, con el rango de ministro subsecretario de la Presidencia.
Después de largas negociaciones se llegó al acuerdo sobre un nuevo Concordato con la Iglesia católica, que supuso un paso de vital importancia en el reconocimiento internacional del régimen y además la ratificación del predominio que el franquismo había concedido a la Iglesia católica a cambio de su identificación total con el régimen. En realidad el Concordato lo que hacía era ratificar el statu quo ya existente entre la Iglesia y el Estado desde la guerra civil y, especialmente, desde 1945 con la hegemonía del «nacionalcatolicismo». A partir de la firma del Concordato, como ha señalado Enrique Moradiellos, «el triunfo nacionalcatolicismo fue definitivo e incontestable, convirtiéndose en la ideología oficial del Estado y el patrón normativo de la conducta moral, pública y privada, del conjunto de la sociedad española».
Las negociaciones con Estados Unidos para la instalación de cuatro bases estadounidenses en territorio español (el llamado «Pacto de Madrid»)a cambio de una limitada ayuda económica y militar, culminaron con la firma de tres «pactos ejecutivos» por los que España quedaba incorporada al sistema de defensa occidental, pero sin acceder a la toma de decisiones al ser vetado su acceso a la OTAN. Las bases que se iban a instalar estaban teóricamente bajo la soberanía conjunta de España y de Estados Unidos, pero existía un acuerdo secreto adicional, por el que Estados Unidos podía decidir unilateralmente cuándo utilizarlas «en caso de evidente agresión comunista que amenace la seguridad de Occidente». Por otro lado, se almacenó armamento atómico en ellas, a pesar de las protestas de las autoridades franquistas.
Después del acuerdo de la Asamblea General de 1950, España pudo integrase progresivamente en los organismos especializados de la ONU, y finalmente (en diciembre de 1955) fue admitida como miembro de pleno derecho de la ONU. Era el final del aislamiento del franquismo.

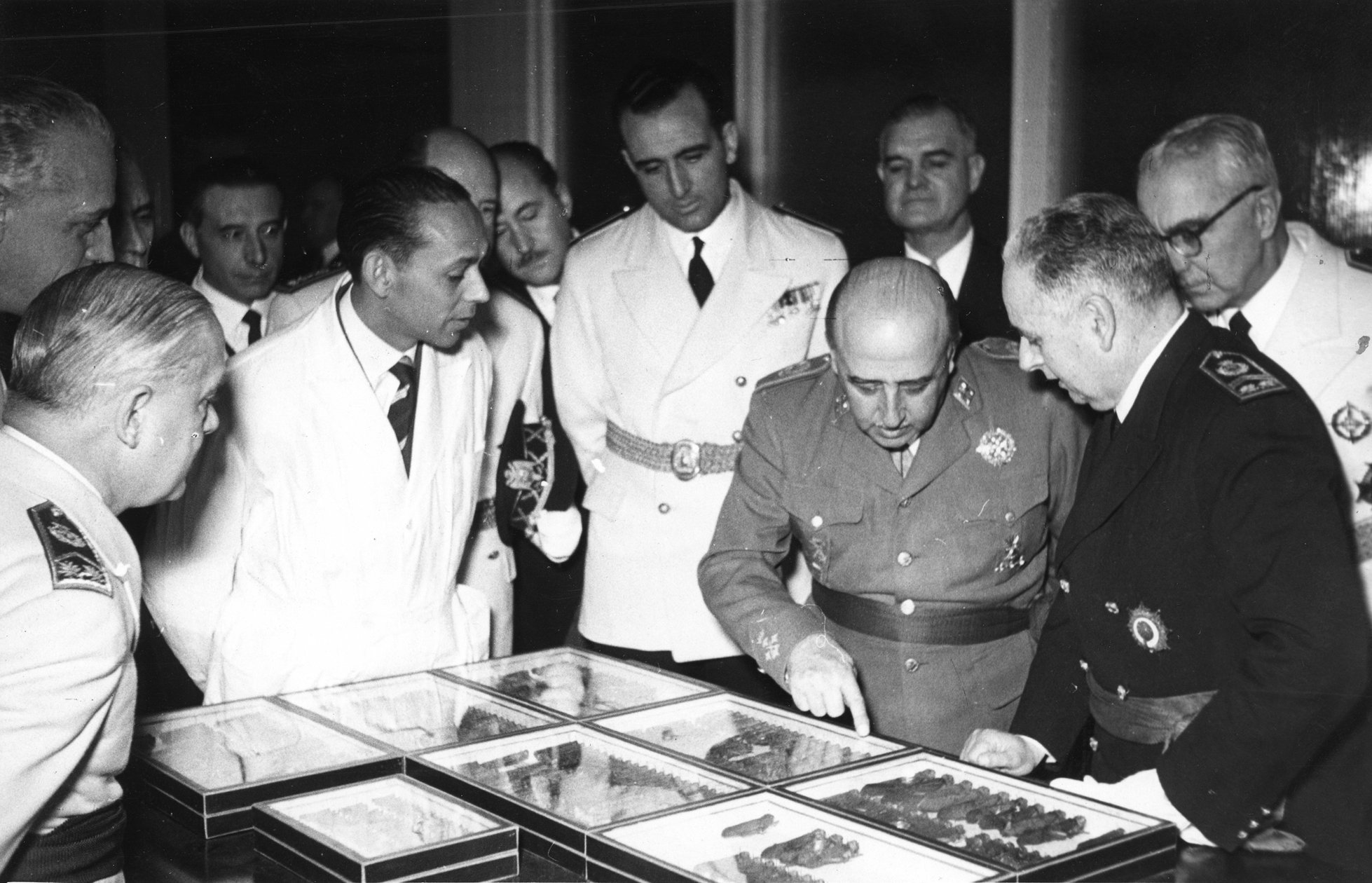
El ministro de Educación Nacional Joaquín Ruiz Giménez (en el centro) junto al general Franco durante la inauguración del Instituto Nacional de Investigaciones Agrarias (1954).

En febrero del año siguiente se produjeron unos incidentes violentos en la Universidad de Madrid como resultado del enfrentamiento entre estudiantes que se estaban manifestando a favor de elecciones libres al SEU y un grupo de falangistas que venían de celebrar la ceremonia anual del «Día del estudiante caído». Como resultado de la reyerta hubo un estudiante falangista gravemente herido de un balazo en el cuello (probablemente por disparo de uno de sus compañeros, que iban armados).
Era la primera crisis interna de envergadura a la que tuvo que enfrentarse el Régimen desde 1942 —el 11 de febrero se decretaba por primera vez desde su promulgación la suspensión de los artículos 14 y 18 del Fuero de los españoles— que Franco la resolvió destituyendo a los dos ministros «responsables» de los hechos: al católico Joaquín Ruiz Giménez, ministro de Educación, y al falangista Raimundo Fernández Cuesta, secretario general del Movimiento y responsable del SEU.
En este contexto se produjo la independencia de Marruecos y la guerra de Ifni-Sahara. En marzo de 1956, Francia otorgó la independencia a la zona de Marruecos que estaba bajo su Protectorado, lo que obligó a hacer lo mismo un mes después al gobierno español —al producirse también en su zona disturbios independentistas—. Y a continuación el nuevo Estado de Marruecos reclamó también la soberanía sobre el enclave de Ifni, un territorio en la costa atlántica marroquí bajo soberanía española que no formaba parte del Protectorado español en Marruecos, por lo que no fue cedido en el momento de la independencia. La guerra de Ifni-Sahara fue silenciada por la prensa y hasta febrero de 1958 no se consiguió restablecer la normalidad en Ifni y en el Sahara español.
Una nueva crisis política tuvo lugar en 1957 a raíz de proyecto del falangista José Luis Arrese de institucionalizar el franquismo a partir de reforzar los poderes del «partido único» falangista, que desató una gran oposición en el seno del Ejército, en la Iglesia católica, en el resto de «familias» del régimen y en el propio gobierno (Carrero Blanco incluido). Los monárquicos franquistas tildaron el proyecto de «totalitario» y la jerarquía eclesiástica lo denunció por estar «en desacuerdo con las doctrinas pontificias» y por no tener «raíces en la tradición española», defendiendo, en cambio, que se promoviera una «verdadera representación orgánica» en vez de una «dictadura de partido único, como fue el fascismo en Italia, el nacionalsocialismo en Alemania o el peronismo en la República Argentina». Ante tal cúmulo de protestas, y ante la prioridad que comenzó a dar a los problemas económicos, el Generalísmo decidió en febrero de 1957 archivar sine die el proyecto de Arrese. Del mismo solo vería la luz al año siguiente el proyecto de Ley de Principios del Movimiento Nacional, totalmente remodelado por Carrero Blanco. En esta sexta «ley fundamental» del franquismo se definía al Movimiento no como un partido o una organización, sino como una «comunión» (al modo carlista) y el régimen franquista era caracterizado como una «monarquía tradicional, católica, social y representativa», un principio «permanente e inalterable por su propia naturaleza». Además se reiteraba la confesionalidad «Católica, Apostólica y Romana» del Estado español y su compromiso con la «la participación del pueblo» en las tareas de gobierno a través de la «representación orgánica» de las «entidades naturales de la vida social: familia, municipio y sindicato».
Ante el serio agravamiento de la situación económica, Carrero Blanco convenció a Franco para que renovara el gobierno dando entrada en los Ministerios económicos a dos «técnicos» que tenían en común pertenecer a un instituto secular católico llamado Opus Dei (Alberto Ullastres, que se haría cargo del Ministerio de Comercio, y Mariano Navarro Rubio, del de Hacienda). Carrero Blanco había entrado en contacto con este grupo a través de un joven catedrático de derecho, Laureano López Rodó, también miembro del Opus Dei, al que Carrero acababa de nombrar para un alto cargo en su ministerio, la Subsecretaría de la Presidencia. Su objetivo era poner en marcha un programa de racionalización y liberalización económica conectada a una reforma de la Administración del Estado.

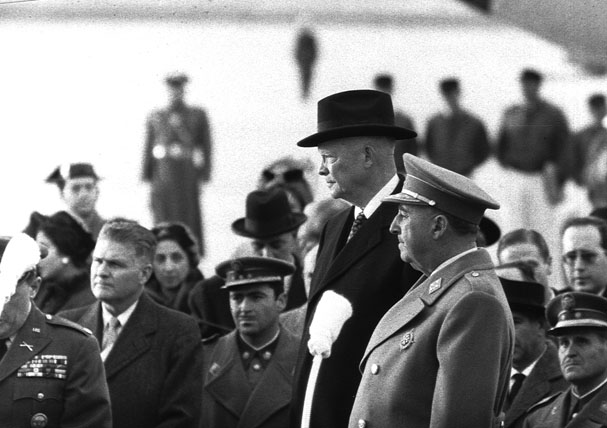
El general Franco con el presidente Eisenhower (1959).

A partir de 1958 volvieron a aparecer las huelgas —que continuaban siendo un delito—, sobre todo en Asturias y en Cataluña, centradas en las reclamaciones salariales ya que la inflación estaba provocando la caída de los salarios reales. En particular, la minería de la hulla asturiana fue escenario de recurrentes huelgas que aportaron un nuevo mecanismo de representación obrera que iba a tener singular éxito en el futuro: la comisión de obreros elegida entre los huelguistas, al margen de los «enlaces sindicales» y de los «vocales jurados de empresa» de la Organización Sindical franquista, para plantear sus reclamaciones directamente a la dirección de su empresa o a los patronos. La intensidad del movimiento huelguístico asturiano fue tal que llevó a Franco a decretar el 14 de marzo de 1958 la segunda suspensión del Fuero de los españoles y el estado de excepción en la región por cuatro meses.
Los años cincuenta se cerraron con dos acontecimientos bastante importantes en la historia del franquismo: la inauguración el 1 de abril de 1959 —20 años después del final de la guerra civil— del Valle de los Caídos, el monumento conmemorativo del «Generalísimo» a su victoria en la Guerra Civil y que iba a acoger sus restos cuando muriera; y la breve visita a Madrid del presidente de los Estados Unidos, el general Eisenhower, en diciembre de 1959, nada menos que el excomandante en jefe de los ejércitos aliados que habían derrotado a las potencias fascistas en la II Guerra Mundial. Esta visita, según Moradiellos, «probablemente constituyó la apoteosis internacional de la dictadura de Franco».

### El segundo franquismo (1959-1975)

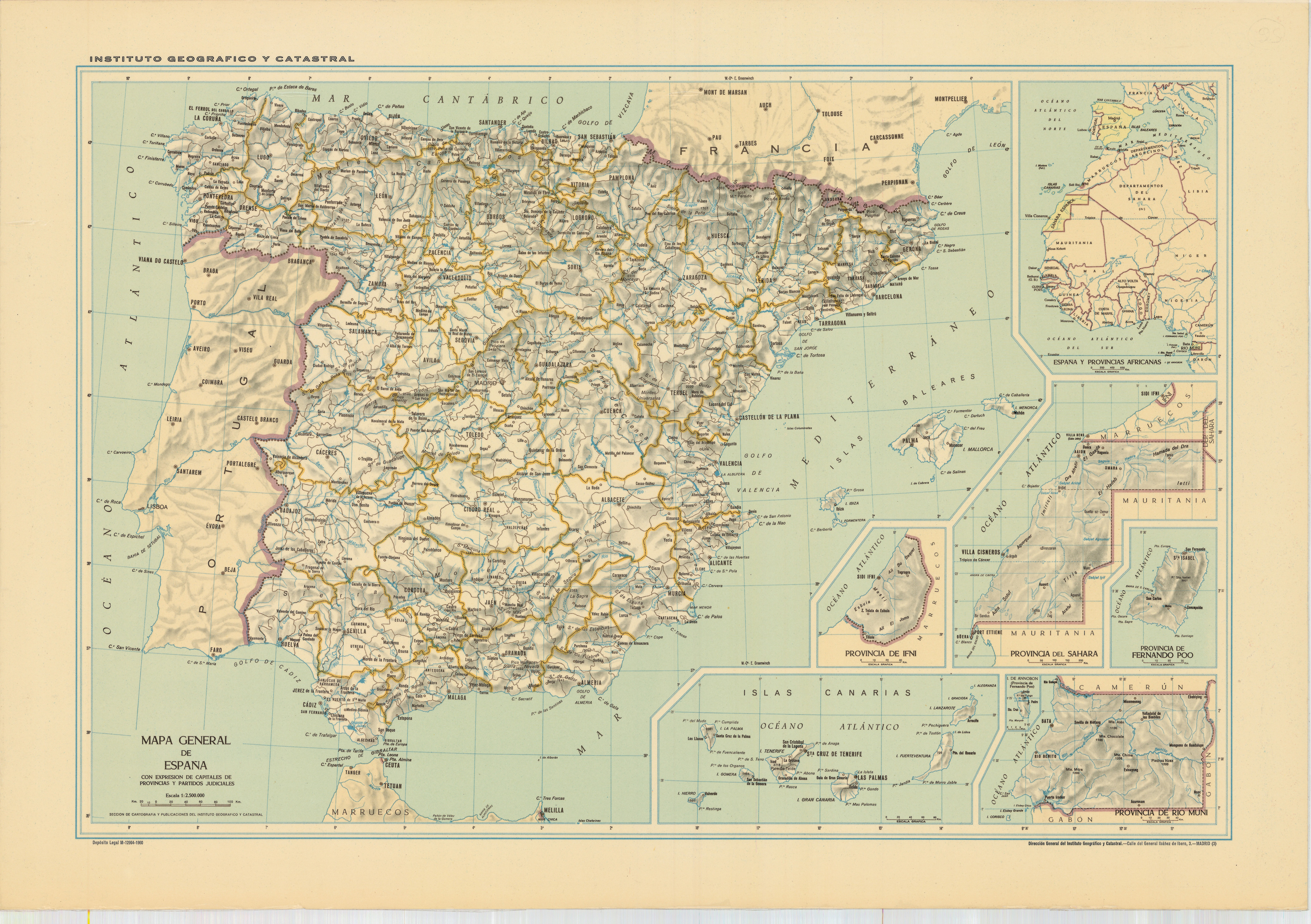
Mapa de España en 1960. Los actuales Sáhara Occidental y Guinea Ecuatorial, y el territorio de Ifni (Marruecos) aún pertenecían a España.

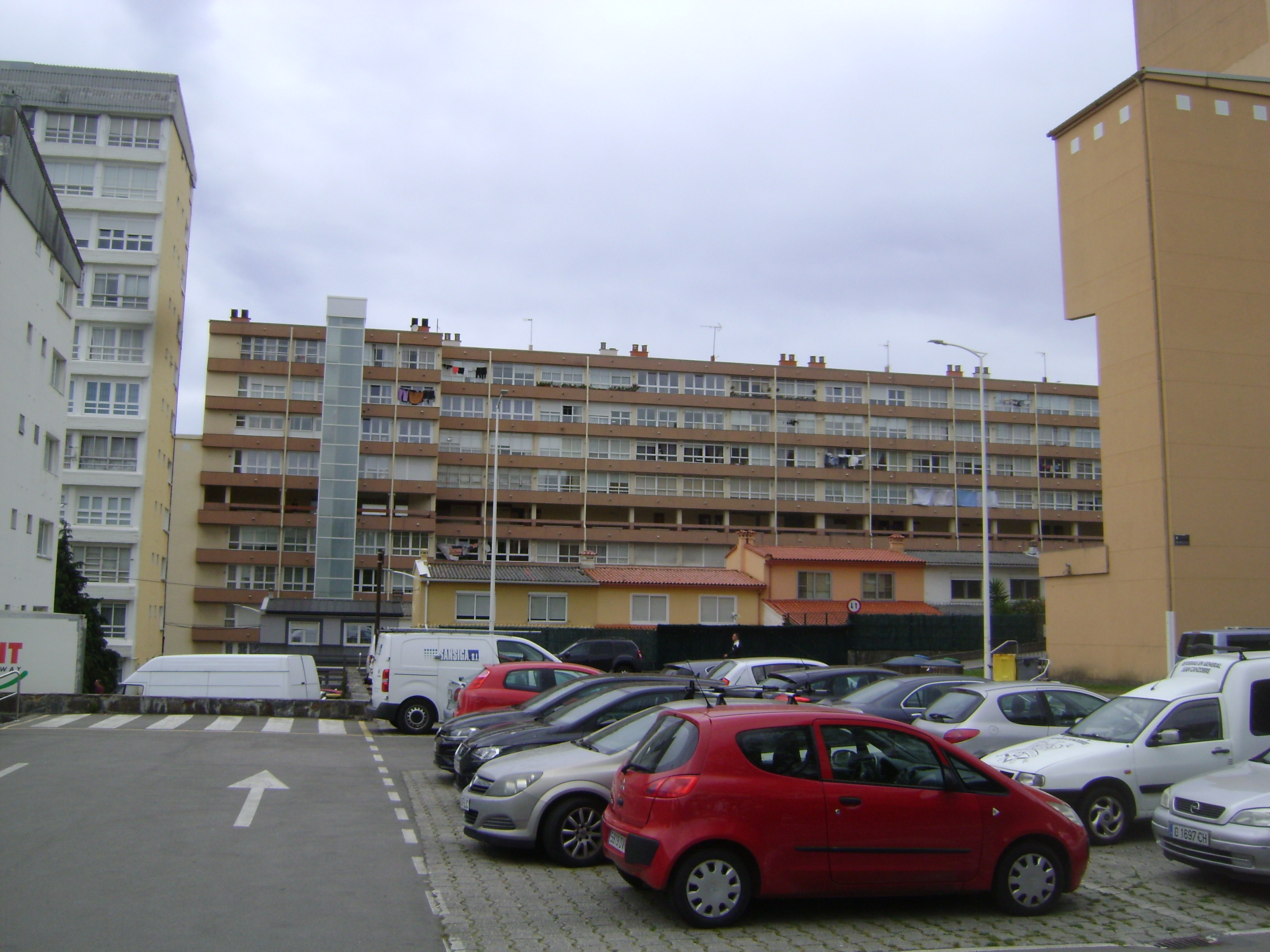
Imagen del Barrio de las Flores en La Coruña, de protección oficial, construido entre 1964 y 1967 e inaugurado por Franco.

El segundo franquismo (1959-1975), también llamado franquismo desarrollista, fue la segunda gran etapa de la dictadura del general Franco, durante la cual se produjo un crecimiento económico espectacular —se habló del «milagro económico español»— que dio lugar a una «gran transformación» social, pero que no estuvo acompañada de cambios políticos. Se suele dividir en dos subetapas: la primera, de 1959 a 1969, caracterizada por los fracasados intentos de «apertura» del régimen y que termina con el triunfo de los «inmovilistas» encabezados por el almirante Carrero Blanco; y la segunda, de 1969 a 1975, también llamada «tardofranquismo», que ocupa los años finales de la dictadura, marcados por el asesinato de Carrero Blanco en diciembre de 1973 y la enfermedad final del Generalísimo Franco que moriría el 20 de noviembre de 1975.

#### El franquismo de 1959 a 1969

División provincial y regional de España en 1960, incluyendo las provincias españolas en África.

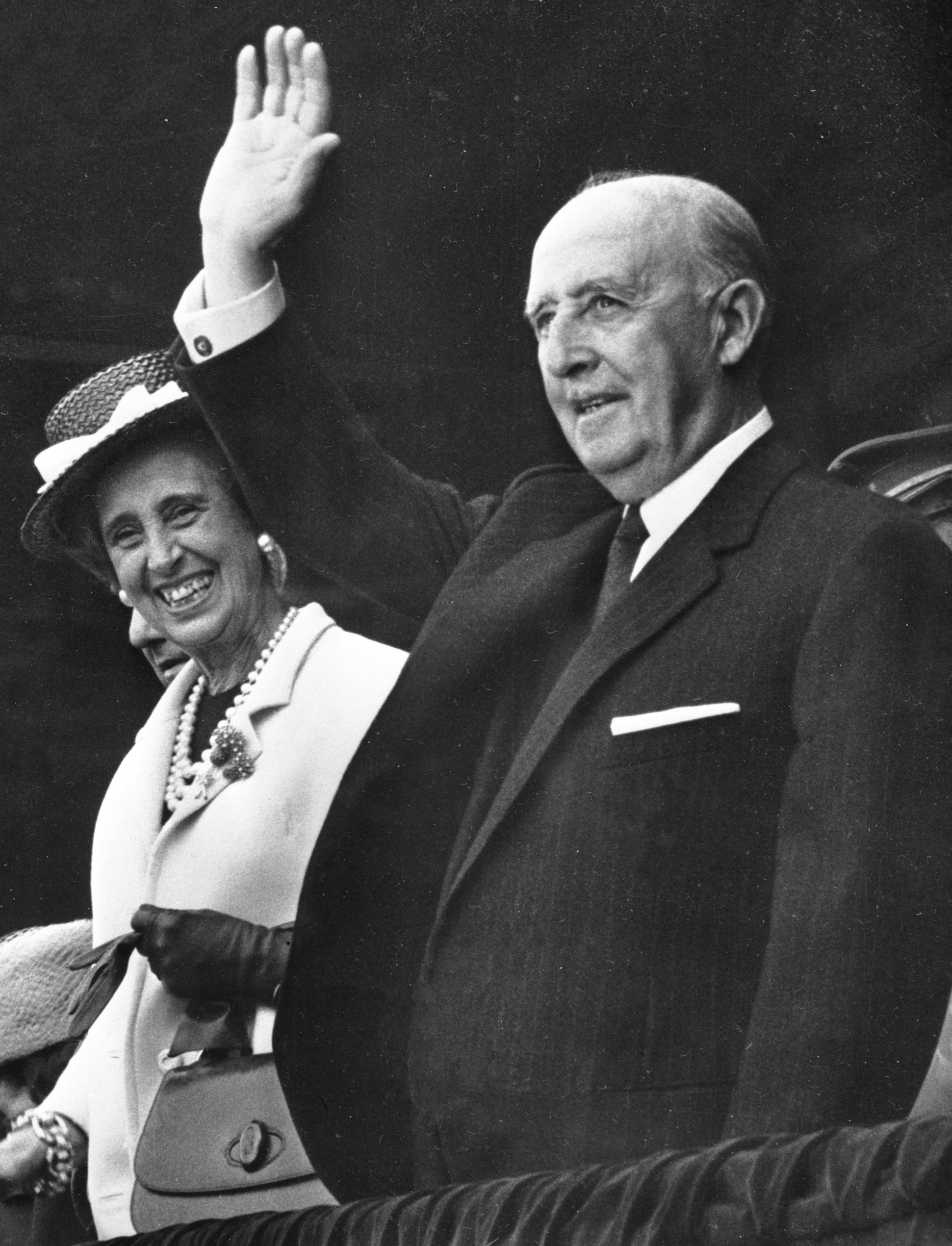
Franco y su esposa Carmen Polo (1968).

Entre 1957 y 1959 la economía española se encontraba «al borde del abismo» y para afrontar esta difícil situación el equipo de «tecnócratas» del Opus Dei del gobierno nombrado en 1957 puso en marcha el Plan de Estabilización y Liberalización, un conjunto de disposiciones decretadas entre el 17 de julio y el 5 de agosto de 1959 con la finalidad de «dar una nueva dirección a la política económica, a fin de alinear la economía española con los países del mundo occidental y liberarla de intervenciones heredadas del pasado que no se corresponden con la necesidades de la situación», según consta en el Memorándum aprobado el 30 de junio y dirigido por el gobierno español al FMI y a la OECE.
Los objetivos del Plan fueron alcanzados con bastante rapidez —estabilización de los precios, tipo de cambio de la peseta mantenido, saneamiento de la balanza de pagos, al combinarse la caída de las importaciones con el aumento de los ingresos por turismo y las primeras inversiones extranjeras— y así se conjuró el peligro de la suspensión de pagos. A partir de ese momento la economía española experimentó un crecimiento sin precedentes que acabó transformando radicalmente la estructura social del país. La razón de este crecimiento hoy no ofrece dudas. Gracias a las medidas liberalizadoras puestas en marcha, la economía española pudo aprovechar, por fin, las favorables condiciones del mercado internacional y los impactos positivos del «hipercrecimiento» que se estaba produciendo en las economías occidentales desde el final de la II Guerra Mundial.

El crecimiento de la población española entre 1950 y 1981 tuvo una distribución geográfica extremadamente desequilibrada

Así pues, se puede decir que el crecimiento de los «dorados sesenta» fue el resultado de una recuperación de oportunidades anteriormente perdidas a causa de las limitaciones que imponían la política autárquica e intervencionista, ya que a partir de 1959 se pudieron aprovechar cuatro componentes esenciales: los bajos precios de las materias primas, en general, y de los productos energéticos en particular, especialmente el petróleo; la mayor disponibilidad de nuevas fuentes de financiación exterior, nutrida ahora de remesas de emigrantes (6000 millones de dólares entre 1960 y 1975), divisas de turistas (de 6 millones de visitantes en 1960 se pasó a más de 34 millones en 1973) y entradas de capital (cerca de 7000 millones de dólares entre 1960 y 1973), a modo de elementos compensadores de los fuertes déficits comerciales registrados en el periodo; la fácil adquisición, en un mercado internacional expansivo, de la tecnología y de los productos necesarios para secundar los cambios que el propio crecimiento impone en los patrones de la demanda de bienes de producción y de consumo; y las abundantes disponibilidades de mano de obra, que tenía sus dos grandes reservas en la población femenina y en la población agraria deseosa de incorporarse a puestos de trabajo industriales, con la válvula de seguridad adicional que permitía desviar hacia mercados laborales de otros países europeos la mayor parte de la fuerza de trabajo excedente (alrededor de dos millones de emigrantes), lo que hizo posible que la tasa de desempleo se mantuviera en unos niveles muy bajos —alrededor del 2 % a lo largo de la década de los 60—.

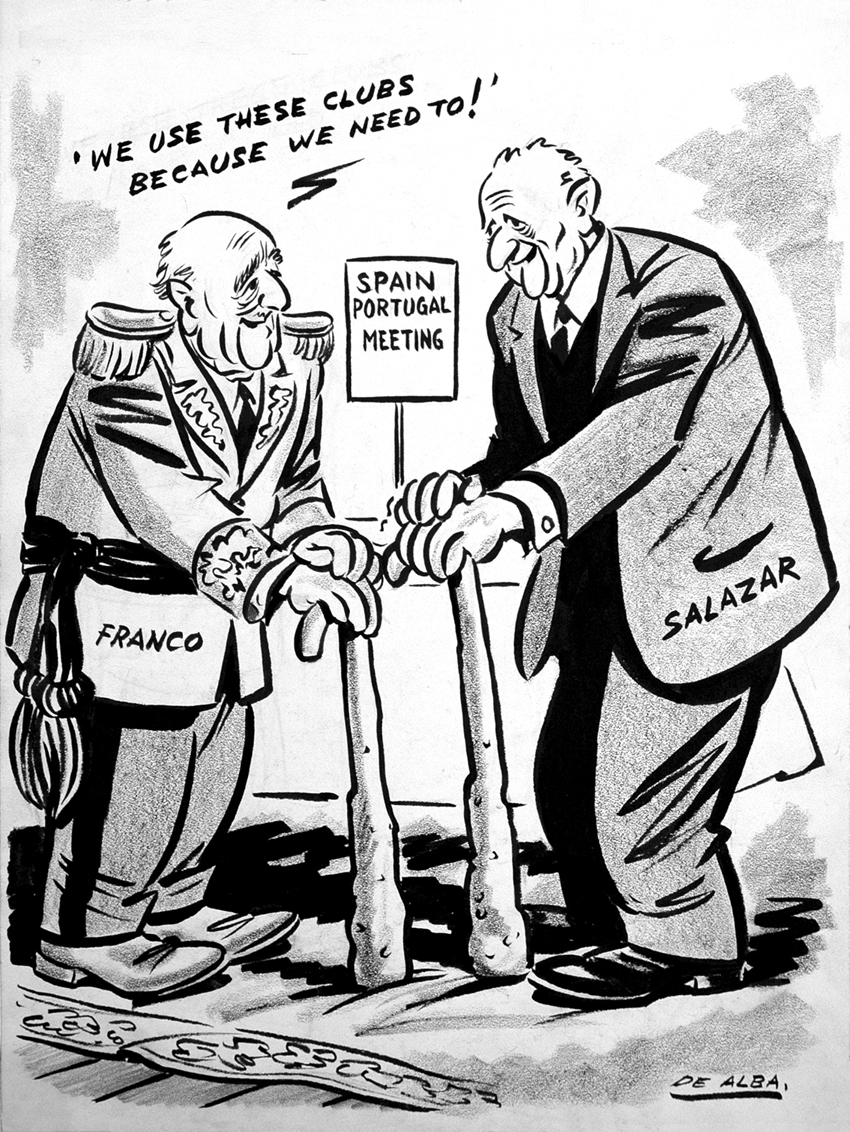
Caricatura de De Alba publicada por The Washington Daily News en la que los ancianos dictadores de España y de Portugal, Franco y Salazar, se reúnen para dialogar: «¡Usamos estos garrotes porque los necesitamos!».

Durante este periodo de enorme crecimiento —entre 1960 y 1973 fue superior al 7 % anual y en la industria cerca del 10 %— se produjo un cambio estructural en la economía: España dejó de ser un país predominantemente agrario para convertirse en un país industrial—la participación del producto agrario en el PIB bajó del 22,6 % en 1960 al 11,6 % en 1973 y la población activa agraria pasó del 39,8 % en 1960 al 24,9 % en 1970—.

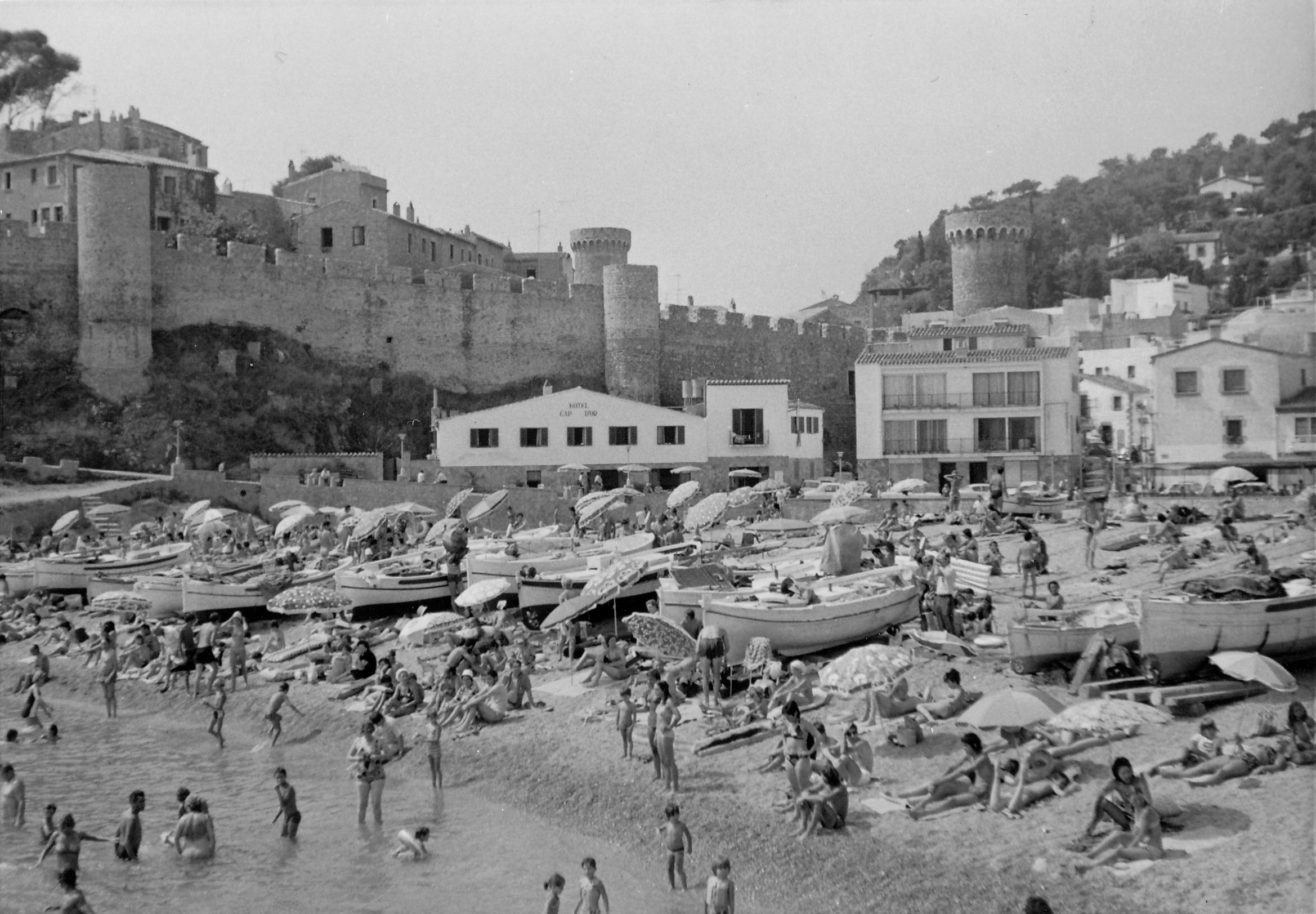
Playa de Tosa de Mar en 1974. El turismo fue una de claves del «milagro económico español».

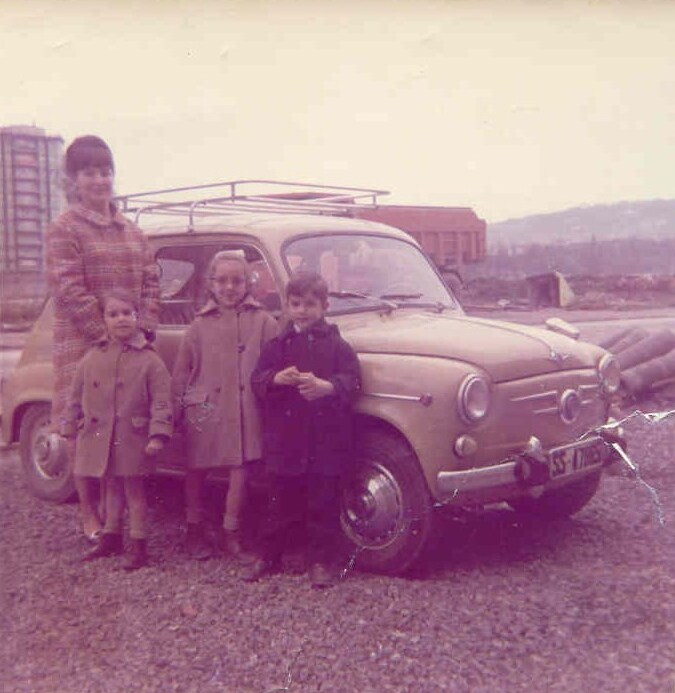
Una madre con sus tres hijos junto a su Seat 600 a mediados de los años 1960. El Seat 600 fue el símbolo de la nueva sociedad de consumo de masas.

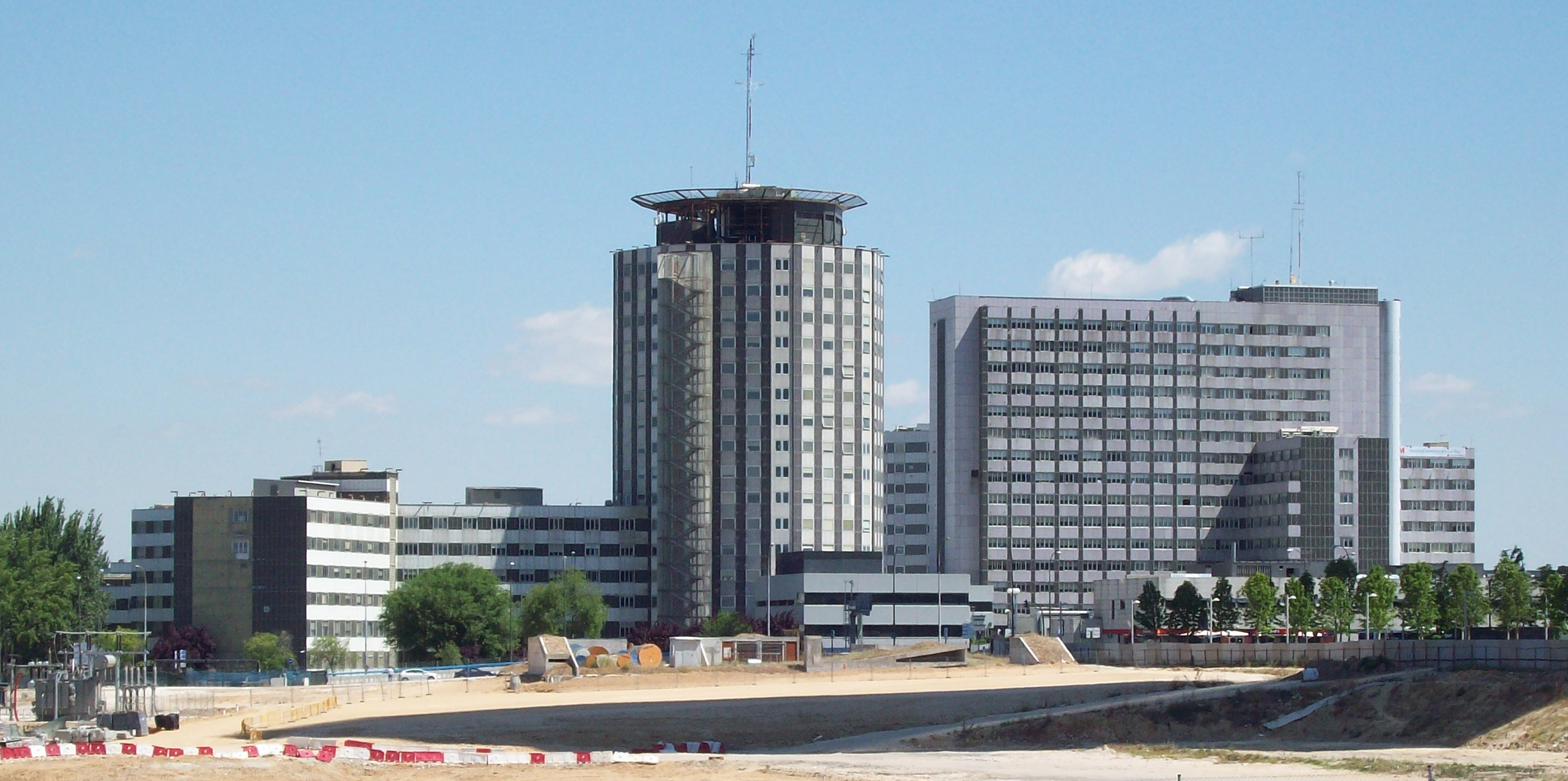
El Hospital Universitario La Paz fue creado en 1964.

El «milagro económico español»» trajo consigo importantes cambios sociales, aunque en realidad, como ha subrayado Santos Juliá, «lo que define a los años sesenta no es el comienzo del proceso de modernización, sino la reanudación de una historia paralizada por una voluntad política victoriosa al término de una guerra civil», y por las consecuencias internacionales de su separación temporal del ámbito económico y político organizado por Estados Unidos, produciéndose así lo que algunos historiadores, como Enrique Moradiellos, han llamado la «paradoja del franquismo»: que «el régimen político que había interrumpido literalmente durante veinte años el proceso de modernización económica y social iniciado en España a finales del siglo XIX [en 1950 el porcentaje de la población activa agraria seguía siendo superior al de 1930]» fue a partir de la puesta en marcha del Plan de Estabilización de 1959 su «nuevo promotor y patrocinador»., aprovechando su reincorporación a los flujos comerciales y financieros internacionales a través de la OECE (incorporándose a ella en 1958-59) y las incrementadas relaciones con Estados Unidos.
«En definitiva, durante los años sesenta fue conformándose una nueva sociedad española cada vez más próxima a sus homólogas de Europa occidental en su estructura, composición, características y grado de desarrollo y diversificación. Una sociedad progresivamente instalada en la cultura del consumo masivo y el disfrute del ocio, con una renta per cápita de 1042 dólares en 1960 que se convirtió en 1904 al término de la década (Italia pasó entonces de 1648 a 2653 dólares)».
Pero los cambios económicos y sociales no estuvieron acompañados de cambios políticos ya que el programa político de los «tecnócratas», que gracias al apoyo de Carrero Blanco consolidaron sus posiciones en las dos remodelaciones del gobierno que se llevaron a cabo en 1962 y 1965, se fijó como objetivo conseguir aumentar el bienestar material de la población para dotar de esa forma de una nueva legitimidad «de ejercicio» al régimen franquista y completar su institucionalización para asegurar su perdurabilidad «después de Franco». Así se aprobó una Ley de Bases de la Seguridad Social en 1963 y en 1966 la Ley Orgánica del Estado, que iba a constituir la última y la más importante de las «leyes fundamentales» del franquismo, ya que haría las veces de una Constitución. Para dotarla de una legitimidad «popular» la Ley Orgánica del Estado fue sometida a referéndum, que se celebró el 14 de diciembre de 1966 y en el que el 95,9 % de los votantes dio su apoyo al sí (solo el 1,8 % votó no).
Ante el ascenso de los «tecnócratas» los falangistas se «atrincheraron» en la Organización Sindical franquista promoviendo una «apertura» de la misma hacia los trabajadores que la convirtiera en un grupo de presión en el seno del franquismo. Ese fue el proceso que dirigió el ministro José Solís Ruiz y que culminó con las elecciones sindicales de «enlaces» y de «vocales jurados» de finales de 1966, que gozaron de una relativa libertad. Pero estas elecciones no reforzaron las posiciones falangistas, sino todo lo contrario, ya que sirvieron para que la oposición de izquierda a través del movimiento clandestino de las «Comisiones Obreras» copara muchos de los puestos elegidos.
El proyecto «aperturista» falangista de Solís se complementaba con la creación de «asociaciones» dentro del Movimiento, para dotar al régimen franquista de un cierto nivel de «participación» popular en el llamado «contraste de pareceres». Pero su proyecto fue aparcado por la oposición «inmovilista» de los «tecnócratas» y de Carrero —que contaron además con el apoyo total del propio general Franco—, ante el temor de que las «asociaciones» pudieran ser la vía para la reaparición de los partidos políticos.
En realidad los dos únicos éxitos apreciables que lograron los «aperturistas» fueron la aprobación de la Ley de Prensa e Imprenta de marzo de 1966, y la Ley de Libertad Religiosa de junio de 1967. La primera fue promovida por el joven ministro falangista, Manuel Fraga Iribarne, y supuso un notable avance al suprimir la censura previa y autorizar a las empresas editoras a designar libremente al director del diario o de la revista. Sin embargo, la ley imponía unas duras sanciones administrativas, civiles y penales, si se sobrepasaban los numerosos límites que imponía el artículo 2.º.
La segunda ley fue promovida por los católicos franquistas, concretamente por el ministro de asuntos exteriores Fernando María Castiella, de acuerdo con las nuevas orientaciones del Concilio Vaticano II, pero al final impuso fuertes restricciones a las confesiones no católicas. Cómo dijo Carrero: «toda práctica que no sea católica compromete la unidad espiritual de España».

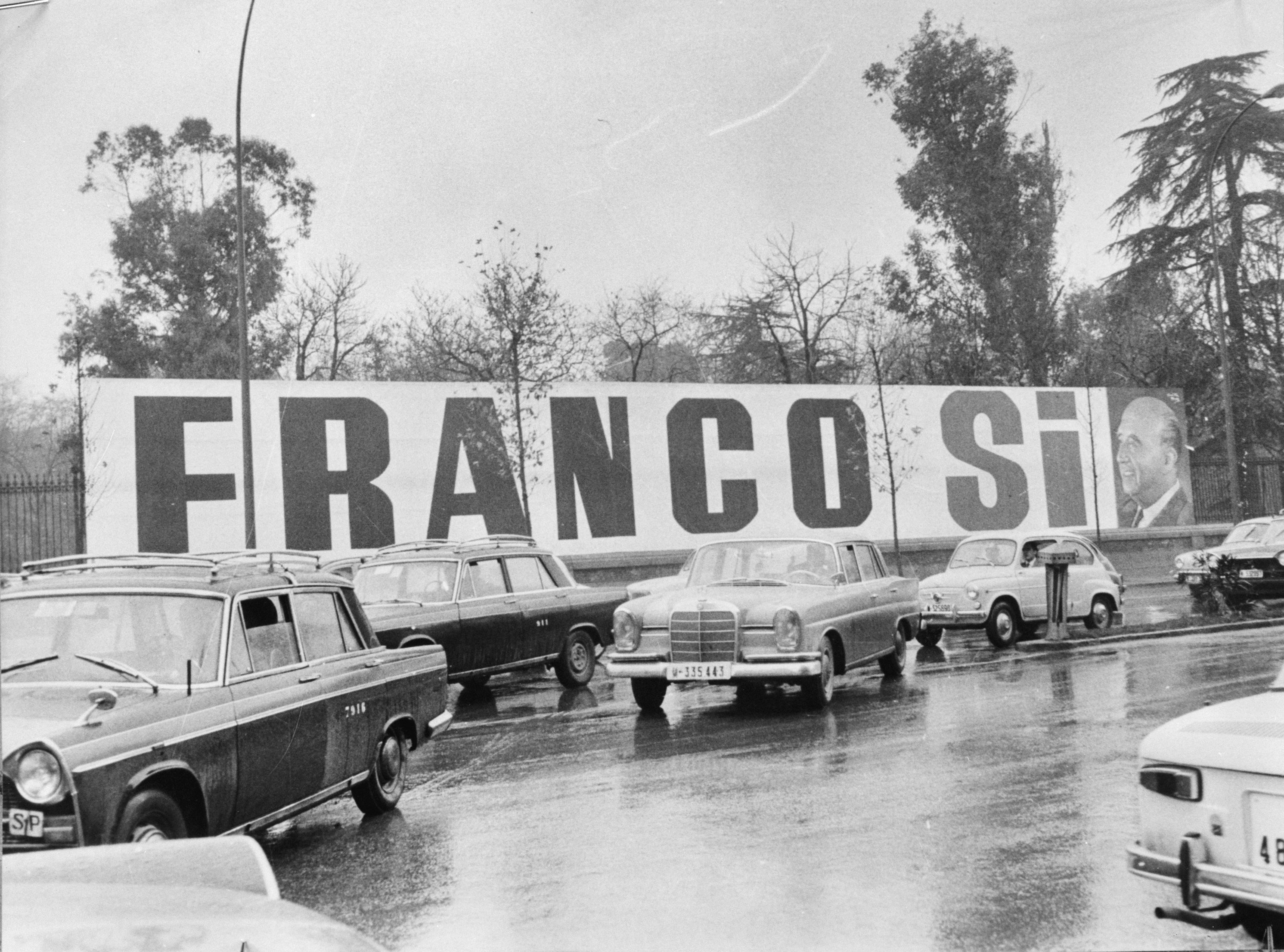
Cartel de propaganda a favor del 'Sí' en el Referéndum sobre la Ley Orgánica del Estado celebrado el 14 de diciembre de 1966 convertido en un plebiscito sobre Franco (no hubo propaganda a favor del 'NO').

Tras la promulgación de la Ley Orgánica del Estado, la posición de Carrero Blanco se vio reforzada al ser nombrado por Franco en septiembre de 1967 vicepresidente del gobierno. Eso le permitió poner en marcha la «Operación Príncipe» cuyo objetivo era que el general Franco designara como su sucesor al hijo de don Juan de Borbón, el príncipe Juan Carlos de Borbón, que desde 1948 estaba bajo la «tutela» de Franco. El 22 de julio de 1969 Franco lo propuso a las Cortes como «mi sucesor» al frente de una «Monarquía del Movimiento Nacional, continuadora perenne de sus principios e instituciones» y asumiendo el título de príncipe de España, y aquellas lo aprobaron por 491 votos a favor, 19 en contra y 9 abstenciones.

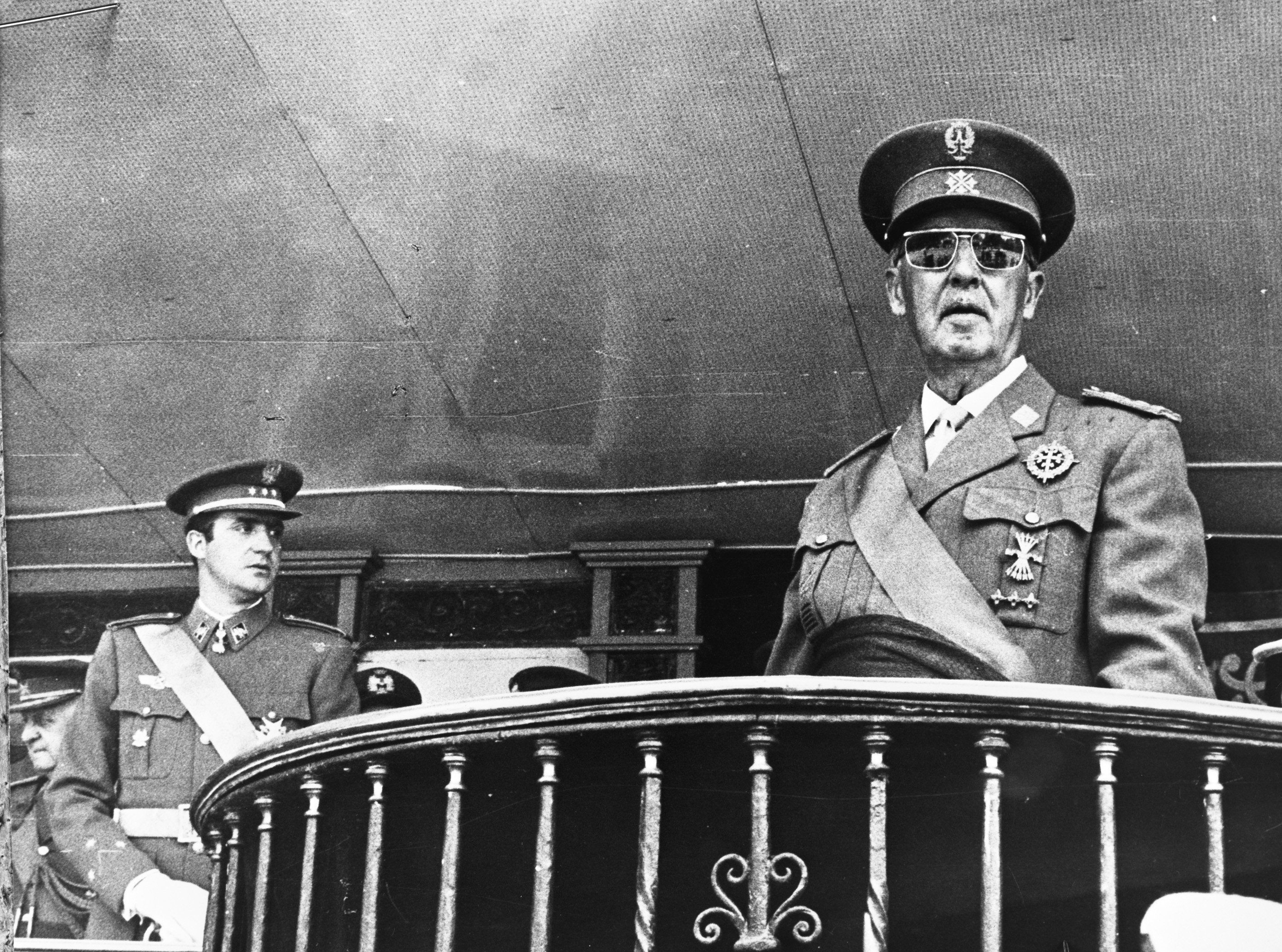
El general Franco presidiendo el desfile militar de la Victoria (Madrid, 5 de junio de 1969). En segundo plano el príncipe Juan Carlos a quien al mes siguiente Franco lo designaría como su sucesor «a título de rey».

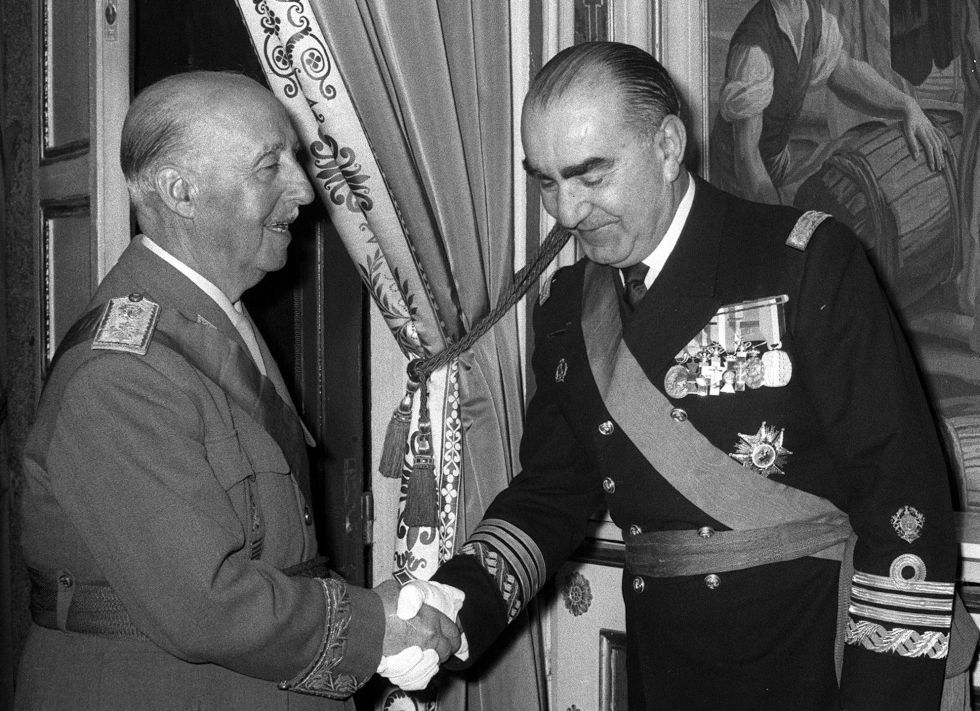
Franco saluda a su colaborador, el almirante Luis Carrero Blanco.
El triunfo incontestado de Carrero con el nombramiento de don Juan Carlos como sucesor acentuó el enfrentamiento en el seno del gobierno entre los «tecnócratas» y los «aperturistas», cuyo episodio final lo constituyó el «escándalo Matesa» que estalló a mediados de 1969, ya que en él se vieron implicados dos ministros del Opus Dei, lo que intentó ser aprovechado por los ministros «aperturistas», Solís y Fraga, para desbancar a los «tecnócratas» del gobierno —difundiendo los hechos en la prensa del Movimiento que ellos controlaban—. Sin embargo, el resultado final fue el contrario al esperado: el Opus Dei salió reforzado al aceptar Franco las demandas de Carrero a favor de un «gobierno unido y sin desgaste». Así nació en octubre de 1969 el «gobierno monocolor», un término que fue acuñado por sus adversarios al estar integrado casi exclusivamente por «tecnócratas» del Opus Dei o por personas afines o leales a Carrero Blanco o a López Rodó. Carrero fue ratificado en la vicepresidencia pero ejerciendo las funciones de presidente real, pues el almirante recibiría en adelante a los ministros y despacharía semanalmente con ellos, y los tres ministros «aperturistas» —Fraga Iribarne, Solís y Castiella— salieron del gobierno.
Por otro lado, los cambios sociales provocados por el acelerado crecimiento económico de la «década prodigiosa» revivificaron viejos conflictos y abrieron otros nuevos, lo que propició el resurgimiento de la oposición antifranquista que puso fin a su larga «travesía del desierto» desde finales de los años 1940.
El primer y más importante desafío al que tuvieron que hacer frente los gobiernos franquistas fue el retorno de la conflictividad obrera que arrancó con la huelga minera de Asturias de 1962 y que dio nacimiento a las «comisiones obreras» que surgieron espontáneamente para negociar directamente con los patronos los convenios colectivos al margen de la Organización Sindical oficial.
Un segundo frente del que tuvo que ocuparse el régimen fueron las protestas estudiantiles en la Universidad que obtuvieron el apoyo de algunos catedráticos —como José Luis López Aranguren, Enrique Tierno Galván y Agustín García Calvo, que fueron expulsados de la Universidad de Madrid por esa causa— y que lograron la disolución del SEU.
Un tercer ámbito de oposición, que fue el que mayor desconcierto causó en el régimen y en el propio Franco, fue la aparición de sectores católicos que se oponían al franquismo, un fenómeno directamente relacionado con el nuevo rumbo pastoral y democratizador del Concilio Vaticano II. Así numerosos católicos progresistas —y también sacerdotes— participaron en las protestas obreras y estudiantiles, además de servir las iglesias como centros de reunión, aprovechando la inmunidad de la que gozaban gracias al Concordato de 1953. Como resultado de esas actividades de oposición, unos cien sacerdotes y frailes pasaron por la cárcel concordataria de Zamora entre 1968 y 1975.
También resurgieron las reivindicaciones culturales y políticas en Cataluña y en el País Vasco. El acto de protesta que suele señalarse como el inicio del renacimiento del nacionalismo catalán fueron los sucesos del Palau de la Música al que siguieron la fundación de la primera organización cultural catalanista, Omnium Cultural y la primera convocatoria desde la guerra civil para celebrar la (ilegal) «diada nacional» del 11 de septiembre.

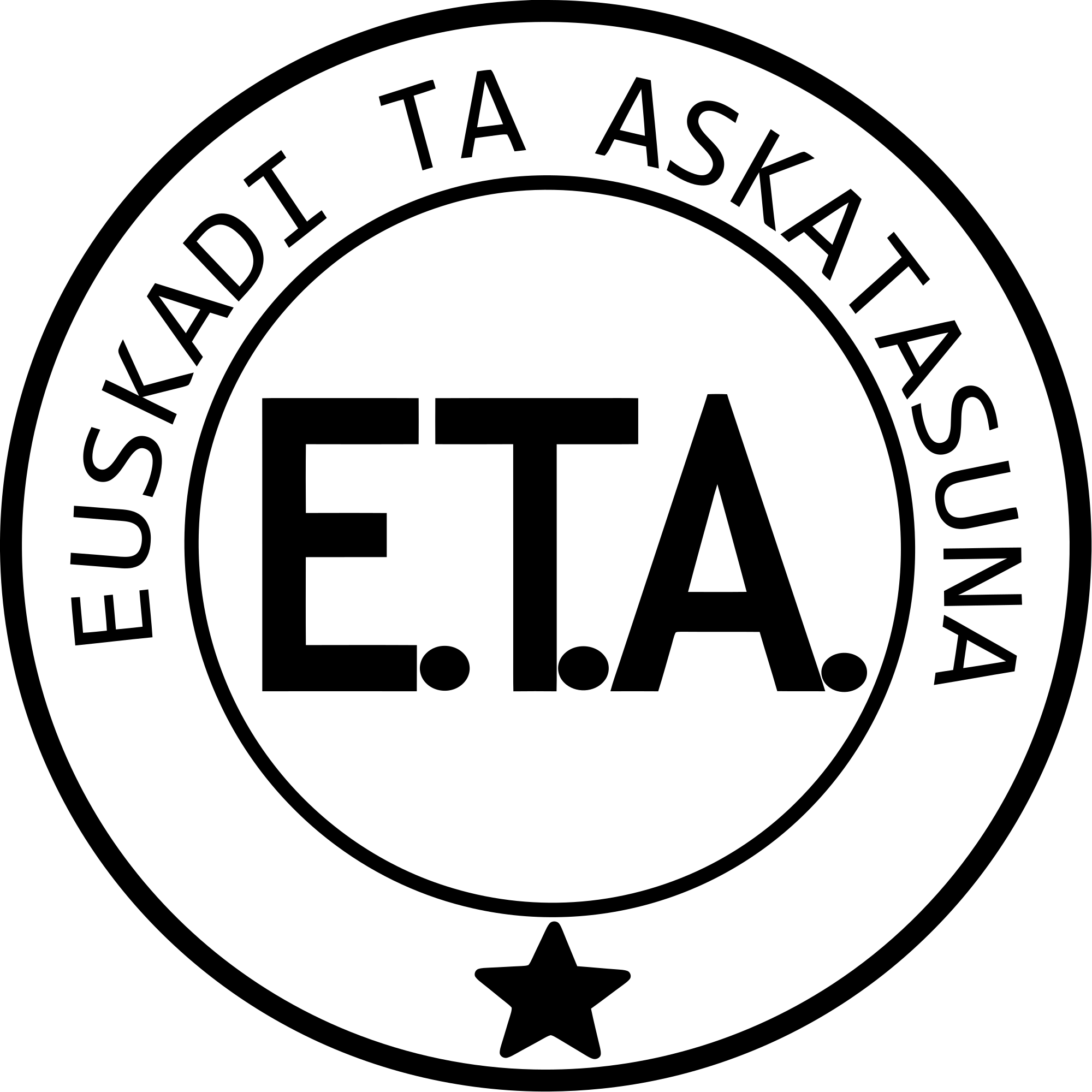
Logo de ETA.

En cuanto al nacionalismo vasco, el renacimiento nacionalista también fue el resultado de la actividad de las nuevas generaciones surgidas tras la guerra que rechazaban el supuesto conformismo y pasividad del PNV y del gobierno vasco en el exilio. Así fue como surgió en julio de 1959, un nuevo partido nacionalista llamado ETA (Euskadi Ta Askatasuna: «Patria Vasca y Libertad»), que en 1962 se definió como «movimiento revolucionario de liberación nacional» y que acabó optando por la «lucha armada» para poner fin a la «opresión del pueblo vasco» que llevaba a cabo la dictadura franquista. En agosto de 1968, ETA asesinaba en Irún a un comisario de policía acusado de torturador. Desde entonces, la actividad terrorista de ETA —otro muerto en 1968, uno en 1969, un secuestrado en 1970— se convertiría en el primer problema político y de orden público del franquismo, que respondería al desafío con una represión general e indiscriminada en el País Vasco de enorme dureza.

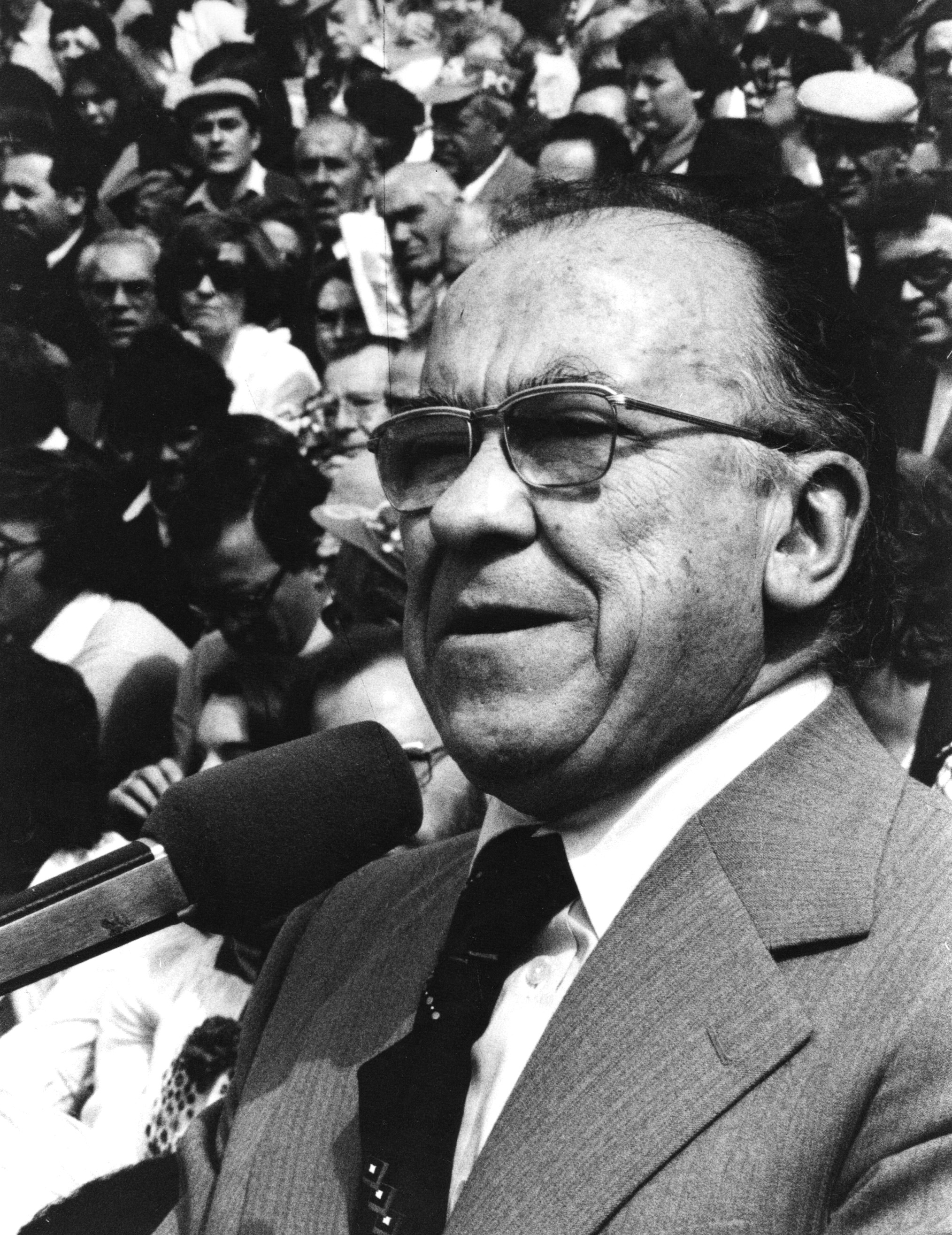
Santiago Carrillo, secretario general del PCE.

En este contexto de creciente conflictividad obrera, estudiantil, eclesiástica y regional los partidos y organizaciones obreras (PSOE, UGT, CNT, PCE) se reconstruyeron en el interior, y de ellos el grupo más activo, mejor organizado y con mayor militancia fue el Partido Comunista de España.
Precisamente fue sobre estas organizaciones de la izquierda obrera sobre las que se cebó la represión franquista, siendo el caso del dirigente comunista Julián Grimau, ejecutado en abril de 1963 por unos presuntos crímenes cometidos durante la guerra civil, el que levantó una mayor oleada de protestas en toda Europa. Como consecuencia de ellas los «delitos políticos» pasaron de la jurisdicción militar a la civil, al crearse el Tribunal de Orden Público (TOP). El TOP en los cuatro primeros años de actividad incoaría más de 4500 sumarios por delitos de «propaganda ilegal», «asociación ilícita», «reunión ilegal», «manifestación ilegal», «difamación del Jefe del Estado», etc.
Fuera del ámbito de la izquierda obrera, también surgieron algunos grupos encabezados por personalidades destacadas, como los demócrata-cristianos de José María Gil Robles —el antiguo líder de la CEDA—, de Manuel Giménez Fernández —también exmiembro de la CEDA— o del exministro Joaquín Ruiz Giménez —que en 1964 fundó la revista Cuadernos para el Diálogo, que pronto se convertiría en el principal órgano de expresión «tolerado» de la oposición antifranquista—, los socialdemócratas del antiguo falangista Dionisio Ridruejo, o los monárquicos de Joaquín Satrústegui —que seguían fieles a don Juan de Borbón—. El acto de mayor repercusión de estos grupos tuvo lugar en junio de 1962 con motivo de la celebración en Múnich del IV Congreso del Movimiento Europeo en el que se opusieron a la entrada del régimen franquista en la Comunidad Económica Europea (CEE), por lo que la prensa franquista la llamó el «contubernio de Múnich». La CEE ya había declarado que «los estados cuyos gobiernos carecen de legitimidad democrática y cuyos pueblos no participan en las decisiones gubernamentales ni directamente ni mediante representantes elegidos libremente, no pueden pretender ser admitidos en el círculo de los pueblos que forman las Comunidades Europeas».

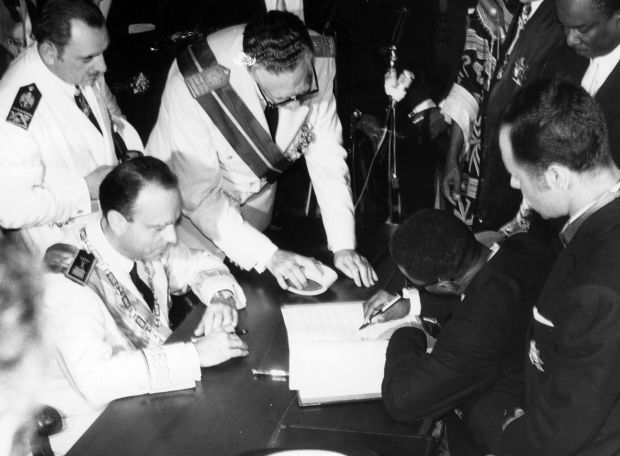
Firma de la independencia de Guinea Ecuatorial por el entonces ministro español Manuel Fraga junto al nuevo presidente Macías Nguema el 12 de octubre de 1968.

Por otra parte, en el ámbito internacional, la dictadura franquista hizo frente durante este período por una parte a las demandas por aparte de la ONU con respecto a los territorios de la Guinea Española. En noviembre de 1965, la IV Comisión de la Asamblea de la ONU, aprobó un proyecto de resolución en el que se pedía a España que fijase lo antes posible la fecha para la independencia de Guinea Ecuatorial. En diciembre de 1966 el Consejo de Ministros del Gobierno español acordó preparar una Conferencia Constitucional sobre el tema. En octubre de 1967 se inauguró dicha Conferencia, presidida por Fernando María Castiella, ministro español de Asuntos Exteriores. Los trabajos de la Conferencia llevaron a la independencia de Guinea Ecuatorial en octubre de 1968, y a la crisis diplomática entre España y Guinea Ecuatorial de febrero de 1969. Por otra parte, como producto de otra crisis diplomática con el Reino Unido, en junio de ese mismo año se inició el cierre de la Verja de Gibraltar.

#### El tardofranquismo (1969-1975)

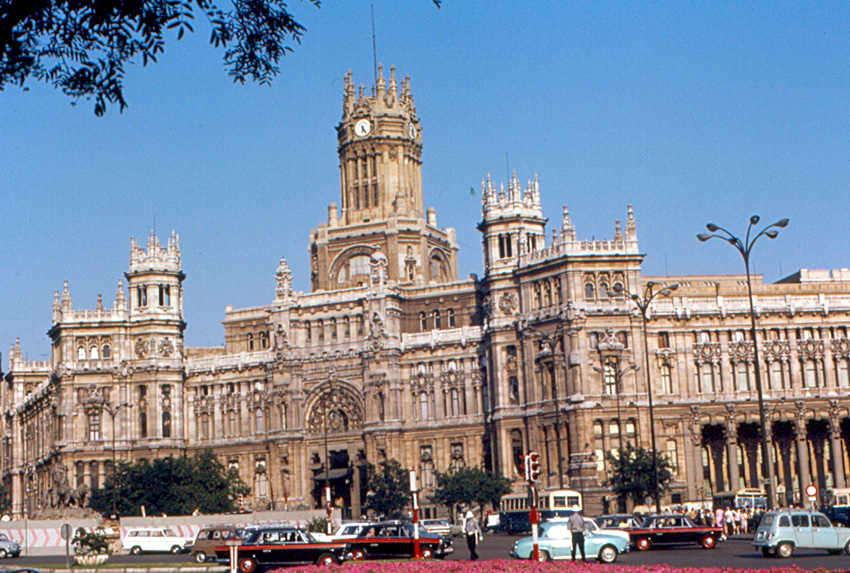
Plaza de la Cibeles de Madrid en 1968.

Durante los cuatro años que estuvo en el poder el gobierno «monocolor» de 1969, se fue acentuando la ruptura entre los «inmovilistas», a cuyo frente se situó ya claramente el almirante Carrero, con el respaldo del propio general Franco, y los «aperturistas». Estos últimos, conforme se ahondaron sus diferencias con los «inmovilistas», fueron adoptando una postura cada vez más decididamente «reformista» al convencerse de que la única salida posible al franquismo era la democracia, aunque «de imprecisos contornos» y «tutelada» desde el poder, mientras que los «continuistas inmovilistas» reafirmaron su negativa a introducir el más mínimo cambio en el régimen franquista, por lo que también se les llamó «ultras» o «búnker».
El gobierno «monocolor» de Carrero fue perdiendo en gran medida el control de la situación ante el recrudecimiento de la conflictividad laboral y estudiantil, frente a la que sólo supo responder con el empleo de las fuerzas de orden público. «Como medida de escarmiento público, en 1970 el Gobierno decidió que 16 personas detenidas por su presunta militancia en ETA (entre ellas, dos sacerdotes) fueran juzgadas conjuntamente en consejo de guerra». Pero el efecto que se logró fue exactamente el contrario del que se pretendía, ya que el anuncio del juicio sumarísimo que finalmente se celebraría en diciembre en Burgos levantó una ola de solidaridad en el País Vasco y en Navarra que fue un revulsivo clave para que el nacionalismo vasco recuperara su implantación social. Además, el «juicio de Burgos» suscitó una campaña internacional de solidaridad con el pueblo vasco y a favor del restablecimiento de las libertades democráticas en España. Como respuesta el Movimiento organizó una gran manifestación de apoyo a Franco en la plaza de Oriente de Madrid. Asimismo, el «juicio de Burgos» supuso un nuevo jalón en el distanciamiento entre la Iglesia católica y el franquismo, ya que motivó una crítica pastoral conjunta de los obispos vascos y un pronunciamiento de la Conferencia Episcopal Española a favor de la clemencia y las garantías procesales. Al final, en vista del eco despertado y de las numerosas peticiones de clemencia llegadas de todas partes, el general Franco optó por conmutar las seis penas de muerte que dictó el tribunal militar.

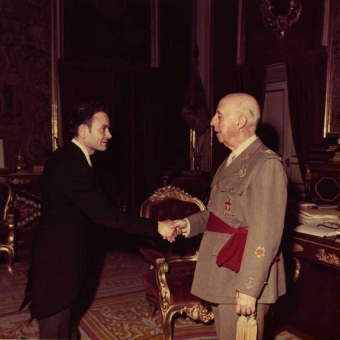
El Generalísimo Franco durante una audiencia en el Palacio de El Pardo (abril de 1972).

A mediados de 1973 era cada vez más evidente el fracaso político del «continuismo inmovilista» de Carrero y los «tecnócratas». Así lo denunció al mismo Franco el ministro de la Gobernación, Tomás Garicano Goñi, cuando presentó su dimisión en mayo de 1973. Sin embargo, de esta crisis salió aún más reforzado Carrero Blanco, al ser nombrado por Franco presidente del Gobierno, cargo que «el Caudillo» nunca había querido ceder en treinta y siete años de dictadura. Sin embargo, el nuevo gobierno de Carrero solo iba a durar seis meses.
En efecto, en la mañana del 20 de diciembre de 1973 ETA detonó una bomba colocada bajo el asfalto en una céntrica calle de Madrid cuando pasaba el coche oficial del almirante Carrero Blanco, causándole la muerte. La rápida asunción del poder por el vicepresidente Torcuato Fernández Miranda, ante el aturdimiento de Franco al recibir la noticia, impidió que se pusieran en marcha medidas extremas por parte de los sectores «ultras» del régimen y el Ejército no fue movilizado —al final del funeral hubo un intento de agresión del cardenal Tarancón que había oficiado la ceremonia—. Se abrió así la crisis política más grave de todo el franquismo, ya que había sido asesinada la persona que había designado Franco para asegurar la supervivencia de su régimen después de su muerte.
Por influencia de su entorno familiar, Franco nombró en enero de 1974 a Carlos Arias Navarro presidente del Gobierno, lo que supuso que los «tecnócratas» del Opus Dei quedaran excluidos. En su lugar, Arias recurrió a las «familias» del régimen, intentando guardar un cierto equilibrio entre «continuistas» y «reformistas». Pero Arias Navarro carecía de proyecto político propio.
En un principio, pareció que adoptaba el proyecto «reformista»: en el discurso de presentación del nuevo gobierno pronunciado ante las Cortes franquistas el 12 de febrero de 1974, Arias Navarro hizo ciertas promesas «aperturistas»., pero este nuevo «espíritu del 12 de febrero», como lo bautizó la prensa, solo duró un par de semanas, ya que a finales de mes el arzobispo de Bilbao, monseñor Antonio Añoveros Ataún, era conminado a marcharse de España por haber suscrito una pastoral a favor de la «justa libertad» del pueblo vasco, y sólo unos días después, el 2 de marzo, el anarquista catalán Salvador Puig Antich, acusado de la muerte de un policía, era ejecutado a garrote vil, a pesar de las manifestaciones de protesta duramente reprimidas por la policía y de las peticiones de clemencia procedentes de todo el mundo.

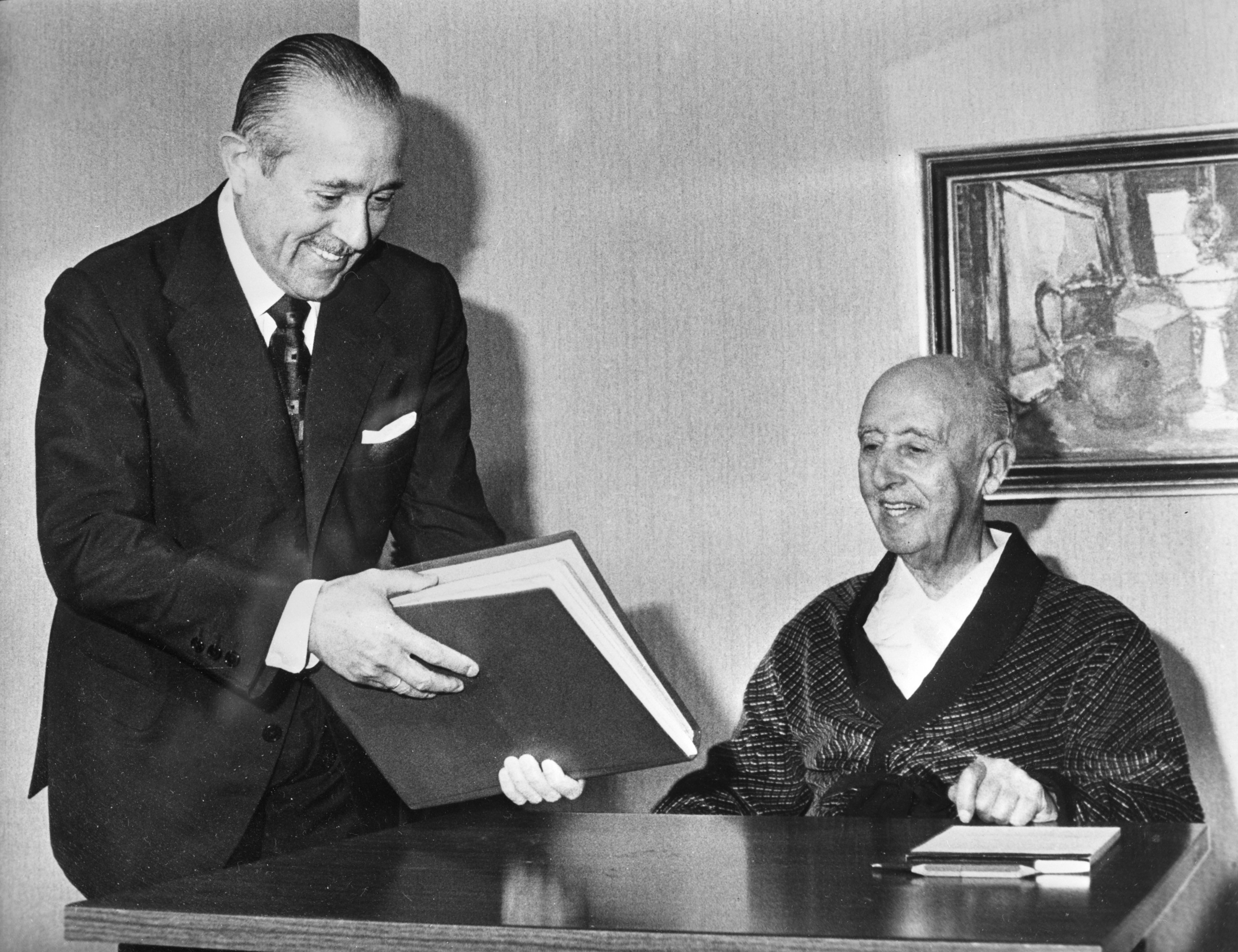
El presidente del gobierno Carlos Arias Navarro visita al general Franco durante su convalecencia en el hospital de La Paz en Madrid.

El anacronismo y la soledad del franquismo se hicieron patentes cuando el 25 de abril de 1974 triunfó en Portugal un golpe militar que puso fin a la dictadura salazarista, la más antigua de Europa, y la sensación de que se estaba asistiendo a su crisis agónica y final se acentuó cuando en julio de 1974 el general Franco fue hospitalizado a causa de una tromboflebitis, lo que le obligó a ceder temporalmente sus poderes al príncipe Juan Carlos. Pero una vez recuperado mínimamente, los reasumió a principios de septiembre.
A los pocos días, un brutal atentado de ETA causaba la muerte a 12 personas —y hería a más de 80— en virtud de una bomba colocada en la cafetería Rolando de la calle del Correo de Madrid, al lado de la Puerta del Sol, y que solían frecuentar policías de la cercana Dirección General de Seguridad. Este hecho alentó aún más al «búnker», que con el respaldo del propio Franco, consiguió que el ministro más «aperturista», Pío Cabanillas, fuera destituido el 29 de octubre, lo que provocó un hecho insólito en la historia del franquismo, ya que en solidaridad dimitió otro ministro «reformista», Antonio Barrera de Irimo, y otros altos cargos de la administración de la misma tendencia, muchos de los cuales serían protagonistas destacados de la transición democrática.
Conforme se veía más cercana la muerte del general Franco, se fue registrando un paulatino reforzamiento de la oposición antifranquista que al mismo tiempo fue convergiendo hacia la unificación de sus diversas propuestas para acabar con dictadura. El modelo que se siguió fue el de la Asamblea de Cataluña, creada en noviembre de 1971 cuyo lema reivindicativo «Llibertat, Amnistía i Estatut d'Autonomia» sería adoptado por toda la oposición. Así en julio de 1974 Santiago Carrillo, secretario general del Partido Comunista de España, presentó en París la Junta Democrática, el primer fruto del proceso de convergencia de la oposición de ámbito estatal, y cuyo programa se basaba en la «ruptura democrática» con el franquismo mediante la movilización ciudadana. Sin embargo, el PCE no consiguió integrar en su «organismo unitario» a las fuerzas de oposición que no estaban dispuestas a aceptar la hegemonía comunista —con el PSOE a su frente— y que además discrepaban con los integrantes de la Junta Democrática en un asunto fundamental: que estaban dispuestas a aceptar la monarquía de Juan Carlos si esta conducía al país hacia un sistema político plenamente representativo. Estos grupos acabarán constituyendo su propio organismo unitario en junio de 1975, llamado Plataforma de Convergencia Democrática.
El inicio de la crisis económica en 1974, que se agravó en 1975 con el consiguiente aumento de la inflación y del desempleo, alimentó la oleada de huelgas y de movilizaciones obreras más importante de la historia del franquismo. Además, la actividad terrorista aumentó, tanto de ETA —18 víctimas mortales en 1974 y 14 en 1975— como del FRAP—tres atentados en 1975 con resultado de muerte—, lo que a su vez recrudeció la represión, llegándose a aprobar en agosto de 1975 un decreto-ley «de prevención y enjuiciamiento de los delitos de terrorismo y subversión contra la paz social y la seguridad personal» que revalidaba la jurisdicción militar como en el primer franquismo. Esta espiral represiva se cebó especialmente en el País Vasco.
En aplicación de la legislación antiterrorista, entre el 29 de agosto y el 17 de septiembre de 1975 fueron sometidos a distintos consejos de guerra y sentenciados a muerte tres militantes de ETA y ocho del FRAP, lo que provocó una importante respuesta popular y de rechazo en el exterior, así como peticiones de clemencia por parte de los principales dirigentes políticos europeos —incluido el papa Pablo VI—. A pesar de ello, Franco no conmutó las penas de muerte a dos de los tres militantes de ETA y a tres de los ocho del FRAP, y los cinco fueron fusilados el 27 de septiembre de 1975. Este hecho, calificado como «brutal» por la mayor parte de la prensa europea, no hizo sino acentuar el rechazo internacional al franquismo y dio lugar a que se produjeran numerosas manifestaciones antifranquistas en varias ciudades europeas. Asimismo, los embajadores de los principales países europeos abandonaron Madrid, con lo que el régimen franquista volvía a experimentar un aislamiento y reprobación muy similares a los que había sufrido en la inmediata posguerra mundial.
Como respuesta, el 1 de octubre de 1975 el Movimiento organizó una concentración de apoyo a Franco en la plaza de Oriente de Madrid. En su discurso un Franco muy débil y casi sin voz volvió a afirmar que existía una «conspiración masónico izquierdista» en «contra de España». Doce días después, el general Franco caía enfermo. El 30 de octubre, consciente de su gravedad —ya había sufrido dos infartos—, traspasó sus poderes al príncipe Juan Carlos. El 3 de noviembre era operado a vida o muerte en un improvisado quirófano en el mismo palacio de El Pardo, siendo trasladado a continuación al hospital La Paz de Madrid, donde fue sometido a una nueva intervención quirúrgica.

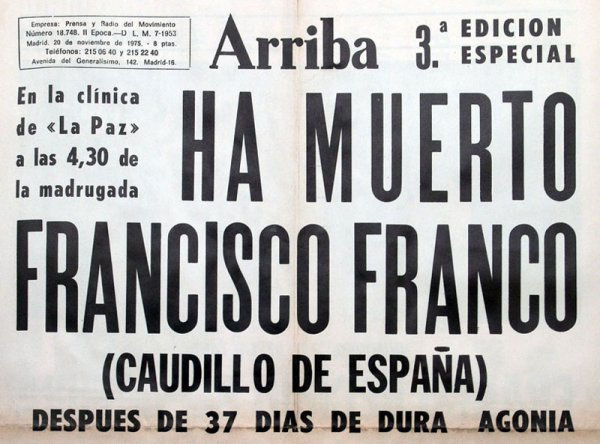
Portada del diario franquista Arriba dando la noticia de la muerte de Franco. 20 de noviembre de 1975.

Mientras esto sucedía, el príncipe Juan Carlos, jefe del Estado interino, tuvo que hacer frente a la gravísima crisis que se estaba gestando en la colonia del Sahara Occidental, como consecuencia de la Marcha Verde de civiles marroquíes que había organizado el rey de Marruecos, Hassan II, para forzar a España a que le entregara el control del territorio que reclamaba como integrante de su soberanía. El día 14 de noviembre se alcanzaba el Acuerdo Tripartito de Madrid por el que España se retiraba de la colonia y cedía su administración a Marruecos —la mitad norte— y a Mauritania —la mitad sur—.
A primera hora de la mañana del 20 de noviembre de 1975, el presidente del gobierno Carlos Arias Navarro anunciaba por televisión el fallecimiento del «Caudillo» y a continuación leía su último mensaje, el llamado testamento político de Franco. La capilla fúnebre fue instalada en el Palacio de Oriente de Madrid, donde se formaron largas colas para acceder al salón donde se encontraba el féretro descubierto que contenía su cadáver. Al funeral posterior asistieron el dictador chileno Augusto Pinochet, un gran admirador de Franco, el príncipe Rainiero III de Mónaco, el rey Hussein de Jordania, la primera dama filipina Imelda Marcos y el vicepresidente de los Estados Unidos, Nelson Rockefeller.

## Sociedad y cultura

### Costumbres y usos sociales: del nacionalcatolicismo a la sociedad de consumo de masas

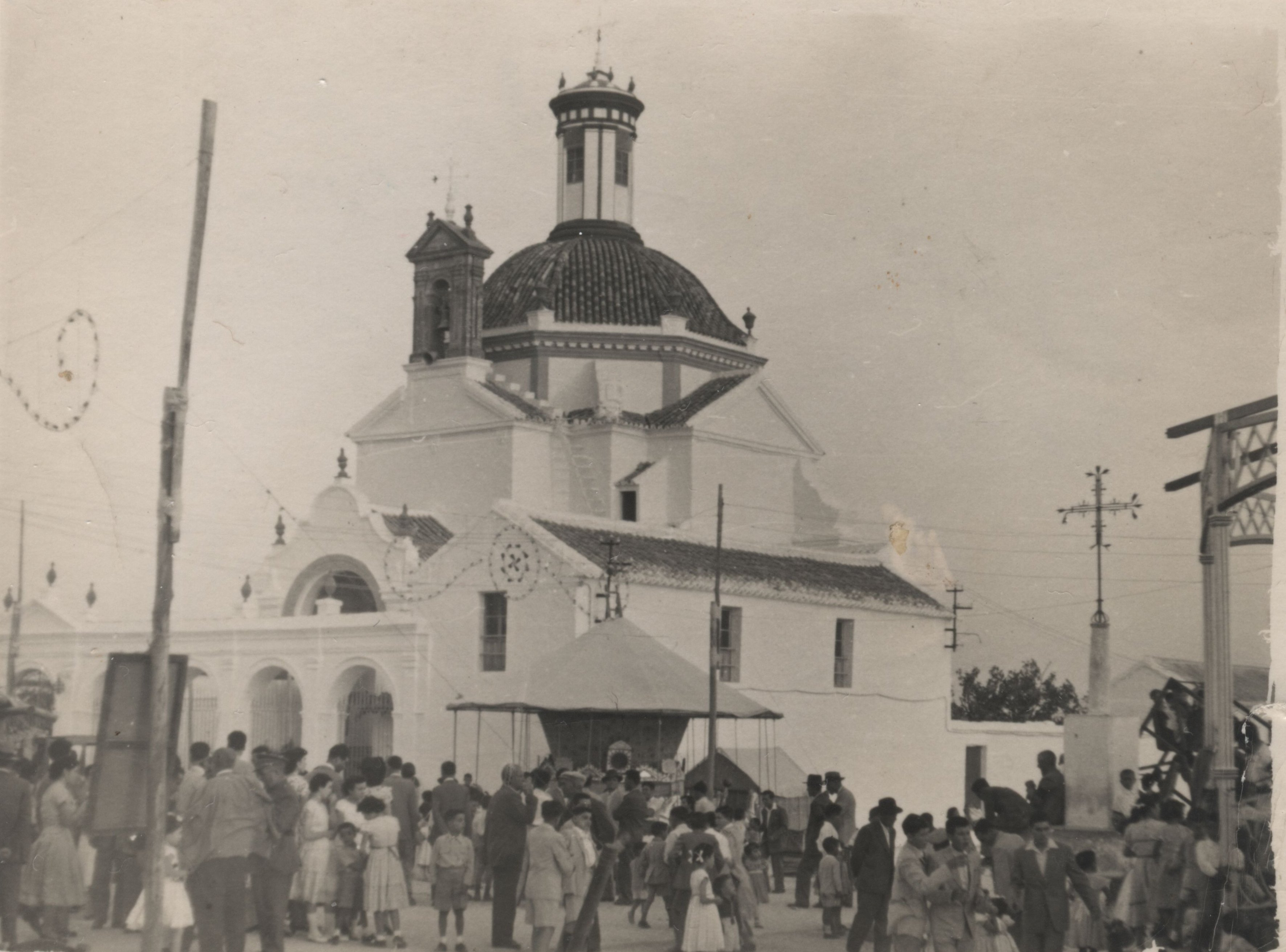
La España rural seguía manteniendo un enorme retraso respecto a otros lugares del país, y mucho más respecto a otros lugares de Europa. En los años 50 y 60 miles de españoles emigraron desde los pueblos en búsqueda de mejores condiciones laborales.

El franquismo detuvo la «gran transformación» social que se estaba produciendo en España desde los inicios del siglo XX. En palabras de Santos Juliá, la sociedad de las dos primeras décadas de la posguerra española —del primer franquismo— se caracterizó por ser una sociedad «reprimida, regimentada, recatolizada y autárquica».
Una sociedad reprimida porque «las nuevas autoridades se propusieron erradicar todo lo que la sociedad liberal del medio siglo de restauración y todo lo que la sociedad democrática de cinco años de República había, mal que bien, visto surgir». Sobre la clase media y la clase obrera «cayó un terror sistemático, administrado sin tasa por consejos de guerra hasta bien entrados los años 1950». Una sociedad regimentada porque todas las actividades económicas y sociales fueron sometidas a un estricto control del «partido único» Falange Española Tradicionalista y de las JONS y de sus organismos dependientes como la Organización Sindical Española, el Frente de Juventudes o la Sección Femenina que formaron una «penetrante red de jefaturas de todo tipo que se extendía sobre el cuerpo de la sociedad». Una sociedad recatolizada porque la Iglesia católica con el apoyo del Nuevo Estado, especialmente tras la derrota de los fascismos en la Segunda Guerra Mundial, emprendió una vasta empresa de recuperación de la influencia social perdida a través del control total del sistema educativo y del dominio de los espacios públicos, «escenarios permanentes de magnas ceremonias cívico religiosas y de procesiones». Una sociedad autárquica, aislada del mundo exterior, en la que se rompieron «todos los vínculos que durante los decenios anteriores había establecido un esforzado núcleo de la intelligentsia española», y cuyo resultado fue en el terreno económico «un largo periodo de hambre y miseria que se tradujo para millones de españoles en un descenso hasta alcanzar el nivel de subsistencia». «Ésa fue la sociedad que instauró la dictadura. Medir el daño es imposible; pero es indudable que fue infligido a conciencia y con pleno éxito», concluye Santos Juliá.
Como ha señalado Julio Gil Pecharromán:

Durante los años cuarenta... gran parte de la actividad cotidiana estaba regulada en unos cauces bien precisos... Suprimido el divorcio, anulada la coeducación, regulados los «usos amorosos» conforme un estricto código de moral familiar, la separación de sexos se convertía en una norma casi universal, destinada a evitar comportamientos indecorosos. Éstos, por otra parte, resultaban difíciles de realizar. Las autoridades civiles y eclesiásticas vigilaban rigurosamente que los trajes de baño fueran «decentes», que las lecturas «inmorales» estuvieran lejos del alcance de la mayoría de la población, que se evitaran las blasfemias y las expresiones malsonantes, que los espectáculos públicos, y especialmente los bailes «agarrados», no supusieran incitaciones al erotismo...

La reanudación de la «gran transformación» se produjo a partir de 1960 como consecuencia del «milagro económico español», produciéndose así, como ha destacado Enrique Moradiellos, la paradoja del franquismo: que «el régimen político que había interrumpido literalmente durante veinte años el proceso de modernización económica y social iniciado en España a finales del siglo XIX [en 1950 el porcentaje de la población activa agraria seguía siendo superior al de 1930]» fue a partir de la puesta en marcha del Plan de Estabilización de 1959 su «nuevo promotor y patrocinador». Así, «durante los años sesenta fue conformándose una nueva sociedad española cada vez más próxima a sus homólogas de Europa occidental en su estructura, composición, características y grado de desarrollo y diversificación. Una sociedad progresivamente instalada en la cultura del consumo masivo y el disfrute del ocio, con una renta per cápita de 1042 dólares en 1960 que se convirtió en 1904 al término de la década (Italia pasó entonces de 1648 a 2653 dólares)».

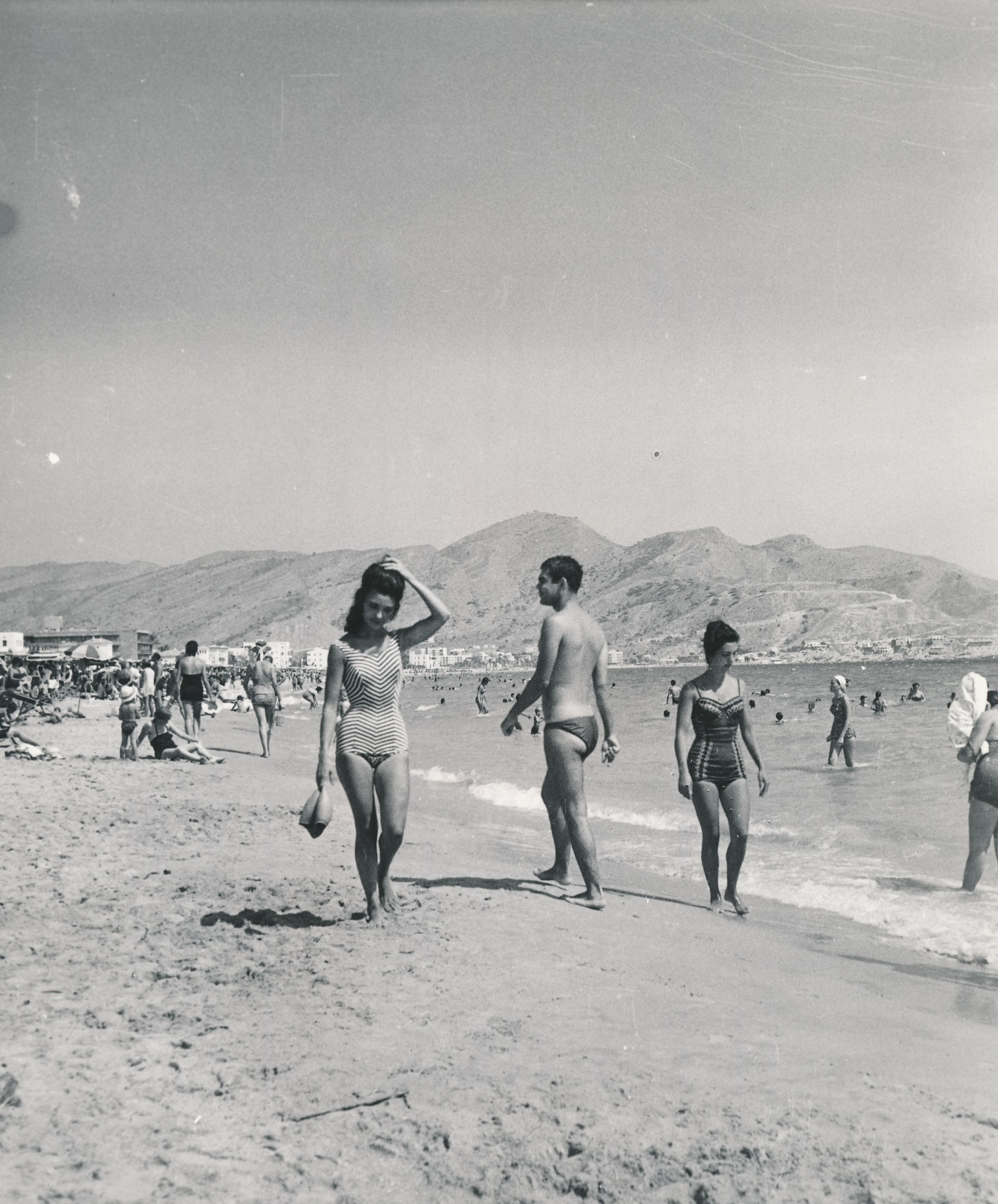
A partir de los años 1960 empieza el boom del turismo en España, afectando sobre todo a las regiones mediterráneas. En la imagen una playa de Benidorm hacia 1960, un destino turístico que experimentó un crecimiento espectacular en aquellos años.

Una de las manifestaciones de la «gran transformación» fue el cambio en las formas de diversión. Aparecieron los tocadiscos portátiles y la música ligera triunfó entre los jóvenes con grupos como El Dúo Dinámico, Fórmula V, Los Bravos... que trajeron los bailes «sueltos». En otra línea estaba la música del Festival de Benidorm, en el que triunfó Julio Iglesias, así como el Festival de Eurovisión en el que Massiel lucía minifalda entonando su ganador «La, la, la».
También se abrió paso un nuevo concepto: el ocio. Su planificación se llevaba a cabo en unos folletos que se editaban los fines de semana, llamados Guías del ocio. También se extendieron las vacaciones, cuyo destino principal fueron las playas donde surgieron nuevas modas, muy contrarias a la moral tradicional. En 1962 los españoles pudieron ver por primera vez en el cine un biquini, el que lucía Ursula Andress en la película de acción Agente 007 contra el Dr. No de la serie James Bond. En las piscinas del interior el biquini tardó más en extenderse llegándose a producir un motín de mujeres en Zaragoza que la prensa llamó la Guerra de los biquinis. Las costas se bautizaron con nombres atractivos para llamar la atención de los turistas, como Costa Brava, Costa del Sol, Costa Dorada, Costa Blanca, Costa del Azahar, Costa Verde o Costa de la Luz. Para acoger al creciente turismo se empezaron a construir hoteles y apartamentos.
Por otro lado, las corridas de toros, bautizadas como la «Fiesta Nacional», pasaron a un segundo plano gracias a un deporte en auge: el fútbol. Incluso se llegó a fabricar un sucedáneo del mismo en miniatura, el futbolín, que causó furor incluso entre los propios futbolistas, aunque su inventor, Alejandro Finisterre, no lo había creado con este fin, sino para rehabilitar a niños mutilados en un sanatorio.

### Las mujeres durante la dictadura franquista

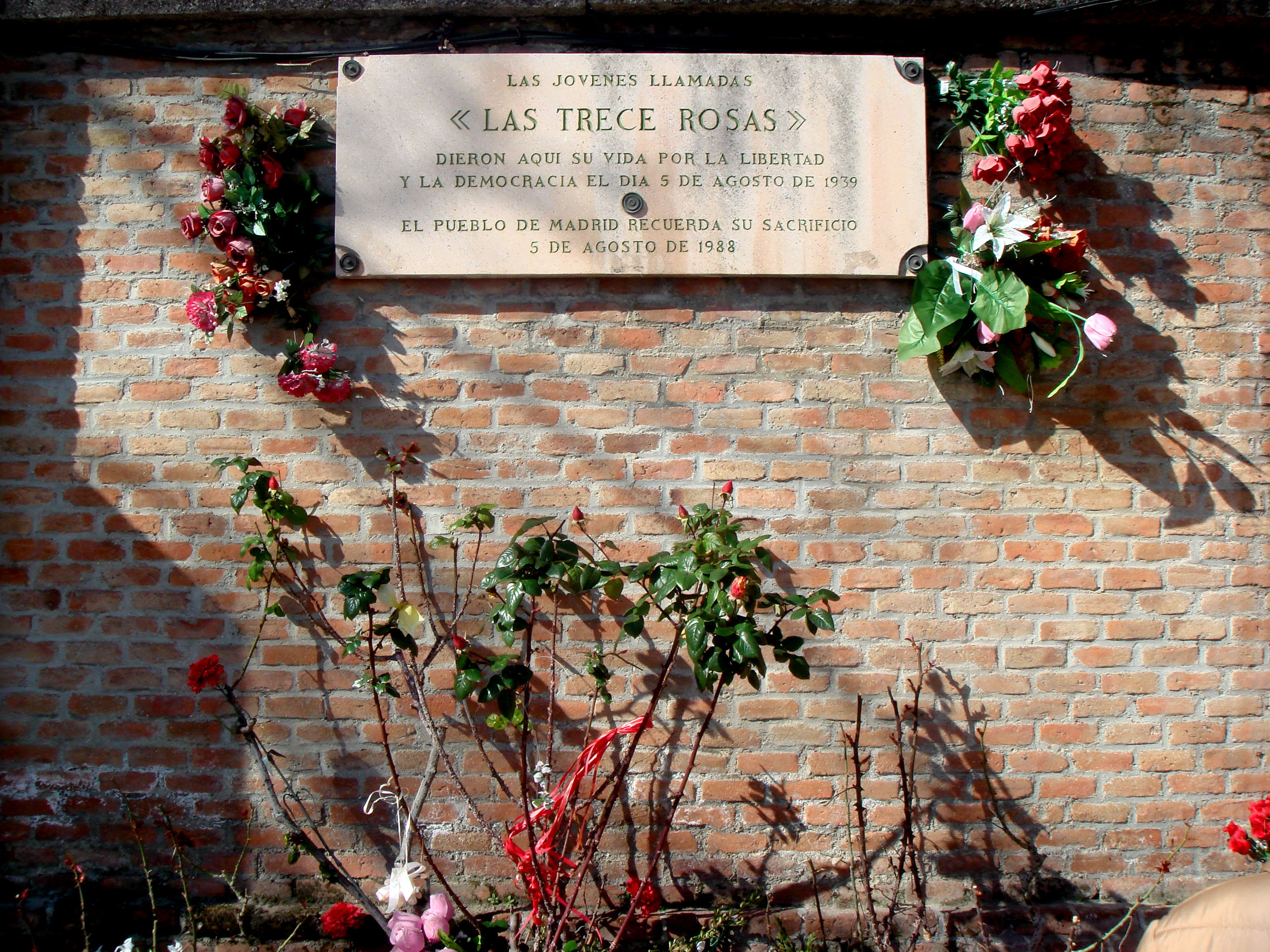
Placa conmemorativa de Las Trece Rosas, en el cementerio de la Almudena de Madrid.

Las mujeres también fueron víctimas de la represión franquista. Más de 100 fueron sentenciadas a muerte por los consejos de guerra y ejecutadas, buena parte de ellas en Madrid y en Andalucía, —el caso más conocido fue el de Las Trece Rosas, fusiladas en agosto de 1939— y muchas esposas, viudas, hermanas o hijas de republicanos fueron humilladas y castigadas «con el pelado al rape, la purga, la marcha por las calles del pueblo y el despojo de sus bienes».
La política del régimen franquista respecto de las mujeres supuso un enorme retroceso respecto de la República ya que se propuso imponer el modelo de familia católica tradicional basado en la total subordinación de la esposa al marido y volver a reducirlas al ámbito doméstico —«el regreso de la mujer al hogar», se dijo— tal como se había proclamado en el Fuero del Trabajo de 1938: «liberar a la mujer casada del taller y de la fábrica». Así se dificultó su acceso a la enseñanza y a la vida profesional y laboral y se abolieron o restringieron sus derechos tanto en el ámbito público como en el privado —por ejemplo, se volvió al Código Civil de 1889 y a la antigua Ley de Enjuiciamiento Criminal, que sancionaban la inferioridad jurídica de las mujeres—.
Se pusieron innumerables obstáculos al trabajo de las mujeres, especialmente de las casadas, estableciéndose restricciones para su inscripción en los registros de colocación y la autorización del marido para poder ser contratadas. Además en numerosas ordenanzas laborales se estipulaba que la mujer en cuanto se casaba tenía que dejar su trabajo, siendo compensada con una dote. Cumplía una función similar el llamado «plus familiar», establecido en 1945, que era una ayuda económica cuya finalidad era «fortalecer la familia y su tradición cristiana, la sociedad perfecta y el cimiento de la Nación». Además se impidió por ley el acceso de las mujeres a buena parte de los cuerpos de la Administración pública, especialmente a los superiores como abogado del Estado, juez, fiscal, diplomático, registrador de la propiedad, notario, inspector de trabajo, agente de cambio y bolsa, etc.
Sin embargo, estas medidas no pudieron evitar que las mujeres trabajaran, por «evidentes razones de subsistencia familiar», pero siempre cobrando salarios más bajos que los de los varones —entre un 30 y un 50 %—. Y también participaron en los conflictos laborales a las que, según un delegado provincial de la OSE, «por razones de su sexo y especial manera de reaccionar, es dificilísimo el convencer con razones, ni discutirlas con argumentaciones». Por otro lado, muchas recurrieron al estraperlo, cambiando productos, manufacturados por ellas mismas, por alimentos. El estraperlo estaba considerado un delito y acarreaba penas de cárcel y multas.
En 1937 se creó el Servicio Social de la Mujer, liderado por Mercedes Sanz Bachiller y Javier Martínez de Bedoya, para conseguir mano de obra femenina gratuita, y era obligatoria para mujeres de edades comprendidas entre los 17 y los 35 años de edad, eso sí, que estuvieran solteras, y trabajarían en hospitales, comedores… Las mujeres de clase media y alta trabajaban en la Acción Católica, asistiendo a los desfavorecidos de la clase obrera, y visitando a los vencidos en la guerra.
El comportamiento y la actitud de las mujeres fue objeto de especial vigilancia y no fueron infrecuentes las condenas de mujeres por conductas consideradas «moralmente inaceptables», lo que conllevaba normalmente la humillación y la marginación. Y no solo eran excluidas las mujeres «adúlteras» o las que habían abortado, sino también las que habían sido víctimas de violaciones o de abusos sexuales. Para llevar a cabo esta labor de control de la moralidad femenina se creó el llamado Patronato de Protección a la Mujer, dentro del Ministerio de Justicia, cuyo objetivo era defender «las buenas costumbres» y atender a «las víctimas del vicio», buscando su «arrepentimiento y recristianización». Asimismo desempeñó un papel importante en la fijación del estatus subordinado de las mujeres la Sección Femenina. La revista de la Sección Femenina, liderada por Pilar Primo de Rivera, enseñaba a las mujeres a comportarse, siempre supeditadas al hombre, sin derechos, sin opiniones, solo sumisión.
La Iglesia católica por su parte se esforzó en imponer los valores tradicionales tanto en el ámbito privado como público, preocupándose especialmente por vigilar y condenar cualquier comportamiento o actitud de las mujeres que pudiera dar lugar a «pecaminosas intenciones». Así aplaudió la abolición de la coeducación en las escuelas, y también se propuso, y en parte lo logró, la separación por sexos en las piscinas y en las playas y que se utilizaran determinados tipos de bañadores y albornoces después del baño —en 1951 se llegó a celebrar el primer «Congreso Nacional de Moralidad en Playas, Piscinas y márgenes de ríos»—. También fueron objeto de preocupación de los eclesiásticos el vestido femenino —para lo que dieron severas instrucciones sobre faldas, mangas, escotes o medias— y los bailes «modernos», «raíz de incontables pecados y ofensas contra Dios», según el obispo de Ibiza, y «feria predilecta de Satanás», según el cardenal Pedro Segura, arzobispo de Sevilla.
La situación de las mujeres comenzó a cambiar en la década de 1950 y sobre todo en los años 1960 como consecuencia de las transformaciones económicas y sociales que se produjeron en esos años y que supusieron «un progresivo incremento del trabajo asalariado legal de las mujeres, así como un mayor acceso a los niveles medios y altos de la educación. Y todo ello comportó cambios en las propias estructuras familiares, el incremento de la presencia de las mujeres en las esferas públicas y una mayor difusión de modelos alternativos sobre la condición femenina, que contrastaban claramente con los valores propiciados por el discurso oficial franquista».
En 1961 se aprobó la Ley sobre Derechos Políticos, profesionales y Laborales de la Mujer, que acababa con la discriminación salarial y de acceso al trabajo, aunque continuaba en vigor la necesidad de la autorización del marido. Esta obligación se mantuvo hasta 1976, cuando entró en vigor la Ley de Relaciones Laborales. En 1973, como preparación al Año Internacional de la Mujer 1975 llegó la excepción discriminatoria: el gobierno dio el cargo de jefas locales de movimiento (actual alcaldesas) a siete mujeres, las primeras y únicas alcaldesas de la dictadura.

### Propaganda, censura y medios de comunicación
Las autoridades franquistas prohibieron todos los periódicos liberales, republicanos y de izquierdas y sus bienes fueron incautados por el Estado. La libertad de expresión desapareció pues todos los periódicos quedaron sometidos a la censura previa establecida en la Ley de Prensa de 1938 y sus directores fueron nombrados por el gobierno. La censura se completaba con las consignas obligatorias, por las que los directores de los periódicos tenían que publicar determinadas informaciones que a veces incluían los titulares y hasta editoriales. En 1939 se creó el Registro Oficial de Periodistas y Franco tenía el carné número uno. En 1941 nació la Escuela Oficial de Periodismo, que exigía a los alumnos ser militantes de FET y de las JONS, y en 1942 el Servicio Español de Auscultación de la Opinión Pública.
Como ha destacado Santos Juliá, la consecuencia de que «los medios de comunicación [estuvieran] bajo censura imperativa, obligados no sólo a no tocar ciertas cuestiones sino a tratar de otras en los términos establecidos por la autoridad competente» fue que «la opinión pública, por definición, no existe, pues no hay espacio público en el que pueda expresarse y debatirse una opinión».
Para difundir sus ideas y actuaciones el franquismo se dotó de una extensa red de medios de comunicación públicos dependientes de la Delegación Nacional de Prensa y Propaganda, dependiente del Ministerio de la Gobernación —a partir de 1951 se integraría en el nuevo ministerio de Información y Turismo—. Formaban parte de ella cuarenta diarios, que serían conocidos como la prensa del Movimiento, entre los que destacaban Arriba, el órgano oficial de FET y de las JONS, y Pueblo, el periódico de la Organización Sindical Española —entre 1952 y 1975 estuvo dirigido por Emilio Romero—, pero el de más tirada y más leído era el diario deportivo Marca.
Además de los cuarenta diarios, el aparato de prensa y propaganda contaba con dos agencias oficiales de noticias —Agencia EFE y Pyresa— así como con dos redes de emisoras de radio, Radio Nacional de España y la Red de Emisoras del Movimiento, contando la primera con el monopolio de la información pues solo Radio Nacional, creada en 1937, podía emitir noticias y el resto de emisoras públicas y privadas estaban obligadas a conectar con ella a determinadas horas del día. Otro medio de propaganda fue el NO-DO, creado en 1942, un noticiero cuya proyección era obligada en todos los cines, antes de las películas. Cada documental duraba 10 minutos y a través de él se transmitían los valores del régimen y se exaltaba la figura del Caudillo.
La Iglesia católica contaba con su propia red de prensa y radio. El más importante de los diarios católicos era Ya y en cuanto a la radio la Iglesia tardó en integrar sus emisoras locales pues hasta 1959 no nació la Cadena de Ondas Populares Españolas (COPE). Los monárquicos tenían el diario ABC, propiedad de la familia Luca de Tena. Además de la Editorial Católica, que publicaba el Diario Ya y Prensa española, con ABC, había otros grupos periodísticos privados como el Grupo Godó, con La Vanguardia, y Bilbao Editorial, con El Correo español-El Pueblo Vasco.
Durante el primer franquismo (1939-1959) el medio de mayor difusión fue la radio que tuvo un desarrollo espectacular en la inmediata posguerra —se pasó de 300 000 receptores en 1936 a cerca de un millón de 1943—. La cadena privada más importante fue la Sociedad Española de Radiodifusión (Cadena SER) con 45 emisoras en 1965. Los programas de mayor audiencia eran los seriales, los concursos, las retransmisiones deportivas de los domingos y los shows de fin de semana. Sus objetivos, como los del conjunto de la cultura de masas del franquismo, fueron, «vía el entretenimiento y la evasión, la integración social y la desmovilización del país». De entre los programas de radio destacaron en la época El consultorio de Elena Francis, Ama Rosa, La sangre es roja o Lo que no muere.
En el segundo franquismo (1959-1975) la televisión desplazó a la radio como el medio de comunicación de masas de mayor difusión pero con el mismo objetivo desmovilizador. Nació en 1956 cuando empezó a emitir Televisión Española, un organismo público financiado con la publicidad y que a partir de 1966 puso en marcha un segundo canal. Los programas líderes de audiencia televisiva fueron Estudio 1, Bonanza, Historias para no dormir, los documentales de Félix Rodríguez de la Fuente o Los Chiripitifláuticos. En el Festival de la Canción de Eurovisión 1961, España debutaba, pero fue en la edición de 1968 en la que España con Massiel logró la victoria. En 1969, España fue el país anfitrión del festival repitiendo triunfo, junto con otros tres países, por segundo año consecutivo.
De entre las publicaciones que, no sin problemas y censuras, consiguieron mantener cierta independencia se encontraba La Codorniz, fundada en 1941 por Miguel Mihura, una revista de humor de tirada semanal. Contó con colaboradores como Mingote, Chumy Chúmez, Serafín, Tono, Jardiel Poncela, Ramón Gómez de la Serna, Gila, José Luis Coll, Carlos Luis Álvarez, Cándido y Máximo entre otros muchos. En 1944 la dirigió Álvaro de Laiglesia y desapareció en 1978. Al final de la dictadura hubo otras revistas satíricas como Hermano Lobo, El Papus y Por Favor y también otras directamente críticas con el Régimen Franquista, que bordeaban continuamente el límite de lo tolerado, como Cuadernos para el Diálogo, Triunfo, Índice, SP y Cambio 16. Entre la prensa diaria fueron sin duda los periódicos vespertinos madrileños Informaciones y Madrid los que, a partir de finales de los años 60, presentaron líneas editoriales menos oficialistas.

### El sistema educativo franquista

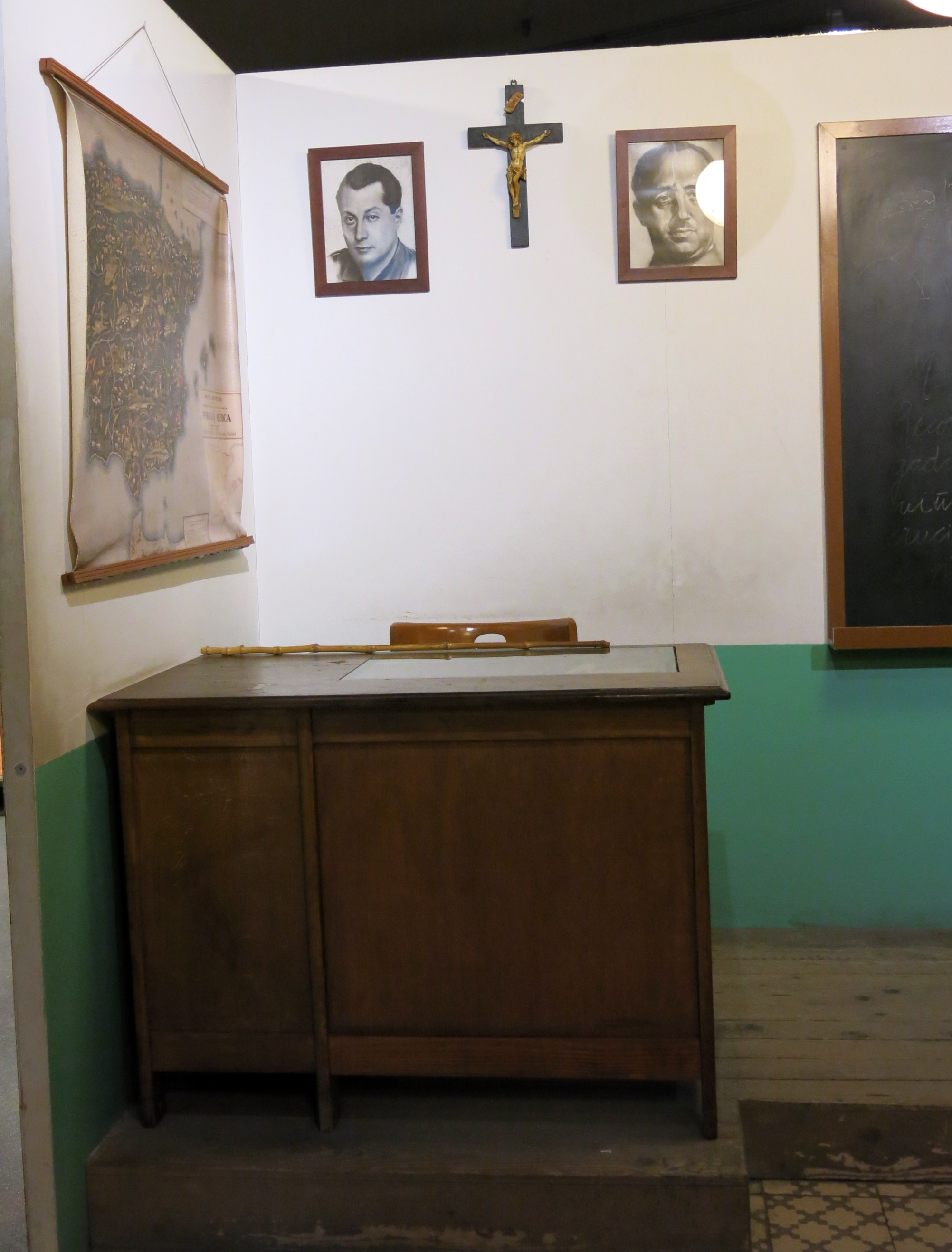
Recreación de un aula típica de una escuela durante el franquismo, presidida por un crucifijo y los retratos de Franco (a su derecha) y de José Antonio Primo de Rivera (a su izquierda). Museo de historia de Cataluña.

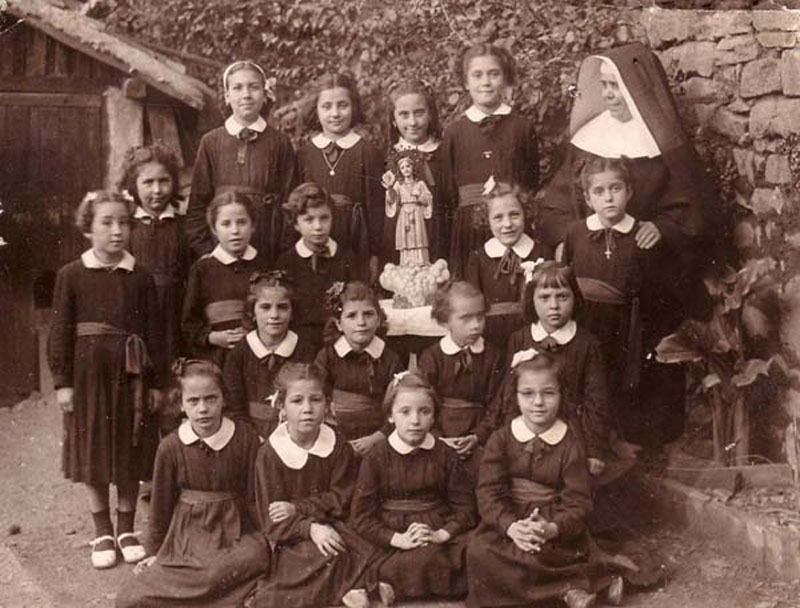
Grupo de niñas de un colegio religioso de Figaredo en 1951.

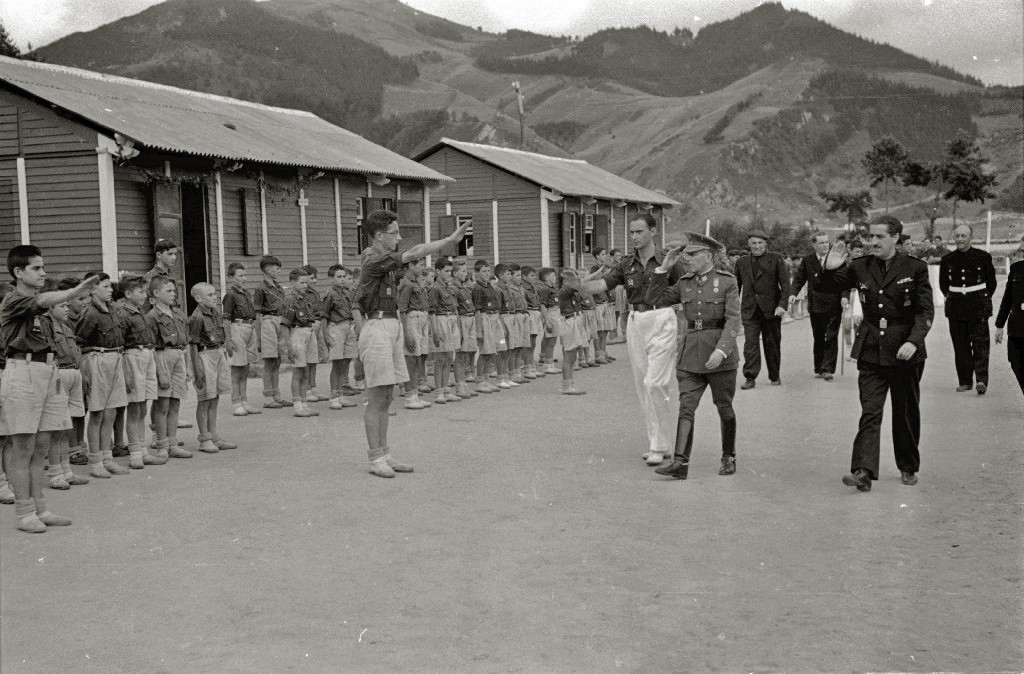
Campamento del Frente de Juventudes en Orio (Guipúzcoa) en 1944.

El sistema educativo franquista se ha definido como autoritario, nacional-católico, sexista, clasista, ultranacionalista español, dogmático, doctrinal y reaccionario (opuesto a las innovaciones pedagógicas), exactamente lo contrario que el sistema educativo de la República que se caracterizaba por ser democrático, laico, promotor de la igualdad de sexos mediante la coeducación, igualitario, integrador de las lenguas y culturas propias de las «regiones autónomas», plural, contrario al adoctrinamiento y abierto a las innovaciones pedagógicas.
El autoritarismo era uno de los rasgos esenciales del régimen franquista del que formaba parte el sistema educativo. Por eso se ha hablado de escuela autoritaria e incluso de escuela cuartel en la que los principios que regían la relación entre maestros y alumnos eran los de unidad, jerarquía, obediencia y disciplina. Por ejemplo, el segundo objetivo de la Enseñanza Primaria según la Ley de 1945 era «formar la voluntad, la conciencia y el carácter del niño en orden al cumplimiento del deber y a su destino eterno». Pero el maestro no sólo debía mostrar a los alumnos la necesidad del principio de autoridad en la escuela sino también en todos los niveles de la vida.
El nacional-catolicismo estaba presente en todo el sistema educativo franquista, ya que la religión católica inspiraba los programas educativos a todos los niveles de la enseñanza. En una Orden de diciembre de 1938 se decía que había que «saturar de espíritu religioso y patriótico la labor educativa donde deben resplandecer… los dos grandes amores: el amor a Dios y al amor a la patria». El artículo 5 de la Ley de Enseñanza Primaria de 1945 decía: «La educación primaria, inspirándose en el sentido católico, consubstancial con la tradición escolar española, se ajustará a los principios del Dogma y de la Moral católica y a las disposiciones del Derecho Canónico vigente». Por otro lado, la escuela pública era subsidiaria de los colegios de la Iglesia, especialmente en la enseñanza media.
El ultranacionalismo español también era una de las piedras angulares del sistema educativo. En la Ley de Enseñanza Primara de 1945 se decía en el artículo 6.º sobre la «Formación del espíritu nacional» y en el artículo 7.º sobre la «lengua nacional» lo siguiente:

Artículo sexto.— Es misión de la educación primaria, mediante una disciplina rigurosa, conseguir un espíritu nacional fuerte y unido e instalar en el alma de las futuras generaciones la alegría y el orgullo de la Patria, de acuerdo con las normas del Movimiento y sus Organismos.
Artículo séptimo.— La lengua española, vínculo fundamental de la comunidad hispánica, será obligatoria y objeto de cultivo especial, como imprescindible instrumento de expresión y de formación humana, en toda la educación primaria nacional.

El sistema educativo franquista era sexista pues establecía la estricta separación de los niños y las niñas en la escuela y su formación diferenciada. En una Orden del 1 de mayo de 1939 se decía que el «sistema pedagógico de coeducación» era «contrario enteramente a los principios religiosos del Glorioso Movimiento Nacional y, por tanto, de imprescindible supresión por antipedagógico y antieducativo para que la educación de los niños y las niñas responda a los principios de sana moral y esté de acuerdo con todos los postulados de nuestra gloriosa tradición». El artículo 14.º de la Ley de Enseñanza Primaria de 1945 volvía a insistir en lo mismo: «El Estado por razones de orden moral y de eficacia pedagógica, prescribe la separación de sexos y la formación peculiar de niños y niñas en la educación primaria». Y el artículo 11 de esa misma ley establecía la educación diferenciada para los niños y las niñas: «La educación primaria femenina preparará especialmente para la vida del hogar, artesanía e industrias domésticas». En el preámbulo de la Ley de 20 de septiembre de 1938 por la que se establecía un nuevo Bachillerato se señalaba como uno de los síntomas de decadencia el «afeminamiento» contrapuesto al «viril heroísmo de la juventud en acción».
El dogmatismo estaba presente en todas las disciplinas pero tal vez donde era más evidente era en la enseñanza de la historia, que estaba supeditada a una doble doctrina: la del partido único FET y de las JONS y la de la Iglesia católica. Así, como destacó hace tiempo el historiador Manuel Tuñón de Lara, en la educación franquista la historia estaba considerada «como una simple interpretación ideológica del pasado que servirá para modelar el espíritu de los niños y de los jóvenes», «una sierva de la enseñanza política y eclesiástica». En el cuestionario de Geografía e Historia para alumnos de segunda enseñanza publicado el 14 de abril de 1939 se incluían epígrafes como los siguientes: de la dictadura de Primo de Rivera se destacaba el «retorno a los principios de autoridad»; sobre la Segunda República Española se proponía estudiar: «los pseudointelectuales despechados, la masonería y los financieros judíos internacionales hacen caer la monarquía. La segunda República. Sus desastres, sus desórdenes, sus crímenes»; sobre el fascismo, en cambio, «su sentido nacional, espiritual e histórico que restituye su dignidad a la persona humana». Y como colofón: «Superioridad moral de nuestro espíritu imperial».
El clasismo del sistema educativo franquista fue reconocido por las propias autoridades educativas en 1969 cuando publicaron el «Libro Blanco» en que se basaría la reforma educativa que se plasmaría en la Ley General de Educación de 1970. En él se reconocía que de hecho existían dos sistemas educativos en España: uno para las familias de las clases altas y medias que llevaban a sus hijos a los colegios de la Iglesia y que conseguían llegar a la Universidad ―que era gratuita, lo que dado su carácter minoritario constituye «la expresión más acabada del clasismo del sistema»―, y otro para los «sectores sociales menos favorecidos» que llevaban a sus hijos a las escuelas públicas y que no pasaban del nivel de la enseñanza primaria, incorporándose inmediatamente después al mercado de trabajo.
El sistema educativo franquista lo que pretendía era adoctrinar no enseñar. En el artículo 1.º de la Ley de Enseñanza Primaria de 1945 se decía: «la educación primaria tiene como objetivo formar la voluntad, la conciencia y el carácter del niño para el cumplimiento del deber y su destino eterno; infundir el amor y la idea de servicio a la patria, de acuerdo con los principios inspiradores del Movimiento». En un manual escolar se hacía la siguiente exaltación del Caudillo (las frases aparecían sobre el dibujo del rostro del general Franco):

Hace unos cuantos años, España era muy desgraciada, porque la mandaban los malos españoles.
Franco hizo la guerra para echarlos, y salvó a la Patria.
Fue una guerra muy larga, pero Dios concedió la victoria a los buenos.
 El Caudillo trabajó mucho en aquella guerra. Y ahora trabaja también en la paz, para hacer de España una nación grande y para que los españoles sean felices.

El carácter reaccionario de las prácticas educativas franquistas y su oposición a cualquier innovación pedagógica se puede observar en el siguiente discurso pronunciado por el teniente de alcalde de Cultura del Ayuntamiento de Barcelona ante los maestros asistentes a un Cursillo de Orientación celebrado en septiembre de 1939:

Se ha de lograr la transformación entera de aquel Magisterio que se llamó español, sin serlo más que por residencia, porque prescindía de la luz que irradiaban los propios pedagogos nacionales como Luis Vives, San José de Calasanz, San Ignacio de Loyola y el moderno Padre Manjón y buscaba ser reflejo de las orientaciones extranjeras de los Pestalozzi y de los Froebel, de los Decroly y de los Montessori; de aquel lastimoso Magisterio que se inspiró exclusivamente en los principios de la revolución francesa, de la libertad, de la igualdad y la fraternidad, a través de los cuales llegó a la escuela sin Dios…

Se hacía especial hincapié en rechazar las «pedanterías y barbarismos» de la Institución Libre de Enseñanza, a la que se hacía responsable de haber conseguido «arrancar del corazón de muchos maestros todo sentimiento de piedad cristiana y de amor a la gran patria española, ideales únicos capaces de hacer fecunda la labor docente».

## Memoria histórica
La simbología franquista ha pervivido en la sociedad española tras la muerte de Franco, especialmente durante la Transición, hasta bien entrado el siglo XXI. El símbolo más conocido, el escudo portador del águila de San Juan (emblema de los Reyes Católicos), no fue legalmente abolido de la bandera de España hasta 1981 por el Gobierno de Leopoldo Calvo Sotelo. Por otro lado, los nostálgicos del régimen franquista se han venido concentrando el 20 de noviembre (día de la muerte de Franco) en el Valle de los Caídos, a pesar de que la Ley de Memoria Histórica prohíbe expresamente la realización de las mencionadas concentraciones.
En 2018 se decide comenzar el procedimiento para hacer públicos los archivos secretos de la Guerra Civil y el franquismo hasta 1968.

### Condenas internacionales
En 2006, el Parlamento Europeo condenó el franquismo, concluyendo que existen evidencias suficientes para probar la violación de los derechos humanos durante el mismo. Además, recomendó que el reconocimiento de la condena de la dictadura no debe limitarse a un mero reconocimiento histórico, sino a la eliminación de los símbolos de la dictadura.
El 17 de marzo de 2006 la Comisión Permanente de la Asamblea Parlamentaria del Consejo de Europa (entidad supraestatal que engloba a un total de 47 países europeos incluyendo a Turquía) recomendó al Consejo de Ministros del Consejo de Europa adoptar una declaración oficial de condena internacional del régimen franquista y declarar el 18 de julio de 2006 como día oficial de condena de dicho régimen. Asimismo, urgió al Gobierno de España a cumplir las siguientes recomendaciones: creación de un comité nacional que investigue las violaciones de los derechos humanos durante el régimen de Franco que envíe sus informes al Consejo de Europa, facilitar a todos los investigadores el acceso a todos los archivos civiles y militares que contengan documentos que puedan establecer la verdad sobre la represión, erigir una exhibición permanente en la basílica subterránea del Valle de los Caídos —donde Franco estaba enterrado— explicando cómo fue construida por prisioneros republicanos y eliminar símbolos de la dictadura, tales como, estatuas y nombres de calles.
La Asamblea Parlamentaria, en la citada Recomendación 1976, condenó unánimemente las «graves y múltiples violaciones de Derechos Humanos cometidas en España por el régimen franquista, entre 1939 y 1975».
Entre las conclusiones del documento de trabajo sometido a discusión en la Comisión Permanente «hay suficientes evidencias para probar que los abusos contra los derechos humanos bajo el régimen de Franco fueron extensivos y sistemáticos» y propone a la comisión que cree un comité de expertos con el objetivo de recoger y evaluar toda la información posible.
El 3 de mayo de 2006 el Consejo de Ministros del Consejo de Europa, en su 963.ª reunión respondió a la Asamblea Parlamentaria con tres puntos en los que remarcó su condena al régimen de Franco como a todos los regímenes totalitarios por sus violaciones a los derechos humanos y la necesidad de recordar dichos crímenes para evitar repetir los errores del pasado. También apuntó que la transición española es un ejemplo para todos los países que siguen el mismo proceso de cambio a un régimen democrático. Y en lo que respecta a la recomendación específica de un día internacional de condena al régimen de Franco señaló que todos los regímenes totalitarios merecen ese tratamiento, y que singularizar uno en concreto podría crear la impresión equivocada de que unos regímenes totalitarios merecen más la condena que otros.